# Imperio otomano
El Imperio otomano (en turco: Osmanlı İmparatorluğu o Osmanlı Devleti), oficialmente el Sublime Estado Otomano (en turco otomano: دولت عالیه عثمانیه‎, romanizado: Devlet-i Aliyye-i Osmâniyye), fue un Estado multiétnico gobernado por la dinastía osmanlí. Era conocido como el Imperio turco por sus contemporáneos, aunque los gobernantes osmanlíes jamás utilizaron ese nombre para referirse a su Estado.
El Imperio otomano comenzó siendo uno más de los pequeños Estados turcos que surgieron en la península de Asia Menor durante la decadencia del Imperio turco selyúcida. Los turcos otomanos fueron controlando paulatinamente a los demás estados turcos, sobrevivieron a las invasiones mongolas y bajo el reinado de Mehmed II (1451-1481) acabaron con lo que quedaba del Imperio bizantino. La primera fase de la expansión otomana tuvo lugar bajo el gobierno de Osmán I (1288-1326) y siguió en los reinados de Orhan I, Murad I y Bayezid I, a expensas de los territorios del Imperio bizantino, Bulgaria y Serbia. La ciudad de Bursa cayó bajo su dominio en 1326 y Adrianópolis en 1361. Las victorias otomanas en la península de los Balcanes alertaron a Europa Occidental sobre el peligro que este Imperio representaba y fueron el motivo central de la organización de la Cruzada de Segismundo de Hungría. El sitio que pusieron los otomanos a Constantinopla fue roto gracias a Tamerlán, caudillo de los mongoles, quien tomó prisionero a Beyazid en 1402, pero el control mongol sobre los otomanos duró muy poco. El Imperio otomano logró llevar a cabo la conquista de Constantinopla en 1453.

El Imperio otomano (en Europa, en color verde) en 1914, en vísperas de su desaparición.

En su máximo esplendor, entre los siglos XVI y XVII se expandía por tres continentes, ya que controlaba una vasta parte de la península balcánica, de Oriente Próximo y del norte de África, y parte de Europa Central y Oriental: limitaba al oeste con el Sultanato de Marruecos, al este con Persia y el mar Caspio, al norte con el Zarato ruso, la Monarquía Habsburgo y la Mancomunidad de Polonia-Lituania, y al sur con Sudán, Eritrea, Somalia y el Emirato de Diriyah (Arabia). El Imperio otomano poseía 29 provincias, además de Moldavia, Transilvania, Valaquia y Crimea, que eran Estados vasallos.
El Imperio estuvo en el centro de las interacciones entre Oriente y Occidente durante seis siglos. Con Constantinopla como capital y el territorio que se conquistó bajo Solimán el Magnífico (r. 1520-1566) —aproximadamente correspondiente a las tierras gobernadas por Justiniano el Grande mil años antes, salvo las de Europa occidental—, el Imperio otomano era, en muchos aspectos, el sucesor islámico del Imperio Romano de Oriente. Numerosos rasgos y tradiciones culturales de estos (en campos como la arquitectura, la cocina, el ocio y el gobierno) fueron adoptados por los otomanos, quienes los elaboraron en nuevas formas. Estos rasgos culturales más tarde se mezclaron con las características de los grupos étnicos y religiosos que vivían dentro de los territorios otomanos y crearon una nueva y particular identidad cultural otomana.
Aunque en un tiempo se pensó que el Imperio otomano había entrado en un periodo de declive tras la muerte de Solimán el Magnífico en 1566, el consenso académico moderno postula que el Imperio siguió manteniendo una economía, una sociedad y un ejército flexibles y fuertes durante gran parte del siglo XVIII. No obstante, durante un largo periodo de paz entre 1740 y 1768, el sistema militar otomano se quedó rezagado con respecto al de sus principales rivales europeos, los imperios Habsburgo y ruso. En consecuencia, los otomanos sufrieron graves derrotas militares a finales del siglo XVIII y comienzos del XIX, que culminaron con la pérdida tanto de territorio como de prestigio mundial. Esto impulsó un amplio proceso de reforma y modernización conocido como Tanzimat; a lo largo del siglo XIX, el Estado otomano se hizo mucho más poderoso y organizado internamente, a pesar de sufrir nuevas pérdidas territoriales, especialmente en la península balcánica, donde varios territorios del Imperio se independizaron, creándose nuevos estados. Las sucesivas derrotas en guerras y el auge de los nacionalismos dentro del territorio llevaron al decaimiento del poder del imperio. 
A partir de finales del siglo XIX, varios intelectuales otomanos intentaron liberalizar la sociedad y la política siguiendo las pautas europeas, lo que culminó en la Revolución de los Jóvenes Turcos de 1908, liderada por el Comité de Unión y Progreso (CUP), que estableció la Segunda Era Constitucional e introdujo elecciones competitivas multipartidistas bajo una monarquía constitucional. Sin embargo, tras las desastrosas Guerras de los Balcanes, el CUP se radicalizó y se volvió cada vez más nacionalista, liderando un golpe de Estado en 1913 que estableció un régimen de partido único. El CUP alió al imperio con Alemania, con la esperanza de escapar del aislamiento diplomático que había contribuido a sus recientes pérdidas territoriales, y de este modo, se unió a la Primera Guerra Mundial en el bando de las Potencias Centrales. Aunque el imperio pudo sostenerse en general durante el conflicto, tuvo dificultades enfrentando disidencia interna, especialmente la Rebelión árabe. Durante este periodo, el gobierno otomano cometió genocidio contra armenios, asirios y griegos.
Su participación en la Primera Guerra Mundial seguido con la ocupación de Constantinopla y el surgimiento de movimientos revolucionarios dentro de Turquía le dieron el golpe mortal y resultó en la partición del Imperio otomano, que perdió sus territorios del sur a manos del Reino Unido y Francia. El Imperio bajo la dirección de un sultán fue abolido el 1 de noviembre de 1922 y un año después, el califato. Los movimientos revolucionarios que lo habían derrocado se agruparon y fundaron el 29 de octubre de 1923 la República de Turquía, poniendo fin formalmente al Imperio otomano.

## Origen

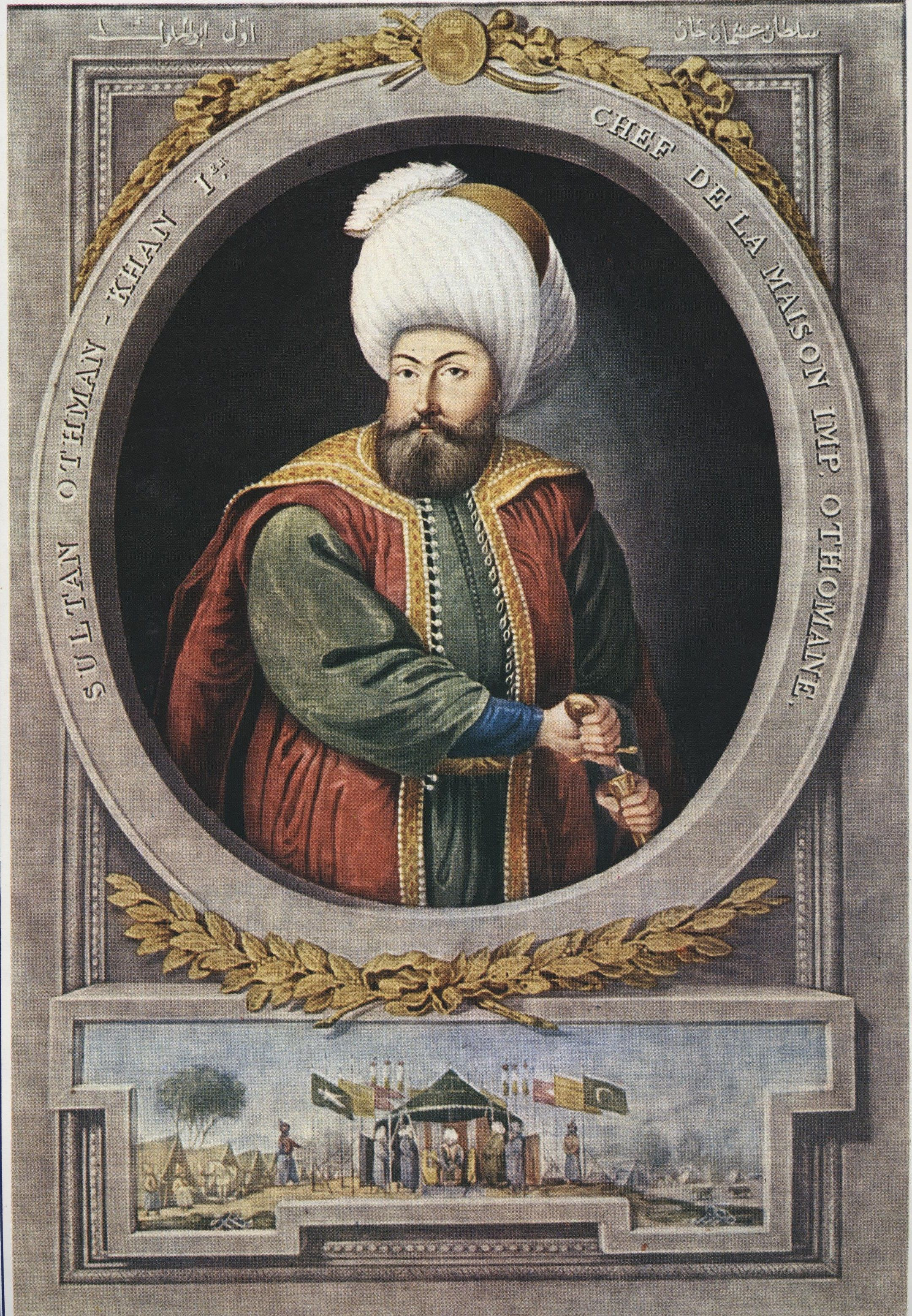
El sultán turco Osmán I.

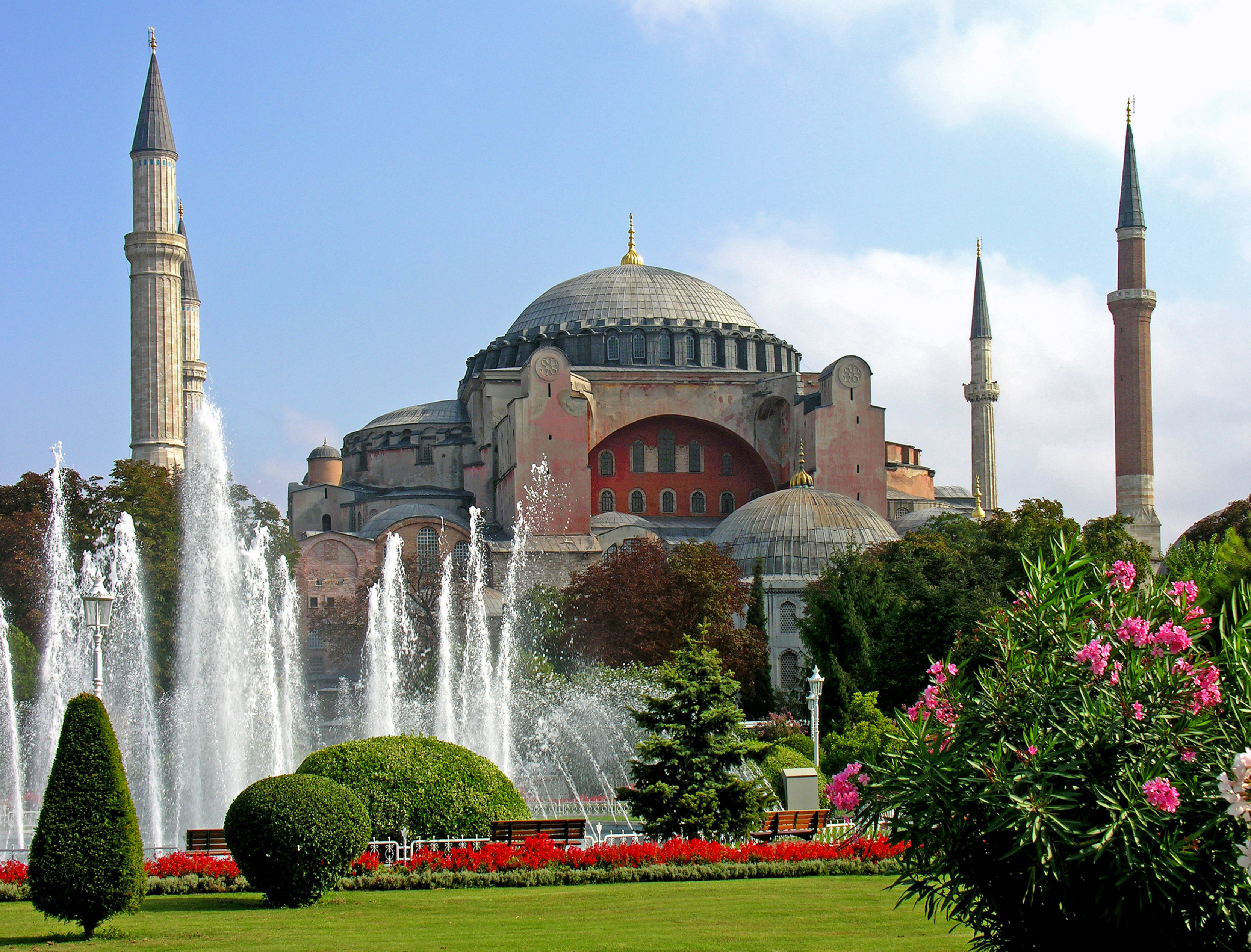
Santa Sofía de Constantinopla fue construida por el Imperio bizantino en el A lo largo de su historia ha sido basílica, mezquita en el Imperio otomano.

El origen de los turcos se puede encontrar en las estepas de Asia Central, en el Turquestán, en una etnia dedicada a la ganadería trashumante, en especial de caballos, y al comercio, con prácticas seminómadas. Los turcos pronto se relacionan con las culturas musulmanas de su entorno, entablan con ellas relaciones comerciales y adoptan el islam en su rama suní. Este contacto se podría deber a la ruta de la seda, pues los mercaderes musulmanes seguramente transitarían por los territorios donde habitaban los otomanos. Las primeras entradas de tribus turcas en la región que posteriormente sería el Imperio otomano se producen en el ámbito militar, cuando los ejércitos del Califato abasí necesitaron soldados para las luchas internas y contra los cristianos y bizantinos durante el siglo IX. Por ello, recurrieron a los territorios fronterizos reclutando a la población. Dentro del Califato abasí ya puede apreciarse cómo los turcos van escalando posiciones en el ejército y la administración. La lenta penetración de tribus turcas en esta zona se realizó de dos maneras: mediante la progresiva ocupación del territorio por parte de los grupos tribales y mediante la lucha contra el Imperio bizantino, que había dominado esta región durante mucho tiempo y al que anularon militarmente.
La ocupación de Anatolia por los turcos puede tener su origen en la batalla de Manzikert en 1071, cuando los turcos, al servicio de los selyúcidas, derrotaron al ejército bizantino del emperador Romano IV Diógenes. Esto permitió que los selyúcidas crearan un vasto sultanato que abarcaba Irak e Irán. Hacia 1243, una invasión mongola al mando de Batu, el kan de la Horda de Oro, deja hecho añicos dicho sultanato, el cual había sobrevivido a las luchas internas, a los bizantinos, a la Primera Cruzada y a sus vecinos sirios, los zanguíes y ayyubíes, fue la soberanía mongola la que lo reemplaza. Sin embargo, a esta invasión, aún sobreviven pequeñas porciones de territorio que se convierten en una especie de principados autónomos. De todos estos, hay que destacar el sultanato de Rüm, cuya capital ya estaba en Turquía, pues era la ciudad de Konya.
Uno de esos principados —al que podríamos llamar su primer Estado otomano—, pequeño e insignificante, era donde habitaban los turcos, el cual había sido cedido por el sultán selyúcida antes de la invasión mongola al primer miembro dinástico de los otomanos, Ertuğrul. Este territorio tenía por capital la ciudad de Söğüt. Ertuğrul falleció en 1290, dando paso a la sucesión de Osmán I ("Uthman", عُثمَان, en turco), nombre del cual deriva la denominación de otomanos o dinastía osmanlí. Fue con Osmán I cuando empezó la expansión territorial de los turcos en Anatolia, sentando las bases de un imperio que duraría casi siete siglos.

## Expansión

### Primeras victorias

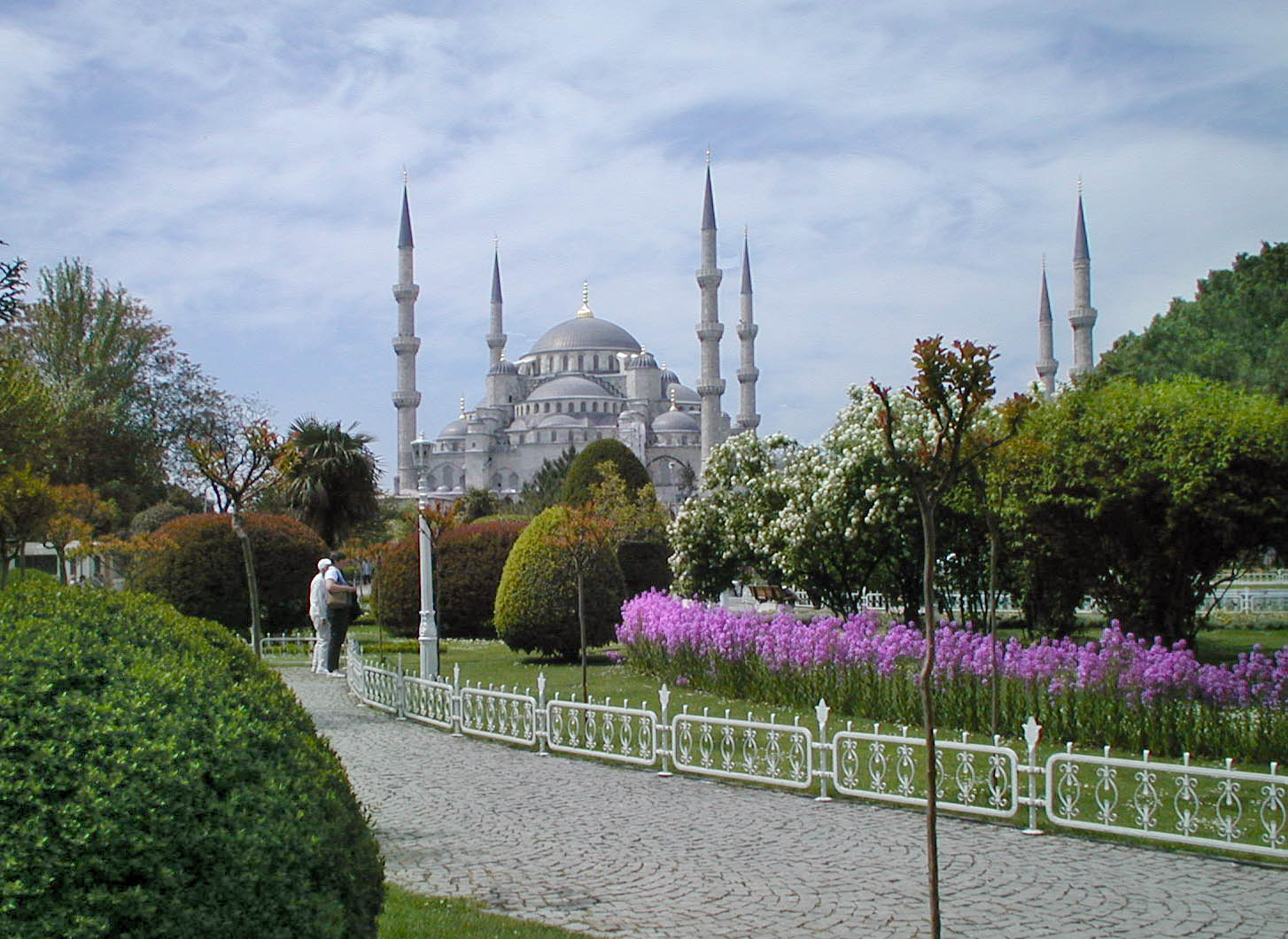
La Mezquita Azul está situada frente a la iglesia de Santa Sofía, de la que la separa un jardín.

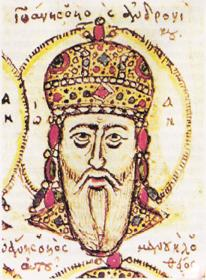
El emperador bizantino Juan V Paleólogo.

Expansión territorial otomana en los siglos y.

Los otomanos no conseguirían poder suficiente como para eliminar a sus enemigos inmediatos y establecer un verdadero Estado hasta el gobierno del hijo y sucesor de Osmán, Orhan I (1324-1360). La clave de su reinado fue la conquista de Nicea en 1331 y Bursa. Esta última no solo proporcionó la capital, sino los útiles necesarios para crear una administración otomana. Pudo acabar también con la amenaza de sus vecinos turcomanos, la ciudad de Aydın, que proporcionaba mercenarios a Juan Cantacuceno. Tras la caída de Aydın, serán los otomanos los que ayudarán a Cantacuceno, el candidato al trono bizantino, enfrentado a Juan V Paleólogo, tomándose como recompensa el derecho a saquear el territorio bizantino a lo largo del Egeo, en Tracia, y la mano de la hija de Juan Cantacuceno, Teodora.
A partir de 1354, los cuerpos de expedición otomanos dirigidos por su hijo Suleyman Paşa establecieron una base permanente en la península europea de Galípoli, a pesar de las protestas de Cantacuceno y otros. Este último tuvo que abdicar por haber sido el responsable de que los turcos se introdujeran en Europa. Bajo el mandato de su hijo, Murad I (1360-1389), se hicieron las primeras conquistas estables en la Europa sudoriental. Tomó Edirne (Adrianópolis) en 1361, la convirtió en su capital y nombró el primer visir del que sería el Imperio otomano: Kara Halil Paşa, de los Candarli, familia que monopolizó el puesto durante el siglo siguiente. El emperador bizantino se comprometió a pagar tributo regularmente a los otomanos y a enviar contingentes militares para su ejército, debido a que no podían enfrentarse a la presión turca sobre Constantinopla. Fue uno de los sultanes más importantes del Imperio otomano por su triunfal campaña militar en Tracia y los Balcanes, que acompañó con tacto y prudencia, pactando con la Iglesia ortodoxa. También fue el primero en ser nombrado sultán, ya que los anteriores ostentaban el título de emires.
Para defender a Europa de la amenaza otomana, el papa proclamó una bula llamando de un modo formal a la Cruzada hacia 1366, que fue un fracaso en «la ruta de los serbios». Los otomanos siguieron la política islámica tradicional de tolerancia hacia los zimmíes, o «gente del libro», que tenían derecho de protección sobre sus vidas, propiedades y creencias religiosas siempre que aceptasen un gobierno musulmán y pagaran los tributos (cizye) que les eximían del servicio militar. Por ello no se hizo ningún esfuerzo para la conversión en masa de la población. Durante su reinado también se creó el cuerpo de los jenízaros, una pieza clave en el desarrollo posterior del imperio.

### Enfrentamientos con Hungría

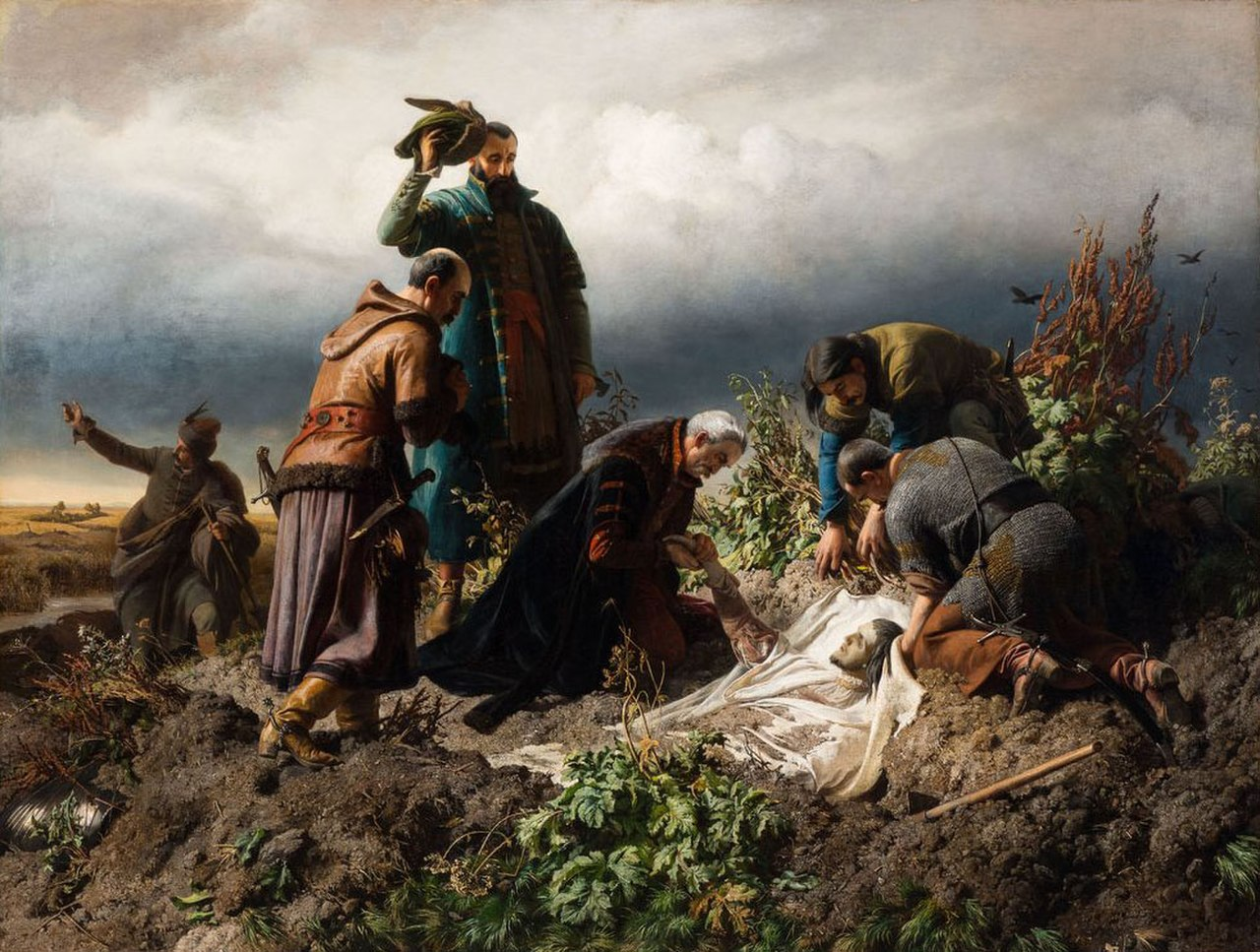
Muerte del rey Luis II de Hungría en la batalla de Mohács en 1526.

Las amenazas se multiplicaban, y a su vecino Karaman se unió la expansión mongola de Tamerlán. Los turcos otomanos continuaron avanzando hacia los territorios europeos y pusieron en alerta a la potencia medieval del Reino de Hungría. De esta forma, el rey Luis I de Hungría el Grande condujo en 1375 una batalla en el Principado de Valaquia. La situación política entre los valacos y los húngaros enfrentados a los turcos otomanos generaron ciertos conflictos entre ambos, lo cual creó una situación donde apenas se logró contener las invasiones sin expulsar a los turcos de la zona.

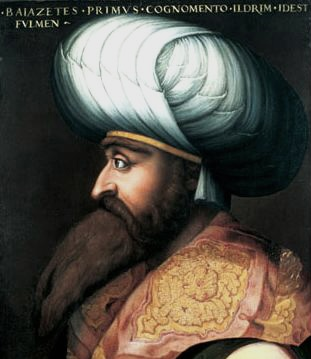
El sultán turco Beyazid I, quien se enfrentó, y venció, al rey Segismundo de Hungría en 1389.

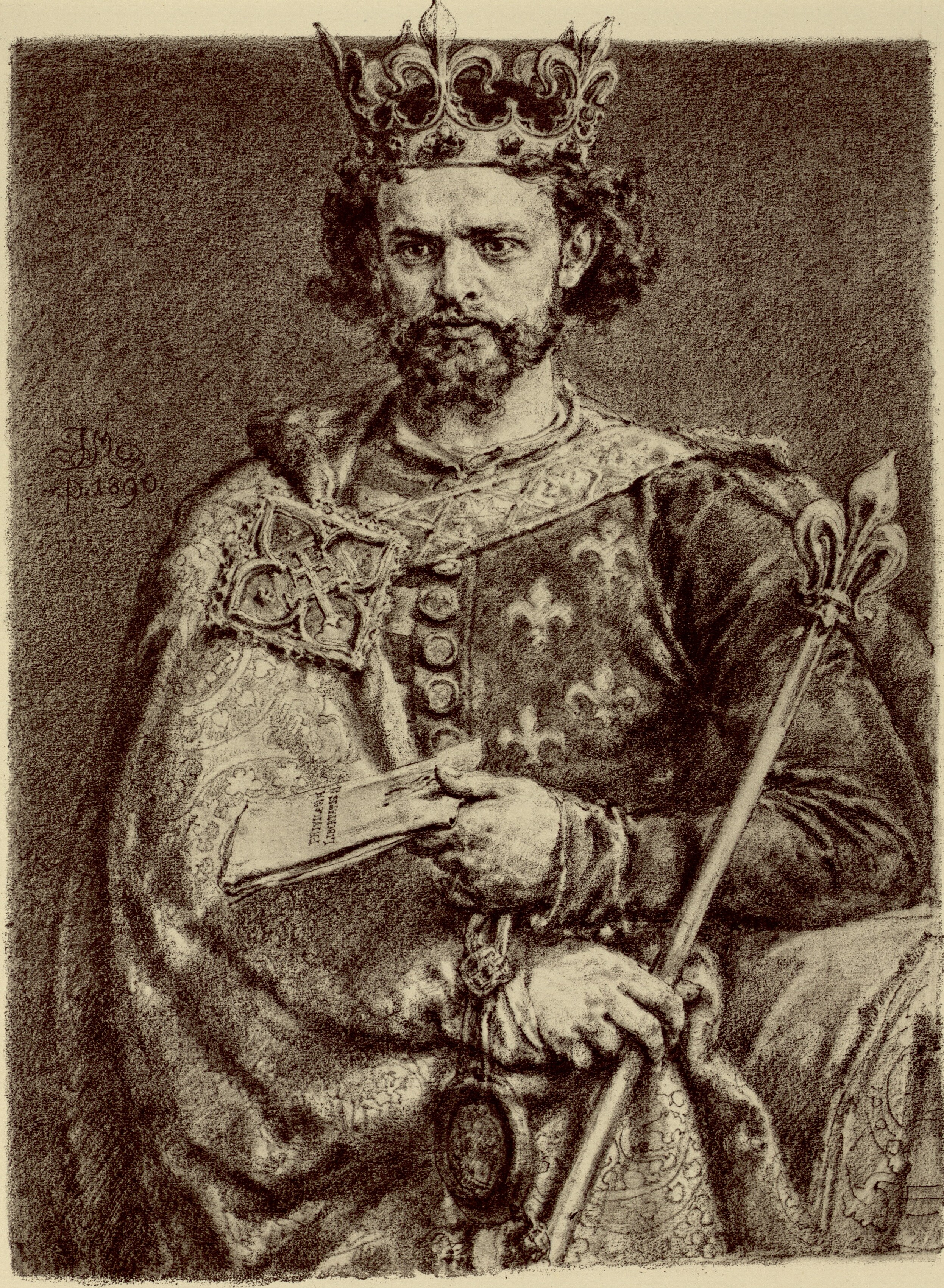
Luis I de Hungría.

Después de la muerte del rey Luis I, sucedió un corto periodo de inestabilidad política, hasta que el rey Segismundo de Hungría subió al trono. De inmediato la amenaza otomana fue tomada en serio por el rey húngaro y los demás duques y Príncipes de los Estados satélites de Hungría, por lo que se formó la coalición de los Estados eslavos del sur, dirigida por Segismundo. Fue en la decisiva batalla de Kosovo (1389) cuando la victoria otomana sobre el Imperio serbio permitió realizar nuevas conquistas al sur del Danubio, acabando con la última defensa organizada en el área de los Balcanes y dejando a Hungría como único oponente serio en el sudeste de Europa. En esta batalla un soldado serbio, Milos Obilic, asesinó a Murad I (el único sultán asesinado en una batalla), y le sucedió su hijo Beyazid I (1389-1402), afianzándose en la victoria. Para evitar posibles luchas por el trono, fue este el primer sultán que mató a todos sus hermanos, práctica común a partir de este momento y que institucionalizaría el sultán Mehmed II. Los esfuerzos de Beyazid se encaminaron a conquistar el oeste de Asia Menor, lo que consiguió en 1390.
En 1396, los ejércitos otomanos de Beyazid I vencieron a las fuerzas cruzadas de Segismundo de Hungría en la batalla de Nicópolis (1396). Al poco tiempo, los nobles húngaros aún descontentos se alzaron contra Segismundo en 1401 y en 1403, siendo derrotados en ambas ocasiones. Tras vencerlos, Segismundo continuó en el poder durante los cuarenta años siguientes sin ninguna clase de obstáculo sucesorio, conteniendo los ataques turcos otomanos, que ya realizaban incursiones en territorio magiar.
De esta forma, el Reino de Hungría siguió conteniendo los embates del expansivo Imperio otomano. En 1408, el rey húngaro Segismundo fundó entonces la Orden del Dragón, la cual continuó alentando el espíritu de conservación del cristianismo y la independencia de los territorios europeos. A esta orden pertenecieron, entre otros nobles, el príncipe Vlad II Dracul del principado de Valaquia (actual Rumanía) y su hijo, el conocido y sanguinario Vlad III, del cual posteriormente surgió el personaje de Bram Stoker, Drácula. Los otomanos siguieron avanzando hacia Europa y en 1427 atacaron y ocuparon la fortaleza de Galambóc a orillas del Danubio al suroeste del reino de Hungría.
Las tropas otomanas parecían indetenibles, a pesar de que el rey húngaro y polaco Vladislao I organizó una armada y partió con ella hacia el este en 1444. Los ejércitos del sultán Murad II salieron victoriosos en la batalla de Varna, en la cual también murió el rey cristiano. Tras la muerte de Vladislao I, al no dejar herederos, el trono le correspondía al joven príncipe Ladislao V, hijo del fallecido rey húngaro Alberto de Habsburgo, quien había gobernado antes del mártir de Varna. Puesto que Ladislao era muy joven para gobernar, los nobles húngaros escogieron de inmediato a un conde que había sido comandante de los ejércitos húngaros en las anteriores batallas contra los turcos: Juan Hunyadi.

La frontera húngaro-otomana a comienzos del.

Hunyadi prosiguió la lucha contra los turcos otomanos y alcanzó la victoria en el sitio de Belgrado (1456), fue esta la primera gran batalla ganada por los europeos cristianos contra los turcos. En honor a esta proeza, el papa Calixto III ordenó que se instituyese un toque de campanas del mediodía para honrar la victoria húngara. De esta manera, Hungría recibió el título de «último bastión del cristianismo en Europa», por el cual fue conocido durante toda la época del Renacimiento. Tras la muerte de Juan Hunyadi, y al estar vacante el trono húngaro, su hijo menor fue elegido rey por los nobles, y de esta forma, Matías Corvino fue coronado en 1458. El rey Matías Corvino mantuvo una política expansionista en Europa, y durante su reinado logró igualmente contener los ejércitos otomanos.
Sin embargo, su política expansionista estaba enfocada totalmente en otra dirección: emprendió campañas militares contra el Sacro Imperio Romano Germánico y conquistó el Ducado de Austria, pero abandonó las luchas contra los turcos. Muchos historiadores modernos critican estas acciones, que permitieron que tras la muerte del rey, los otomanos continuasen avanzando hacia los territorios húngaros y tomasen Belgrado en 1521. De esta manera, la época dorada del Reino húngaro finalizaría en 1526, cuando fueron vencidos por los turcos en la batalla de Mohács, en la que también murió el rey Luis II de Hungría. De inmediato se libraron varias batallas a lo largo del reino, hasta que en 1541 cayó por último Buda, la capital húngara.

#### Luchas internas y consolidación de la unidad

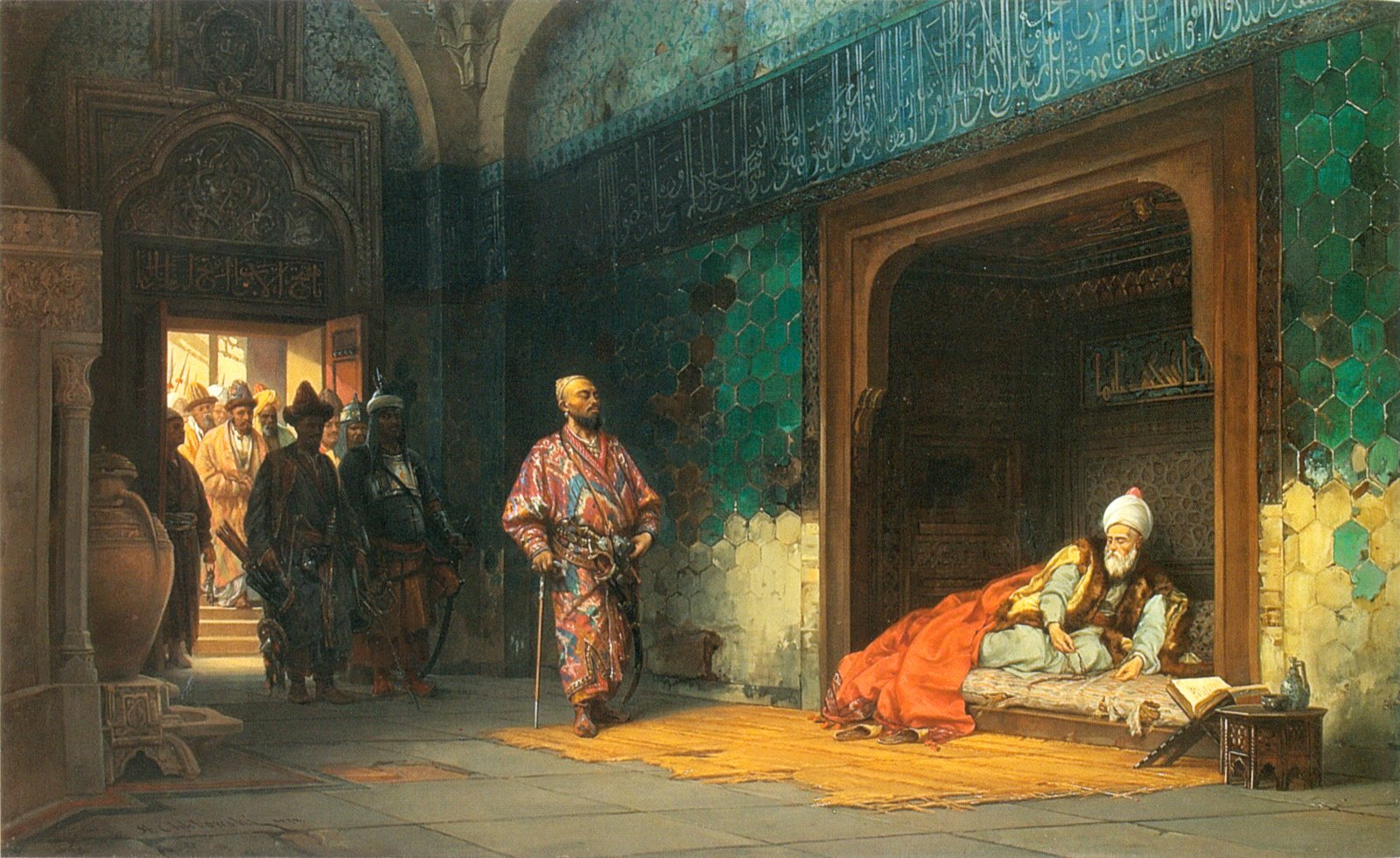
Tamerlán entrando al palacio para dirigirse a Beyazid I, que está echado en su lecho.

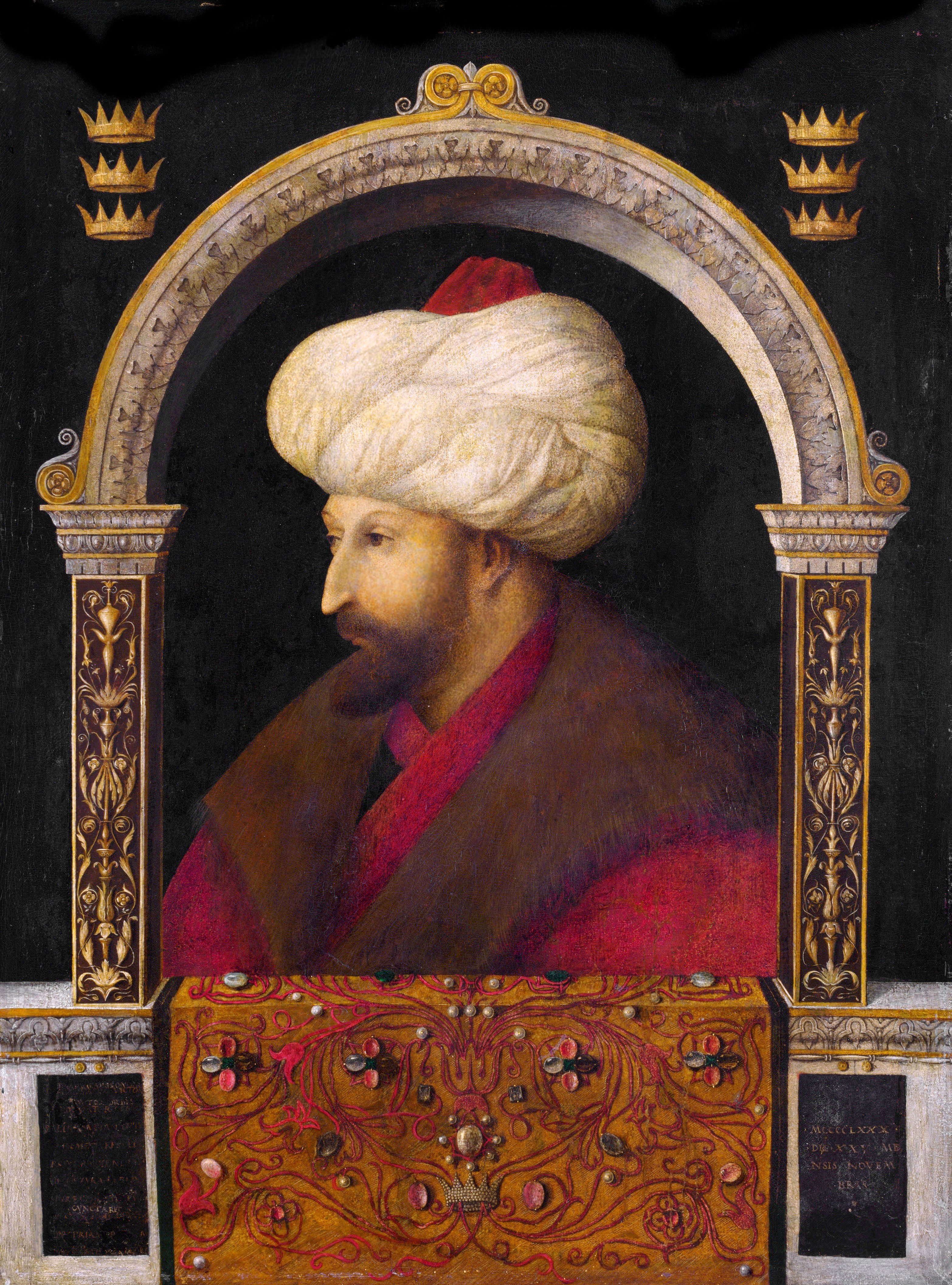
El sultán Mehmed II, conquistador de Constantinopla.

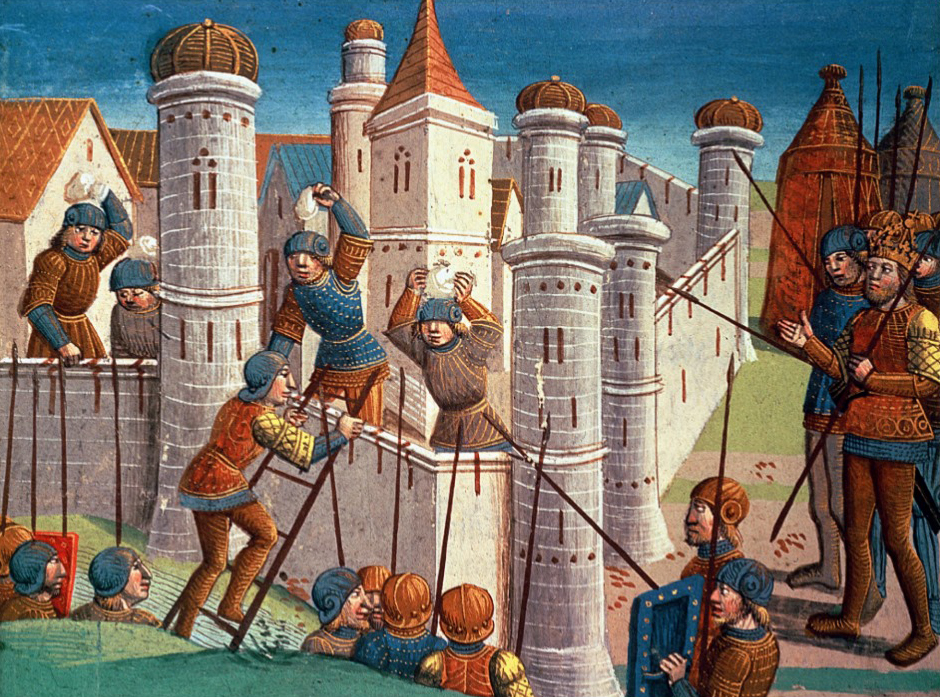
La caída de Constantinopla en 1453.

Mientras tanto, los problemas con los vecinos turcomanos, sobre todo con Karaman, el principado turco más fuerte de Asia Menor, obligó al sultán a combatir en el este. El resultado fue la anexión de estos pequeños Estados hasta que el oeste volvió a reclamar la atención de Beyazid. Muchas de las zonas ya conquistadas se quisieron liberar del poder otomano, pero el sultán reconquistó rápidamente lo perdido y siguió adelante: irrumpieron en Estiria, ocuparon Grecia y en 1397 llevaron a cabo la conquista de Atenas. Se dirigieron entonces hacia el este, donde se encontraron con un enemigo mucho más poderoso: Tamerlán. En 1402, los tártaros ganaron la batalla de Ankara, lo que supuso el hundimiento de la hegemonía otomana en Asia Menor. Los otomanos se reconocieron vasallos de Tamerlán y Beyazid encontró la muerte en prisión en 1403.
La autoridad otomana entró en crisis durante once años. Ni Tamerlán ni sus sucesores impusieron dominio alguno duradero, y el panorama quedó abierto para las luchas de poder entre los miembros de la familia otomana y los señores territoriales. La situación no era fácil, ya que eran cuatro los príncipes otomanos que se disputaban el trono. Tras un periodo de luchas fratricidas fue Mehmed I (1413-1420) el ganador. Con este sultán y, sobre todo con Murad II (1421-1451), el Gobierno otomano volvió a recuperar la unidad. Como Mehmed había vencido gracias al apoyo de la aristocracia turca, se le dio énfasis al pasado turco de la dinastía reinante, y por primera vez se encargaron unas crónicas de su historia. Dio prioridad a potenciar el comercio con los países europeos y firmó un tratado con Venecia en 1416. La infantería jenízara quedó como guardia personal del sultán, y la aristocracia volvió a controlar su cota de poder. Su ejército cruzó el Bósforo, tomó Edirne y comenzó el primero de los grandes sitios a Constantinopla (1422), no tanto para conquistarla, sino para castigar a los bizantinos por su deslealtad al haber apoyado a los rivales del sultán.
Además de esto, Murad desarrolló el famoso sistema del devşhirme, con el que reclutaba periódicamente a los mejores jóvenes cristianos de las provincias de los Balcanes para convertirlos al islam y para que prestaran servicio de por vida al imperio. A estos se les favoreció en un principio para que adquirieran poder, y así equilibraran el poder que acumulaba la aristocracia turca. Tras la firma de dos tratados de paz, Murad cedió el trono voluntariamente a su hijo Mehmed, de cuya juventud intentaron aprovecharse sus enemigos. Queriendo sacar partido de la situación se hizo una llamada a una cruzada para expulsar a los otomanos de Europa; parecía que lo iban a conseguir, pero Mehmed cedió el trono a su padre, que con sus ejércitos logró una aplastante victoria en la batalla de Varna. Tras esto, el Imperio otomano estableció un control directo sobre Macedonia, Tracia, Bulgaria y gran parte de Grecia.

Imperio otomano y Mediterráneo oriental, 1450.

Mehmed II el Conquistador (1451-1481) se apoyó en el devşhirme durante su gobierno, por lo que necesitaba una victoria militar para plantarle cara a la oposición, liderada por su propio gran visir, Candarli Halil. El famoso sitio (6 de abril-29 de mayo de 1453) y la conquista de la Constantinopla del emperador Constantino XI supuso el principio del fin de la influencia de la aristocracia turca. Poco a poco los otomanos se fueron apoderando de todas las poblaciones cercanas a la ciudad, y ante el temor a una invasión, el emperador bizantino pidió ayuda a los reinos europeos, pero pocos acudieron a su llamada. El 29 de mayo de 1453, los jenízaros entraron en la ciudad tras un sangriento asedio de ocho semanas. La caída de Constantinopla puso fin al Imperio romano de Oriente y consolidó el gran Imperio otomano, que trasladó su capital a Constantinopla, a partir de aquí llamada Estambul. Tras esta victoria, Bosnia y Serbia pasaron a ser provincias otomanas y Albania, después de sofocar la revuelta de Skanderbeg, quedó incorporada al imperio en 1468. Llegan hasta Italia, y por fin los venecianos reconocen la soberanía otomana y les pagan un tributo. También los mamelucos dejan de ser un enemigo, ya que su decadencia interna no les permite llevar a cabo el enfrentamiento entre los dos imperios más importantes de Oriente Próximo. Además de conquistar la ciudad de Constantinopla y acabar con el último reducto bizantino de Trebisonda, Mehmed logra someter el último principado turco independiente de Anatolia, Karamania, y consolidar la posición turca en Morea y Serbia, además de seguir la guerra contra Hungría, Venecia y Moldavia.
Para evitar la desintegración del Imperio como les había ocurrido a los Estados turcos, que dividían el imperio entre varios sucesores, Mehmed y sus descendientes establecieron el principio de indivisibilidad del poder, con todos los miembros de la clase dirigente sujetos a la voluntad del gobernante. Se estableció el principio que seguirían todos los gobernantes, hasta el siglo XVII, de ejecutar a todos los hermanos inmediatos a fin de eliminar las disputas dinásticas. Como gobernante, el padre elegía al más capaz entre sus hijos. Finalmente Mehmed empezó el proceso por el cual estas disposiciones fueron codificadas en el Kanunname, tarea terminada por Solimán el Magnífico. La actuación económica, sin embargo, resultó desastrosa al final, ya que los impuestos y la inflación provocaban cada día mayor descontento en la sociedad. Todo esto desembocó en una guerra civil, y a la muerte de Fatih los problemas y las críticas a la administración se agudizaron aún más.

## Edad Clásica (1453-1566)

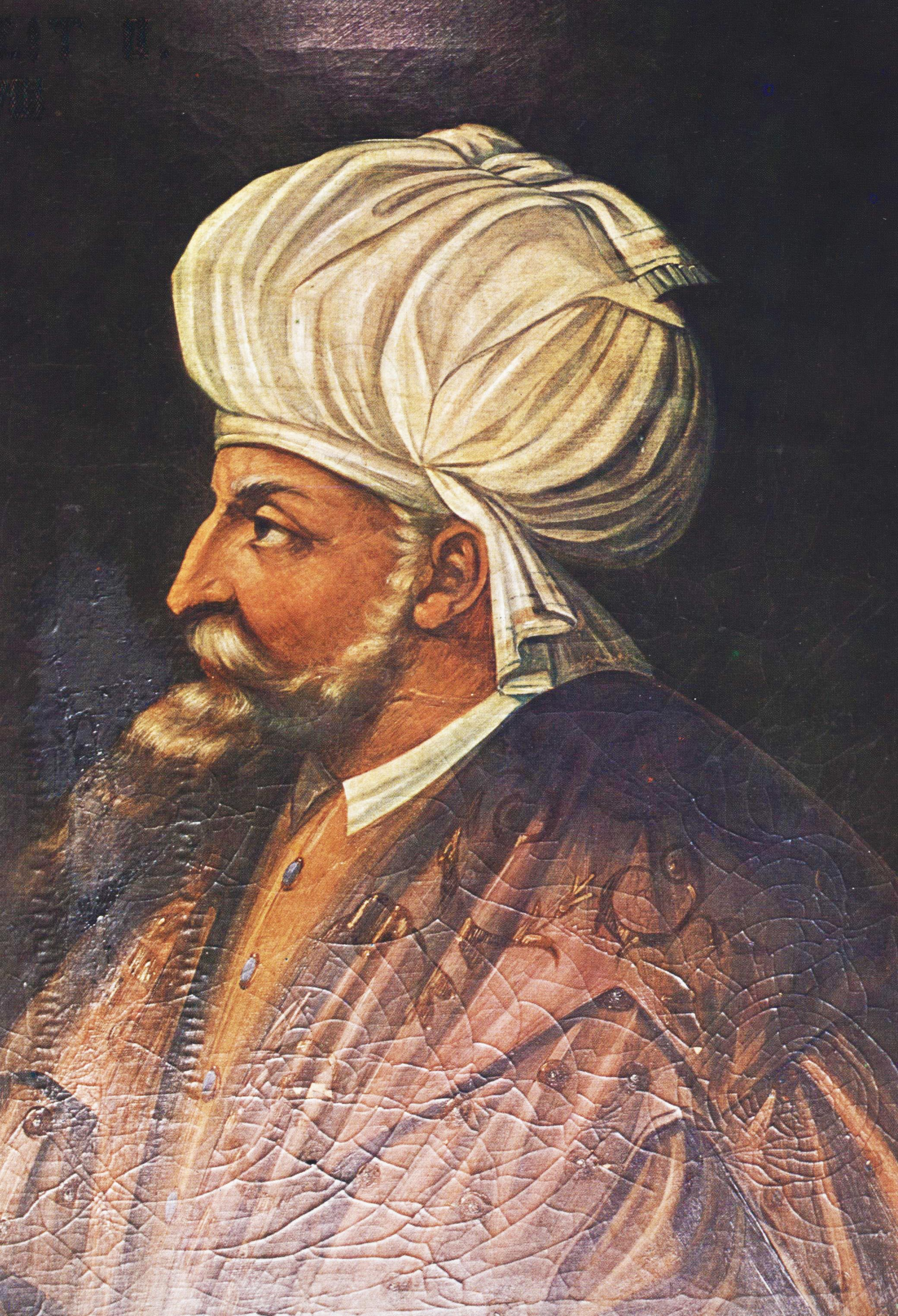
El sultán Bayezid II.

Batalla de Viena: El sultán Murad con jenízaros.

Representación de la batalla de Lepanto (1571).

Mehmed murió envenenado por su médico Yakup Paşa, que llevaba trabajando para los venecianos bastante tiempo y que fue linchado por los jenízaros. Para evitar una situación de enfrentamiento entre los dos hijos de Mehmed, el sadrazam les envió mensajes comunicándoles que quien llegara primero sería el sultán. Su enemigo, Ishak Paşa, mató al mensajero de Cem, el favorito de todos, por lo que Beyazid se hizo con el trono. El sadrazam fue linchado e Ishak Paşa nombrado nuevo gran visir. Los jenízaros también saquearon la ciudad entera aprovechándose del poder adquirido, pues cada vez eran más incontrolables.
Le sucedió su hijo Bayezid II (1481-1512), cuyo periodo puede considerarse como un tiempo de sosiego para el Imperio, en el cual se consolidaron las acciones de Mehmed y se resolvieron las reacciones económicas y sociales que su política interna había causado. Las relaciones con el exterior se caracterizaron por la prudencia, debido sobre todo a los problemas internos que había dejado su padre. Además tuvo que enfrentarse a la revuelta promovida por su hermano, Cem Sultán, que se instaló en la ciudad de Bursa y se proclamó padişah. Con un aumento de sueldo logró el apoyo de los jenízaros, pero fue derrotado en una batalla contra su hermano y tuvo que retirarse a Egipto. El segundo intento no le fue mejor, por lo que decidió quedarse en la isla de Rodas (1495).
La primera decisión de Bayezid II fue anular la reforma agrícola que había realizado su padre, devolviendo tierras a sus antiguos dueños, terratenientes y sobre todo religiosos. Una vez hecho esto, eliminó a los altos cargos del devşhirme para crear un equilibrio entre estos y la aristocracia turca, cosa que consiguió y mantuvo hasta su muerte. Reorganizó la estructura fiscal y estableció un nuevo sistema de impuestos, más llevadero para los súbditos. Bajo la influencia de los ulemas, Bayezid II luchó contra las tendencias europeizantes y se adhirió al islam ortodoxo, en lucha contra la proliferación del chiismo. Se le considera un integrista ortodoxo y, aun así, permitió la afluencia masiva de los judíos expulsados de España y de otras partes de Europa.
Bayezid ΙΙ tuvo ocho hijos, y la lucha por la sucesión se hacía cada día más latente. Quiso engañar a sus hijos para matar a todos menos uno, pero tres de ellos no se dejaron engañar. Efectivamente, se desató al final una lucha por la sucesión. Obligado por los jenízaros, tuvo que ceder a que su hijo Selim fuera su sucesor, y enfrentarse a este ante sus exigencias para que abdicase en su favor. El otro candidato, Ahmed, se casó con una hija del sah de Persia. A causa del levantamiento de los jenízaros, Bayezid II se vio obligado a ceder el trono a su hijo Selim en 1512.
El nuevo sultán Selim I (r. 1512-1520) era un estadista coherente, organizador y un extraordinario dirigente. Después de la muerte de su padre, mandó eliminar a sus hermanos y primos, por lo que recibió el sobrenombre de «el cruel». El primer objetivo que se impuso fue consolidar el Estado y se dirigió hacia oriente, a por los chiíes de Irán. Ganaron la batalla después de una larga campaña, pero no acabaron definitivamente con la amenaza. Selim I fue un ferviente suní y mandó aniquilar a muchos chiíes de Asia Menor.
La segunda expedición de Selim I tuvo lugar en 1516, esta vez contra los mamelucos de Egipto. Primero se dirigió a Siria, donde los dos ejércitos se enfrentaron cerca de Alepo. Tras esta victoria aplastante de los otomanos, estos se dirigieron a Egipto y lo conquistaron también. El califa abasí Mütevekkil III cayó prisionero de los otomanos en 1517 y tuvo que ceder su título. Logró asimismo llegar a Arabia y conquistar La Meca y Medina. En 1519 el señor de Argelia también se adhirió al ejército del Gran Señor. Selim I murió de cáncer[cita requerida] en 1520. Su reinado, aunque breve, fue muy importante al asegurar las fronteras orientales del imperio e instaurar la dominación otomana en algunas de las provincias más ricas del mundo árabe; además proporcionó a los otomanos el control absoluto del comercio entre el Mediterráneo y el océano Índico.

### Solimán el Magnífico (1520-1566)

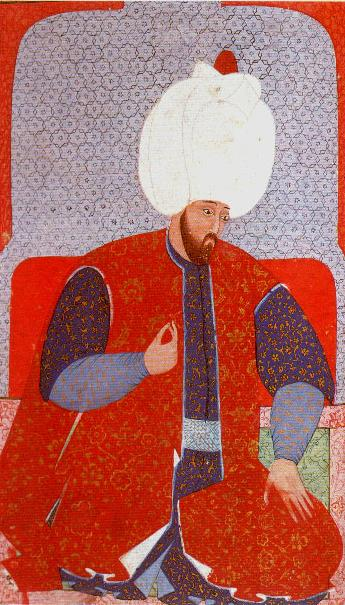
Solimán el Magnífico, quien venció a los húngaros en 1526.

Salim I fue sucedido por su único hijo, Solimán I (r. 1520-1566), que pasaría a la historia como Solimán el Magnífico. que siguió los pasos de su padre consolidando aún más la paz y la estabilidad interior. De esta manera, el Imperio otomano alcanzó su máxima extensión geográfica, que duraría hasta 1683. Este restauró, durante su reinado, el poder del gran visir y fue generoso con los jenízaros, permitiéndoles casarse. Desarrolló una considerable actividad legisladora que se centró principalmente en la organización del ejército, el feudalismo militar, la propiedad territorial y el sistema de impuestos. También llevó a cabo personalmente varias campañas militares. La más famosa fue el primer sitio de Viena en 1529, en la que fracasó. Sin embargo, los territorios del centro y este de Hungría se hallaban bajo el control otomano sin importar que la incursión en Viena hubiese fracasado. A lo largo de su reinado y los posteriores siglos de guerras contra el Sacro Imperio Romano Germánico, los turcos siempre utilizarían el idioma húngaro como instrumento comunicativo y negociador con los germanos, aunque en la propia Viena no fuese una lengua conocida. Los pachá turcos y el propio sultán harán escribir cartas, misivas y comunicados a los cristianos en húngaro, puesto que los otomanos no dominaban el latín. Asimismo, Solimán le concedió mucha importancia a las artes y embelleció considerablemente Estambul.

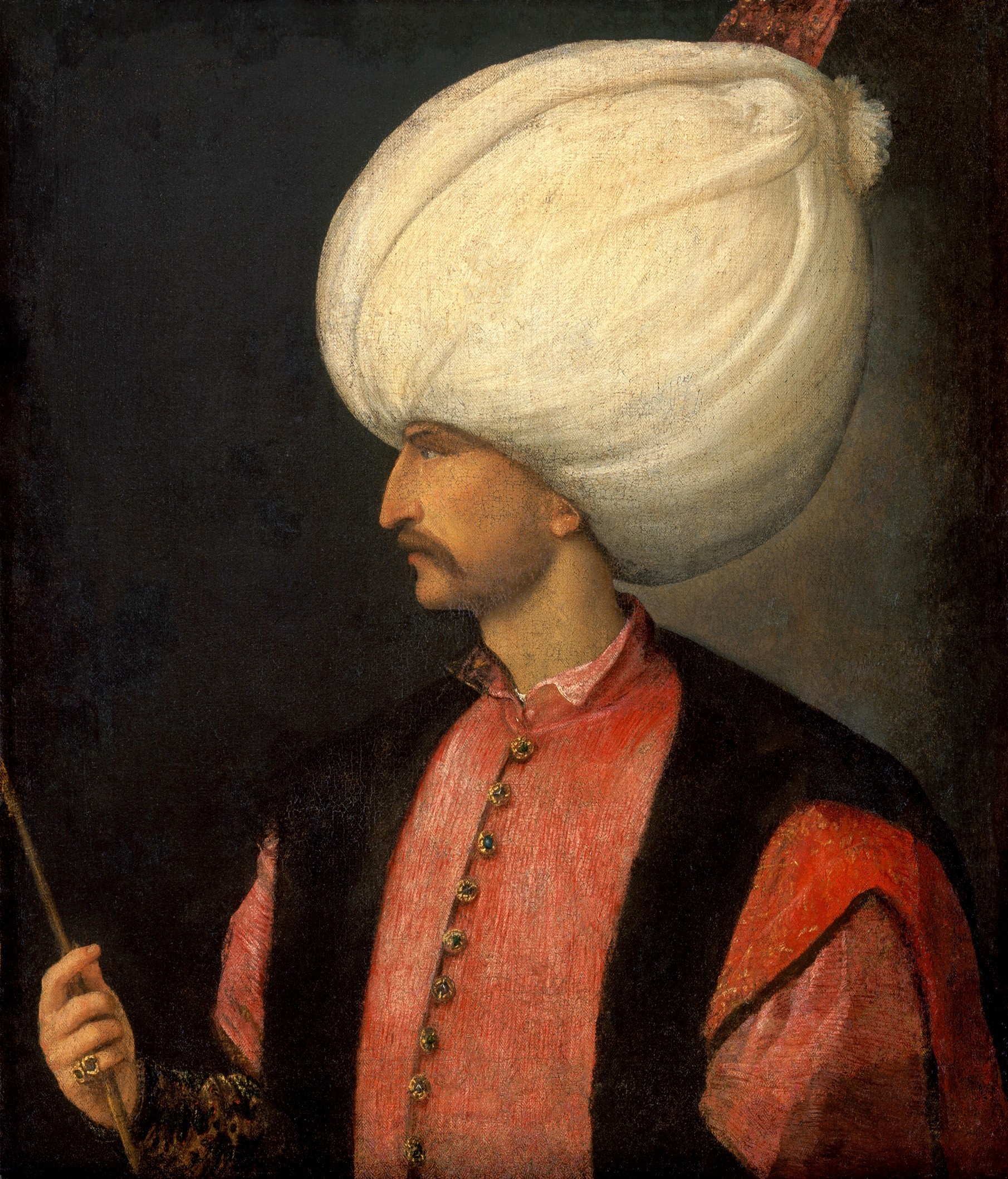
Solimán el Magnífico, hacia 1530, retratado por Tiziano.

Durante su reinado, el Estado otomano alcanzó su máximo grado de desarrollo civil. Reunió la legislación en el Kanunname y concedió las capitulaciones a Francia en 1535, quienes pretendían utilizar la presión otomana en el este para amortiguar la presión de los Habsburgo en el oeste. Durante el periodo de Solimán I, se ve al Imperio otomano aliarse con Francia, como lo prueba el sitio y la toma de Niza (1543) por tropas otomanas y francesas. No obstante, esta alianza le era más benéfica a Francia (para aliviarse de las presiones hispano-austriacas), que a los otomanos que no podían esperar nada de ella.
Es importante destacar a quien fue gran visir de Solimán entre 1523 y 1536, Pargalı İbrahim Paşa, que debido a su gran labor en numerosas campañas militares y su exitoso trabajo como líder del ejército, fue absolutamente vital para la que fue para muchos la mejor época del imperio. Incluso una numerosa cantidad de fuentes remarcó que la importancia e influencia de Ibrahim fue incluso mayor a la de Solimán durante su reinado y que sin este el imperio no hubiese llegado a su punto mayor. Ibrahim destacaría gracias a su impresionante habilidad en el manejo político del Imperio y en las campañas militares, sobre todo liderando a los ejércitos y convirtiéndose en una amenaza letal para el enemigo. Fue un valiente comandante del ejército que siempre cumplió su papel exigiendo justicia y el honor del Imperio. Fue un blanco a eliminar constante para todo aquel que fuese enemigo de los Otomanos, también por ser el fiel amigo y consejero de Solimán.

### Organización
El proyecto del creador de la organización otomana, Fatih Mehmed, era el de crear un imperio inmenso, el cual integraría a mongoles, musulmanes y cristianos. Para ello, su capital comenzó a ser repoblada por gentes de muy distinta procedencia y hasta dejó en libertad a los prisioneros de guerra para que se establecieran en la ciudad. También se animó al patriarca ortodoxo griego, Ghennadios Scholarios, al Catholicos armenio (1461) y al gran rabbí judío para que se establecieran allí, y se les permitió convertirse en jefes tanto civiles como religiosos de sus seguidores, constituidos en comunidades autónomas y autogobernadas, llamadas millet, que fueron las unidades de gobierno básico de las comunidades no musulmanas dentro del Imperio otomano. El primer responsable de la millet era elegido por el sultán y a partir de él eran elegidos por la comunidad.
Mehmed II se había convertido a su muerte en «el señor de dos mares y dos continentes». Durante su gobierno también se crearon las instituciones que iban a ser características de este imperio. El elaborado ceremonial y el sistema de jerarquías de la corte bizantina fueron recreados en la del sultán, a fin de separar al sultán del pueblo para que fuera un gobernante respetado y temido. La autoridad del sultán se vio reforzada asimismo por la alianza de intereses de los grupos no musulmanes con los suyos propios. Eliminó a las grandes familias de la estructura de la administración y nombró a Zaganos Paşa como gran visir, después de matar a Candarli por traidor.
Para evitar la desintegración del imperio que le sucedía a los Estados turcos, que dividían el Imperio entre varios sucesores, Mehmed y sus sucesores establecieron el principio de indivisibilidad de poder, con todos los miembros de la clase dirigente sujetos a la voluntad del gobernante. Se fijó el principio que seguirían todos los gobernantes hasta el siglo XVII: ejecutar a todos los hermanos inmediatos a fin de eliminar las disputas dinásticas y, como gobernante, el padre elegía al más capaz entre sus hijos. Finalmente Mehmed empezó el proceso por el cual estas disposiciones fueron codificadas en el Kanunname, tarea terminada por Solimán el Magnífico.

### Economía
A causa de su ubicación geográfica, los otomanos se convirtieron en intermediarios imprescindibles de todos los intercambios entre Europa y el este, sur y sudeste de Asia. Una de las principales ciudades europeas con la cual los turcos comerciaban era Venecia, quien se convirtió en el gran centro de importación a Europa del arte oriental. Además, Venecia era el único puerto histórico donde los buques mercantes turcos podían arribar en épocas de paz. Hasta 1566, el Imperio otomano no era tan solo poderoso, sino también próspero, como lo prueba el superávit anual que se producía en sus arcas. El Imperio era más o menos económicamente autosuficiente, producía alimentos aparentemente ilimitados y materia prima en abundancia que los artesanos autóctonos usaban en la elaboración de productos para el consumo propio y la exportación; además estableció contactos comerciales con las repúblicas de Génova, Florencia y Ragusa. Gracias al control que mantenía el Imperio en tres continentes y varios mares, se obtenían asimismo ingresos considerables del transporte, sobre todo en la ruta de las especias y la seda, desde el noroeste atravesando Oriente Medio hasta el sur de Asia.

### El Principado húngaro de Transilvania, vasallo del Imperio

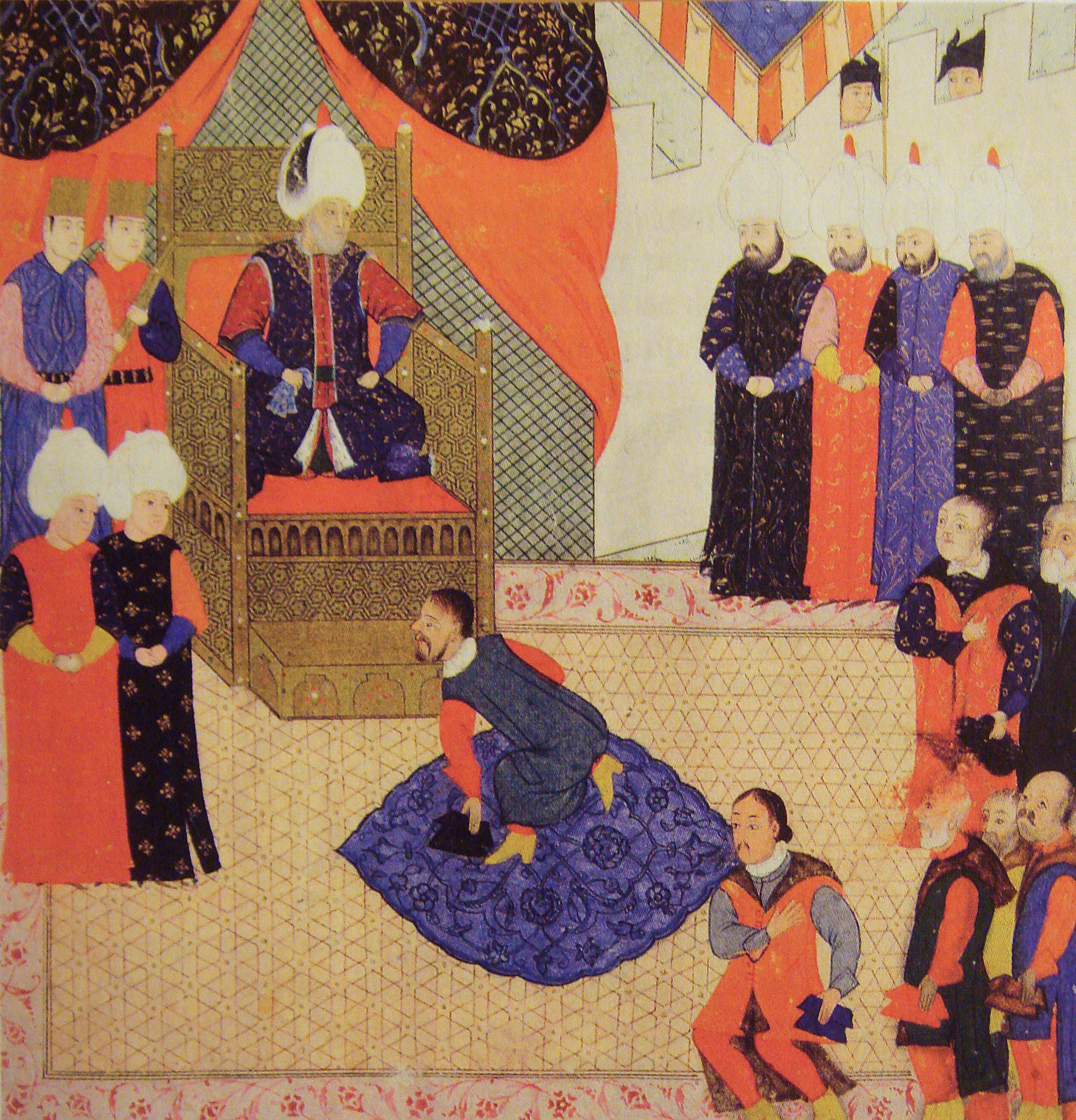
Juan Segismundo Szapolyai arrodillado ante el sultán Solimán el Magnífico en 1556.

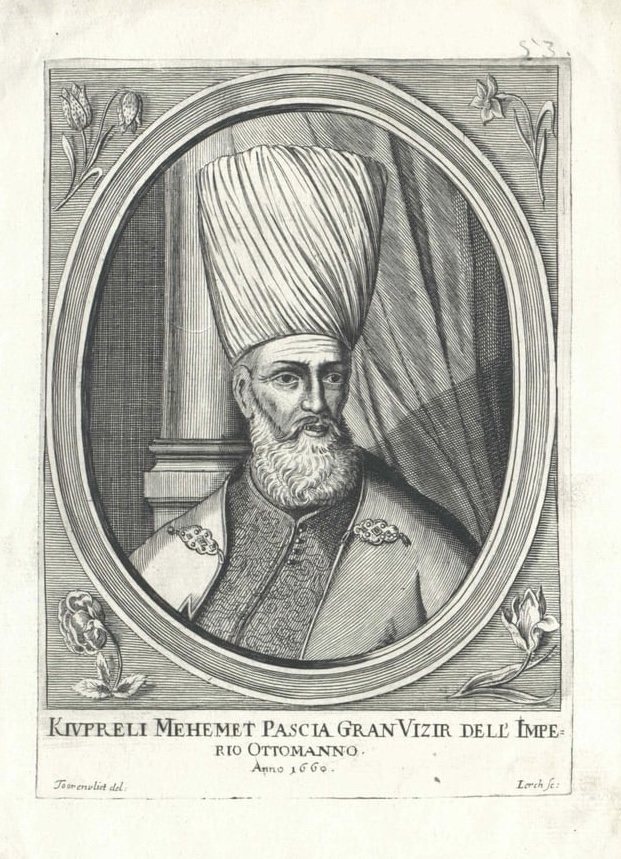
Mehmed Köprülü, pasha y gran visir otomano.

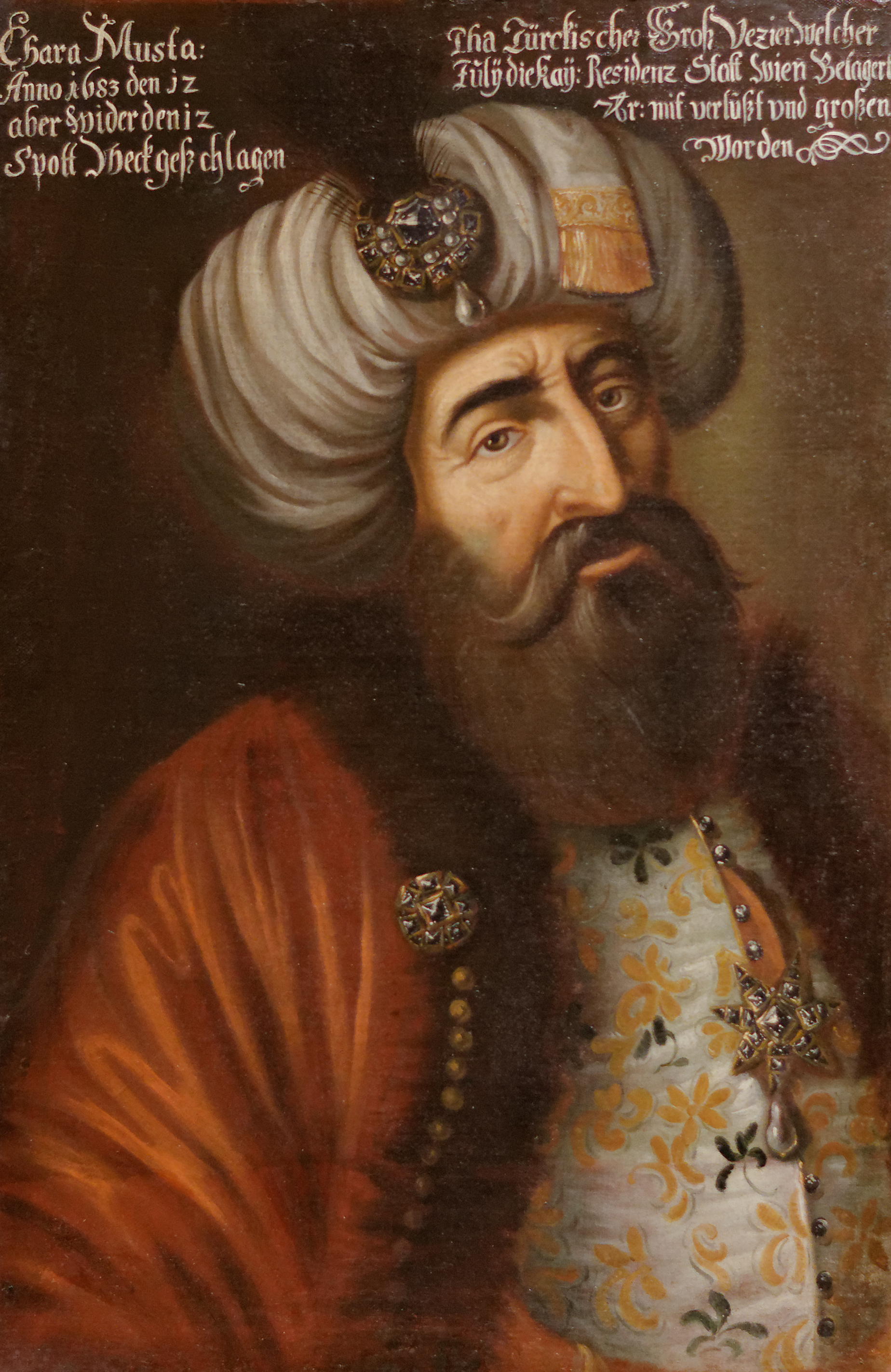
Kara Mustafá, gran visir otomano.

Después de que el sultán Solimán el Magnífico derrotase a los húngaros en 1526 en la batalla de Mohács, dando muerte al rey Luis II de Hungría, ante el trono vacío, pronto surgieron varios pretendientes. El príncipe germánico Fernando I de Habsburgo y el conde húngaro Juan Szapolyai, voivoda de Transilvania, se hicieron coronar como reyes húngaros de inmediato después de la derrota ante los turcos, convirtiéndose en antirreyes. Sin embargo, según Stanford Shaw, en 1533, Fernando y Solimán firmaron un acuerdo por el cual Fernando abandonaba sus ambiciones en la Hungría central y reconocía a Szapoylai como gobernante vasallo del Imperio otomano; y a su vez, el sultán reconocía el gobierno de Fernando en la Hungría del norte, a cambio de su consentimiento de pagar rentas por la zona. A pesar de que Szapoylai se declaró a favor del sultán otomano, en 1538 pactó en secreto con Fernando I, donde acordaron que tras la muerte del primero (quien no tenía hijos herederos), el trono pasaría a manos del Habsburgo. Sin embargo, en 1540, pocos días antes de que muriera el voivoda transilvano, su esposa dio a luz a un hijo varón: Juan Segismundo Szapolyai. Juan Szapolyai hizo coronar inmediatamente a su hijo violando el acuerdo con Fernando I, y generando caos, y que el sultán otomano se enterase de dicho convenio secreto.
Considerando a los húngaros personas no dignas de confianza, el sultán movilizó sus ejércitos y en 1541 tomó la ciudad capital húngara de Buda, lo cual se le facilitó por la disputa surgida por la Reforma entre protestantes y católicos en Hungría, pues reforzó las divisiones sociales existentes. Pronto el reino se dividió en tres partes: una en el oeste bajo el control germánico de Fernando I, una central bajo dominio del propio sultán y una oriental en la figura de la región transilvana. Juan Segismundo Szapolyai fue criado por su madre mientras alcanzaba la mayoría de edad, y de esta forma se firmó en 1570 el acuerdo de Espira entre el emperador Maximiliano II de Habsburgo y el voivoda transilvano, quien obtuvo el título de príncipe de Transilvania. De esta manera, la región de Transilvania se convirtió entonces en un Estado independiente conocido como el Principado de Transilvania, en situación de vasallaje ante el Imperio otomano.
A lo largo del próximo siglo y medio, se sucederían una serie de nobles húngaros que serían elegidos príncipes de Transilvania, siempre actuando según el sultán lo ordenaba (igualmente el sultán era el que decidía qué noble húngaro era el más apropiado para ocupar el cargo). Sin embargo, los húngaros se aliaron con el Sacro Imperio Romano Germánico durante la guerra de los Quince Años contra los turcos, recuperando incontables ciudades que se hallaban bajo control otomano. Después del fracaso de la guerra, los húngaros de Transilvania continuaron como vasallos de los turcos, intensificándose la presencia otomana en el Principado.

## Intermediación entre Oriente y Occidente

### Cultura
La "amenaza turca" fue muy evidente en el siglo XVI, sobre todo después del primer sitio de Viena (en 1529). El "turco" o el "infiel" para Europa, formaba parte de los personajes establecidos en las fiestas de la corte y en los entretenimientos del Renacimiento europeo, y a través de ellos quedaban fijados en el folclore: "El enemigo de la cruz era ahora considerado enemigo de Europa, desempeñaba con naturalidad el papel de enemigo metafísico y lúdico; su presencia se había convertido en la imaginación colectiva en una figura familiar, aunque amenazadora".
Los artistas europeos expresaban una ambivalencia con respecto a los otomanos que representaban: se sentían atraídos por sus aspectos exteriores; pero al mismo tiempo prevalecía un temor constante ante el peligro que los turcos representaban para Occidente, tanto por sus conquistas como por su crueldad. No obstante, la gran fascinación cultural hacia los turcos se produjo hasta finales del siglo XVII, cuando los objetos turcos se convirtieron en parte del estilo rococó y se puso de moda la literatura árabe. Además, fueron introducidos a Europa, gracias a los turcos, diversos cultivos como el albaricoque o el melón, y nuevas costumbres, contribuyeron al consumo de café en Europa.

### Religión

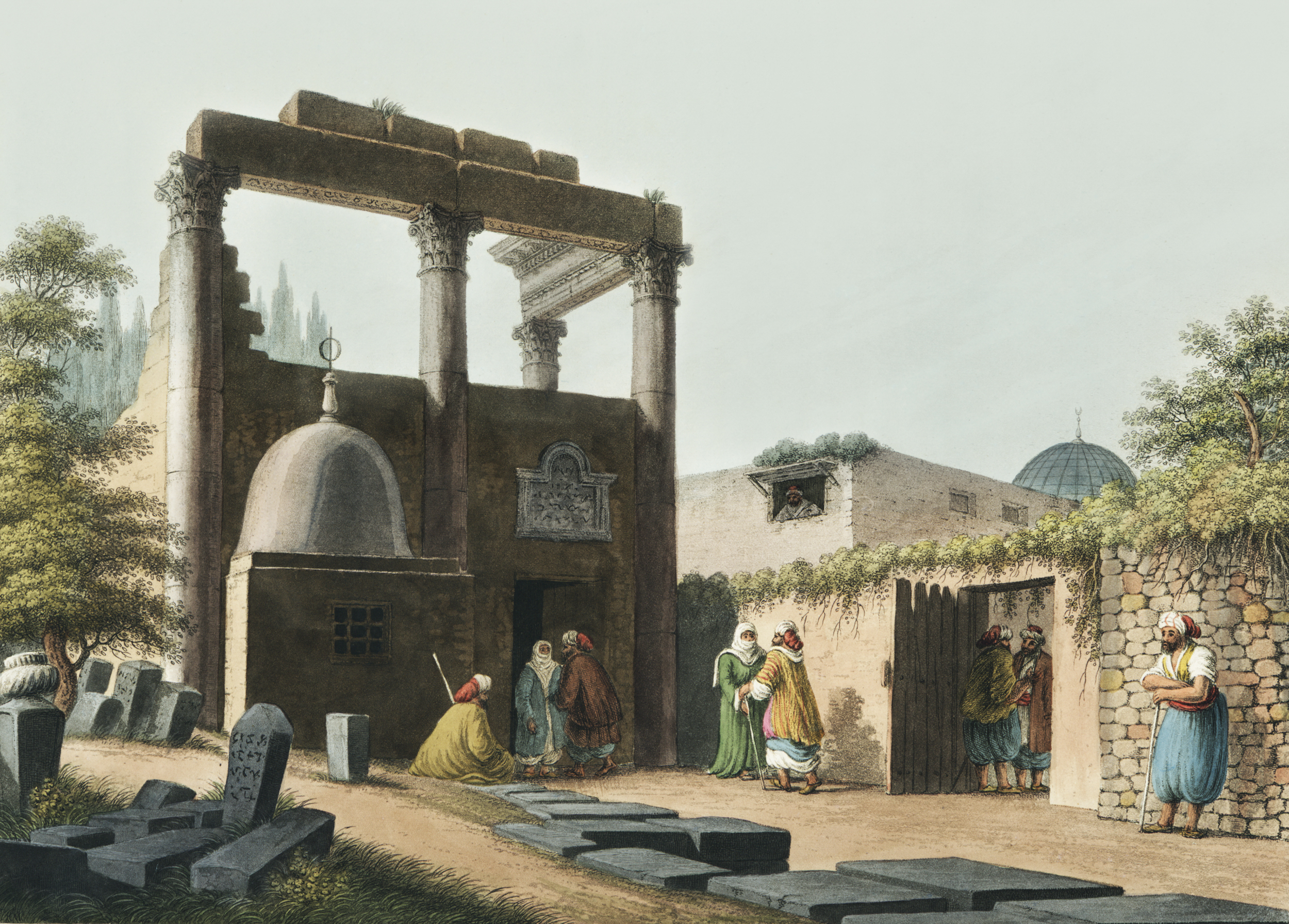
Mezquita en la Siria otomana

Con respecto a la religión en el Imperio otomano, el islam hizo avances durante su periodo de expansión y florecimiento, como el hecho de haber tenido cierta tolerancia con los cristianos y judíos que vivían bajo su dominio, llegando incluso a convertirlos en sus protegidos (dhimmi) bajo tutela islámica y pagando impuestos personales. Parte de sus intentos de expansión se debían (además de consideraciones políticas y económicas) a la idea de una religión universal que, para llegar a esa universalidad, tenía que hacerse bajo la ofensiva militar. Para esto había que combatir contra "(los judíos), frívolos e hipócritas por no tomar en serio a sus propios profetas; (y a los cristianos) quienes habían falseado al profeta Jesús al convertirlo en el "hijo de Dios", (ya que para los musulmanes) Dios es Uno, único y no tiene hijo alguno".
Sin embargo, durante la época de crisis, la jerarquía islámico-otomana, ahora rígidamente centralizada y burocratizada, parece haber desempeñado un papel histórico más bien negativo, al menos bajo la perspectiva de los que intentaron modificar y modernizar las instituciones otomanas. El ulema principal mostró e impuso un espíritu de estrechez y rigidez mental. Por otro lado, la integración de la jerarquía religiosa en la administración otomana puso a los ulemas en estrecho contacto con la corrupción que se estaba empezando a expandir entre los recaudadores de impuestos y otros sirvientes civiles. Más de un dignatario religioso sucumbió a la tentación de amasar su fortuna personal, desviando los ingresos, adquiriendo iltizams y usando su dinero para vivir en el lujo.

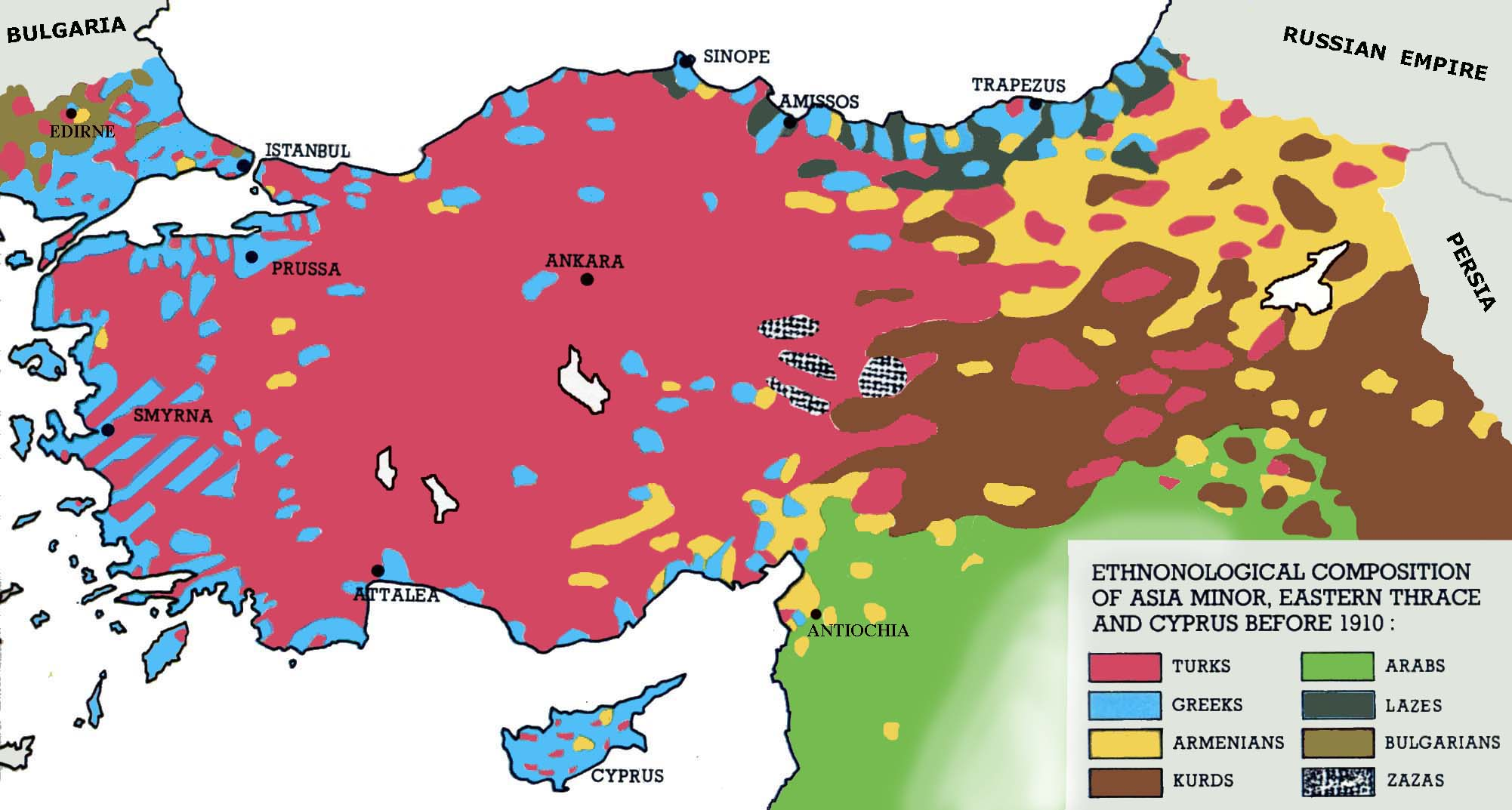
Áreas con presencia de griegos anatolios en 1910

Como ciertas familias de los ulemas otomanos se convirtieron en algo así como una aristocracia religiosa, su poder vino a ser social y económico más que moral. Durante el periodo de declive, la jerarquía religiosa dentro del Imperio otomano pareció haber renunciado a su superioridad moral a favor de los sufíes, que continuaron expandiéndose entre 1500 y 1750. La orden Bektashi, tan extendida entre los jenízaros, empezó a ser identificada con este cuerpo. Mientras tanto, las órdenes sufíes, más radicales, se dirigían a las zonas rurales y a las clases más bajas. Muchos ulemas siguieron condenando actividades como la música, la danza, beber café, fumar tabaco o hachís, prácticas que aparecieron en el XV y el XVI en el contexto de las ceremonias sufíes. En el siglo XVIII, con muchos de los ulemas asociados a la corrupción y debilidad del gobierno central otomano, numerosos sectores de la población miraron a los líderes populares sufíes en busca de un guía moral.

### Guerras en Europa
Desde la ocupación de la isla de Rodas (1522), el Mediterráneo oriental se convirtió en un lago turco, como ya había ocurrido con el Mar Negro en las décadas anteriores. Las naves dependientes de la Sublime Puerta, ya sean las oficiales que zarparon de Constantinopla, como las corsarias que partían desde Túnez y Argel, generaron un mundo donde la guerra dejaba de ser un episodio estacional para convertirse en uno permanente a lo largo de todo el siglo XVI y del XVII. La reacción imperial fue defender sus costas con el amurallamiento de las ciudades asentadas en sus límites, renovar los sistemas de vigilancia por medio de torres vigía, lograr un mayor control de las ciudades conquistadas en el Magreb e intentar aumentar el número de efectivos navales en el Mediterráneo. En general, estas fueron los principales medidas militares de los otomanos en relación con Europa.

## Transformación (1566-1700)

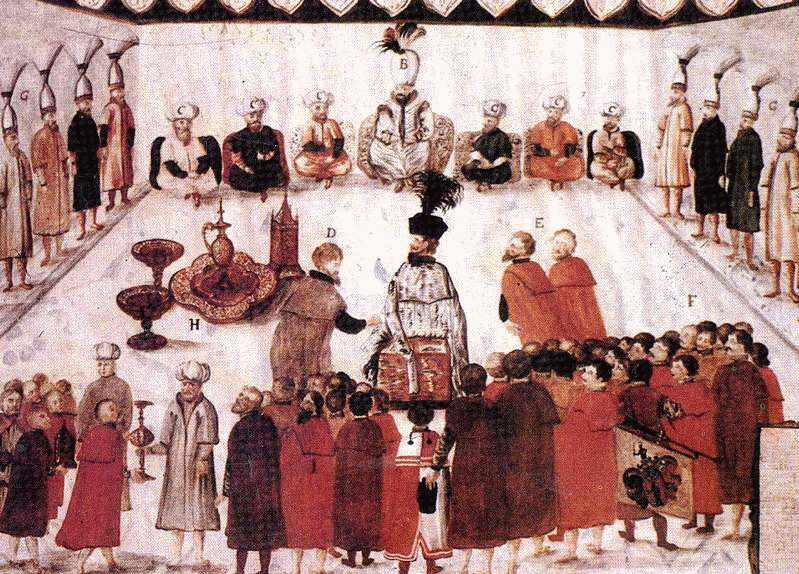
El pachá turco de Buda recibiendo visitas.

La decadencia otomana comenzó después de la muerte de Solimán el Magnífico y el inicio del reinado de Selim II el Borracho, en 1566. A partir de aquí, una serie de gobernantes ineptos hicieron florecer las intrigas de palacio, hasta que la acción combinada del sultán Murad IV (o Amurates IV) y de la Casa de Koprulu motivó una intensa reforma administrativa. Sin embargo, el Imperio otomano sufrió un serio revés durante la Gran Guerra Turca cuando comprometió todos sus recursos en un nuevo asalto a Viena, que fracasó en 1683 gracias a la ayuda de un ejército compuesto por la mayoría de los países europeos, excepto Francia, comandado por el rey polaco Juan III Sobieski, que reforzaron la tenaz resistencia de los austriacos cuando ya no podían soportar más, agotados y hambrientos.

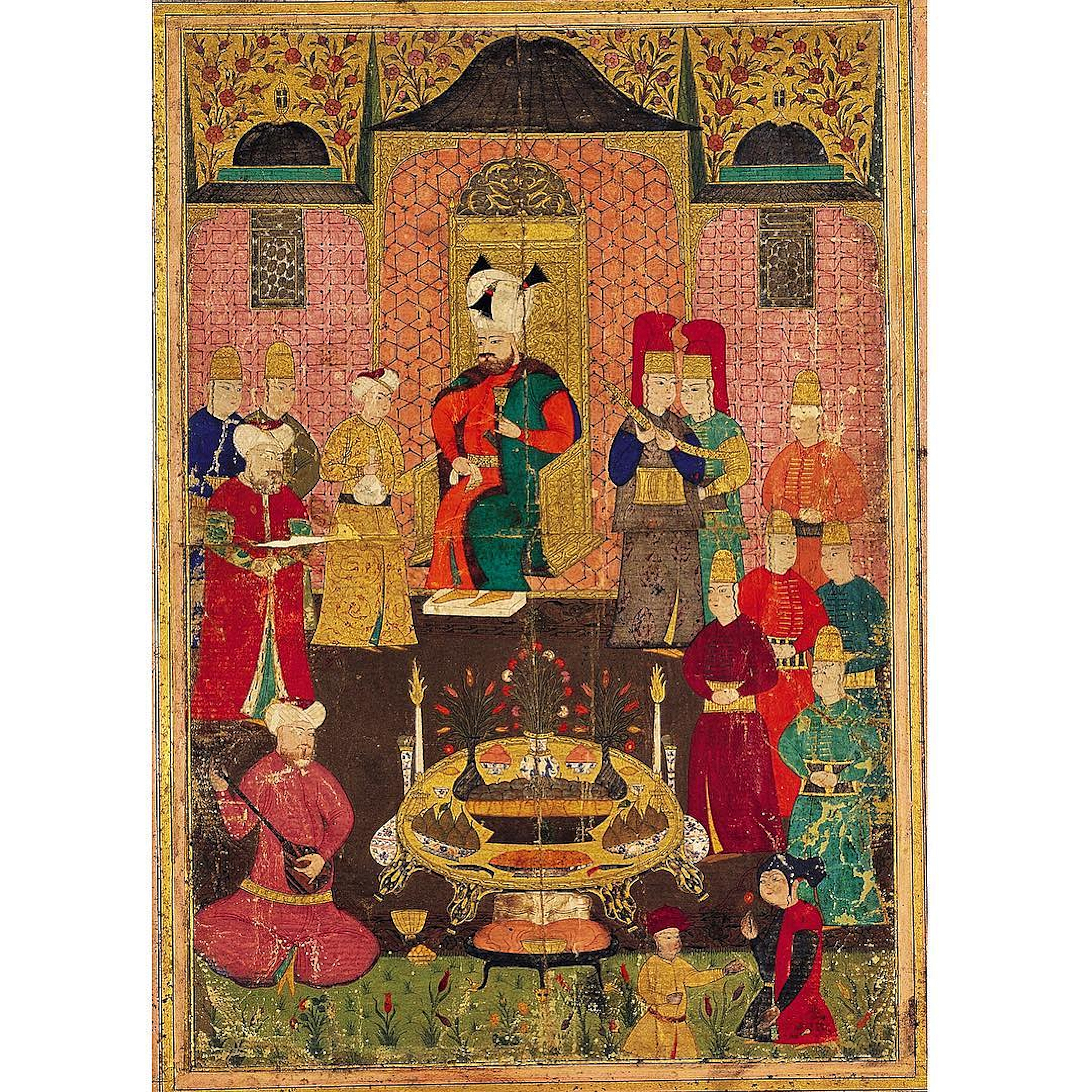
El sultán otomano Murad IV.

El Estado otomano era una máquina militar fuera de lo común conducida entre 1300 y 1566 por una serie de diez monarcas. La gran habilidad y la fuerza demostrada por los sultanes a partir de Osmán (m. 1326) a Solimán (m. 1566) son el resultado de dos tradiciones: dar a los jóvenes príncipes otomanos responsabilidades y permitir la sucesión de acuerdo con el principio de «la supervivencia del más fuerte». Igualmente notable es la serie de monarcas incompetentes que acompañaron y contribuyeron al gradual declive del Imperio otomano. La ascensión de estos monarcas incompetentes, frecuentes durante el siglo XVI, se atribuye al cambio de estas dos tradiciones. Después de Ahmed I (m. 1617) no se les volvió a dar a los príncipes puestos de responsabilidad; por el contrario, fueron confinados en el harén, a la sombra de los lujos y la soledad más que de la experiencia y el reto. Al mismo tiempo se abandonó la costumbre del fratricidio y el principio de la «supervivencia del más fuerte» se cambió por el de que el sucesor era el miembro varón de más edad de la familia real otomana, el que salía vencedor de las maniobras del devşirme y el harén.
Todos estos cambios se arrastraban desde el reinado de Solimán, que, cansado de las largas campañas militares y de los arduos deberes de la administración civil centrados en su persona, hizo todo lo que pudo por apartarse de los asuntos públicos y dedicarse a los placeres del harem. El puesto de gran visir, ocupado entonces por su amigo Pargalı İbrahim Paşa, fue reforzado en cuanto a poder e ingresos, llegando incluso a tener el poder de pedir y obtener obediencia absoluta, privilegio hasta entonces reservado sólo al sultán. Este fue el principio del fin, ya que el gran visir podía desempeñar todas las tareas del Gran Señor, excepto la de mantener la lealtad y unidad de todos los grupos del Imperio.

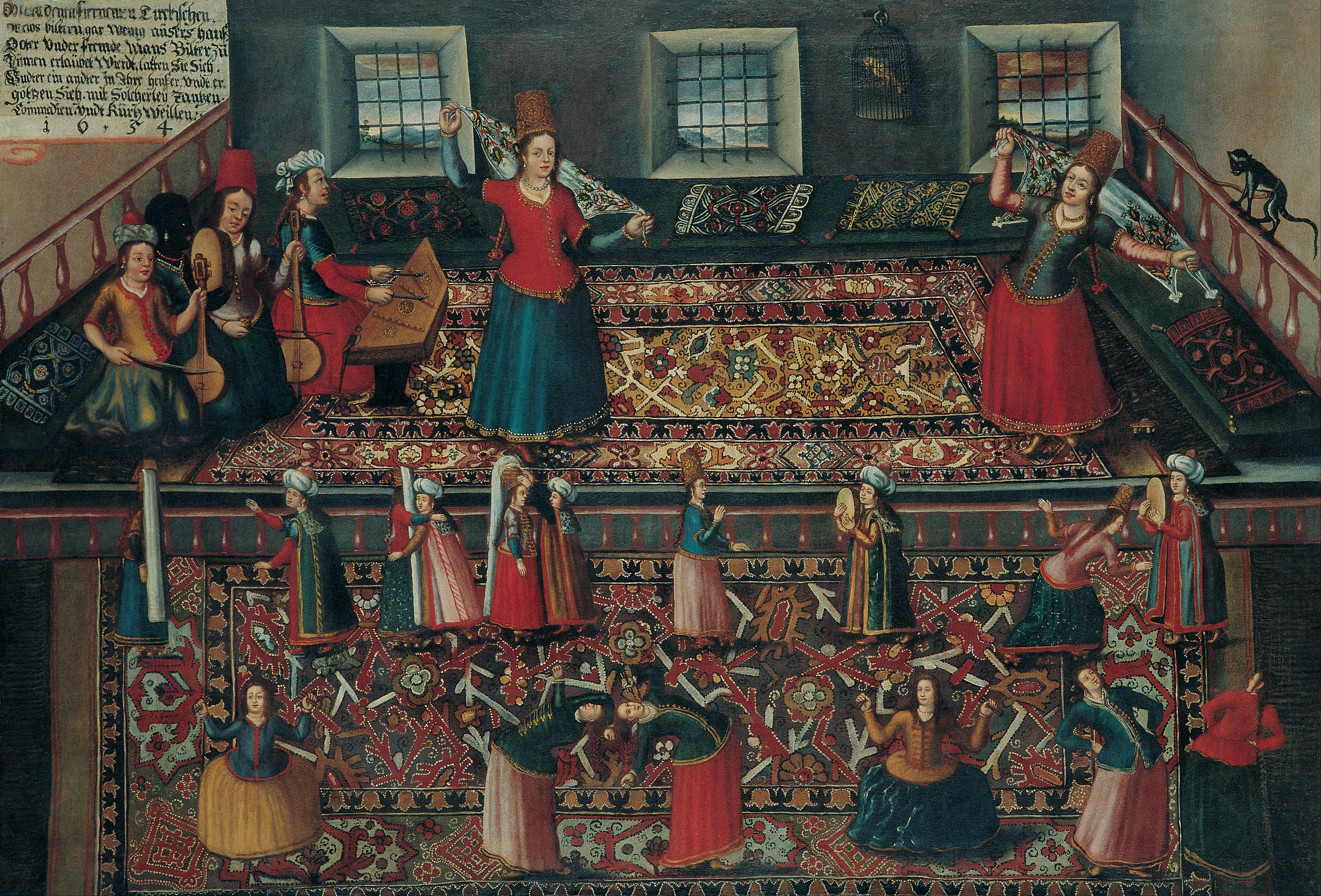
Harén turco.

La frecuente ascensión de monarcas incompetentes, junto con la acumulación de tíos y hermanos en el harén, condujo a numerosas intrigas de palacio, en gran parte promovidas por los dirigentes de la administración. Como los sultanes ya no podían dominar a este grupo, era inevitable que el devşirme controlara a los sultanes y usara la propia estructura del Imperio otomano para su propio beneficio. La administración otomana basada en los esclavos, una vez eficiente y con un sistema de promociones para los más trabajadores y con más talento, se fragmentó en familias que se implicaban en los negocios más lucrativos. Estas familias a menudo trababan alianzas con jefes militares y con personas de influencia en el harén, normalmente las madres o esposas de los que ostentaban el poder, en la sombra o desde el trono. Los historiadores otomanos llaman a esa época el «Sultanato de las mujeres», al que sigue el del «Sultanato de los Agas», el tiempo durante el cual el cuerpo de los jenízaros empezó a intervenir directamente en la política. De esta manera, los sultanes comenzaron a ser mascotas de la política y de los jefes militares. Lo poco que podían hacer los sultanes para tratar de extender su poder era enfrentar entre sí a las diferentes facciones para debilitar la figura del gran visir.

### De Selim II a Ibrahim I (1566-1648)

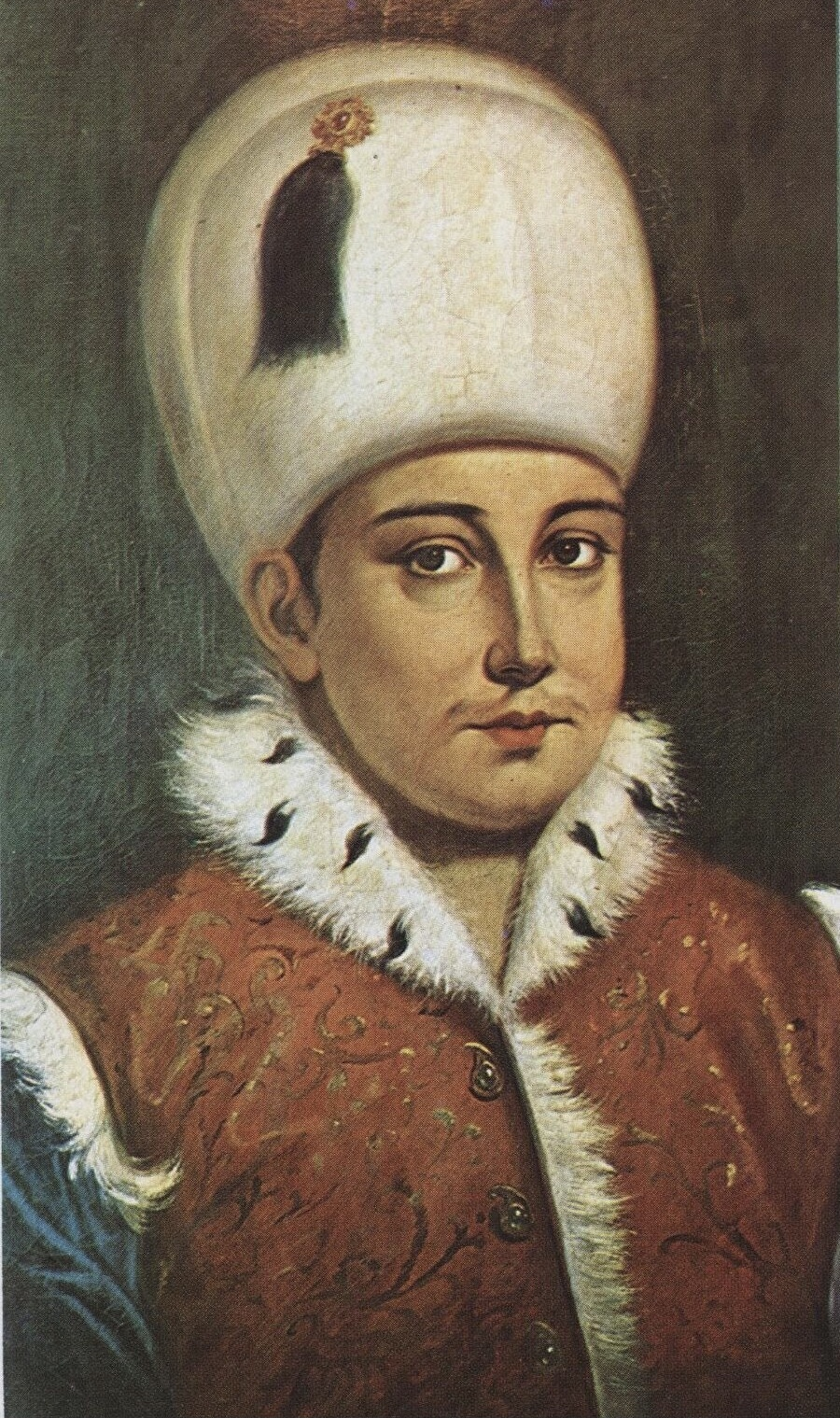
El sultán Osmán II (1618-1622).

El sucesor de Solimán fue el hijo de este y de Roxelana, Selim II (r. 1566-1574). Cometió el error de atacar la isla de Chipre y sufrió la primera derrota otomana en Europa en la batalla de Lepanto, en 1571. Al morir el sultán, su hijo Murad III (1574-1595) subió al trono. A partir de este sultanato creció la influencia del harén en las decisiones del gobierno. Murad III se dedicó a la buena vida y los placeres del harén, al igual que su sucesor Mehmed III (1595-1603), dejando todo el poder en manos del gran visir. El caos y la inseguridad reinaban en todo el Estado, y dentro del ejército aumentó la enemistad entre jenízaros y sipahis, el cuerpo de caballería del ejército otomano. Cuando muere el sultán, su hijo Ahmed I es muy joven, y después de un breve periodo de auge se termina de consolidar el «sultanato de las mujeres».

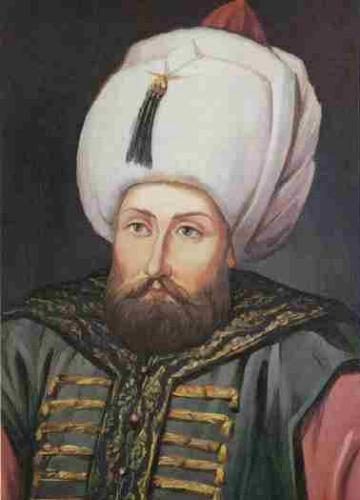
El sultán Selim II (1566-1574).

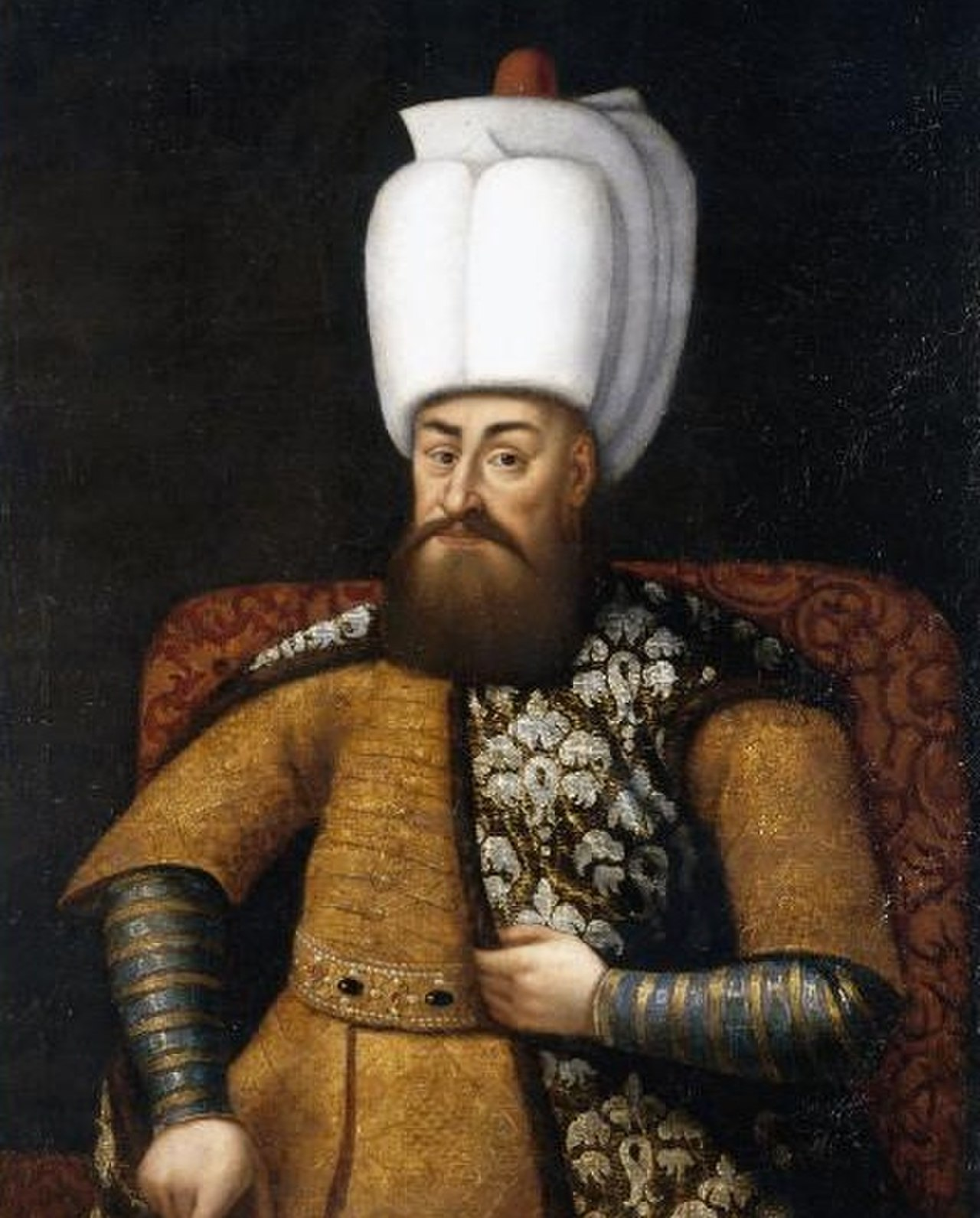
El sultán Murad III (1574-1595).

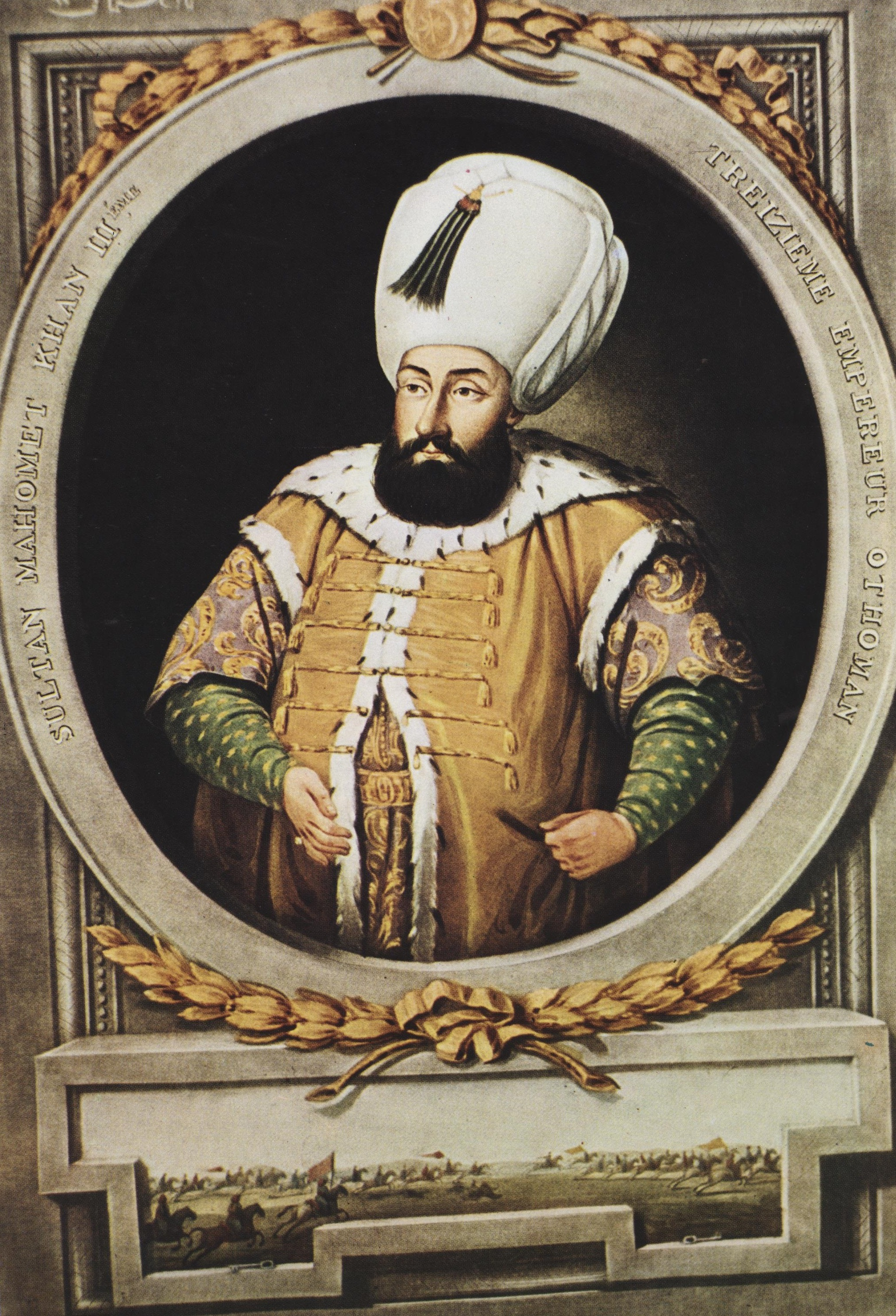
El sultán Mehmed III (1595-1603).

El siglo XVII, bajo los sultanatos de Mustafa I, Osmán II y Murad IV, fue una época trágica. Osmán II (1617-1622) fue el soberano más culto de toda la dinastía. Sabía que una reforma era necesaria, la cual vencería los poderes fácticos establecidos. Los jenízaros, al tener noticia de ello, asesinaron a los altos cargos en sus propias casas, por lo que el sultán tuvo que ceder. A pesar de todo, no se libró de ser asesinado a manos de los jenízaros. Después de la nueva ascensión de Mustafa I nombraron a Murad IV (1623-1640) nuevo dirigente del Imperio. Este consiguió hacer alguna reforma en la administración pero, cuando murió, el Estado quedó sin dirigentes y se extendió un vacío de poder por el imperio durante veinte años.
El sultán Ibrahim I (1640-1648) sucedió a Murad IV y es considerado el peor padişah de la dinastía otomana. Anuló lo que había conseguido Murad IV, provocando una corrupción generalizada y desmedida, aparte de una crueldad incomparable debido a la locura que padecía, lo cual se vio reflejado tanto en el estado como en el harén del palacio.

### Sultanato de las mujeres
El término hace referencia al periodo en que las mujeres (comúnmente esclavas y concubinas del harén), en la mayoría de los casos, madres legales gobernaron en nombre de sus hijos, esposos o nietos debido a la ineptitud, ausencia o inexperiencia del sultán en función.
Esta época abarca desde mediados del siglo XVI hasta finales del siglo XVII, comenzando con el nombramiento de Roxelana en 1534 como esposa legal (Haseki sultan) de Solimán I, y finalizando con las regencias oficiales de Mahpeyker Kösem y Turhan Hatice en 1683. Durante este periodo también los jenízaros empezaron a intervenir directamente en la política del imperio.
El gobierno de Kösem Sultan (1623-1651) es uno de los máximos exponentes del sultanato de las mujeres, puesto que por ello es considerada la mujer más poderosa en la historia del Imperio otomano. Se convirtió en la primera regente oficial del sultanato (Naib-i Saltanat) durante la minoría de edad de su vástago Murad IV, mantuvo cierta influencia durante el terrible reinado de su hijo menor Ibrahim I, y volvió a proclamarse regente del imperio pero bajo el mandato de su joven nieto Mehmed IV. Tras su muerte, su nuera Turhan Sultan se convirtió en la segunda y última mujer regente del sultanato, título que conservó hasta su deceso pero no logró ejercerlo en su totalidad debido a la influencia del gran visir en los asuntos del Estado.

### El principado húngaro de Transilvania
Durante los gobiernos posteriores de los príncipes transilvanos Esteban Bocskai (1605-1606) y Gabriel Bethlen (1613-1629) se produjeron varios alzamientos contra los Habsburgo con el fin de recuperar todos los territorios húngaros y reunificar el reino, bajo la tutela del Principado Transilvano y como vasallo de los otomanos. Desde luego, la repentina muerte de ambos monarcas hizo fracasar tales empresas, y Hungría continuó dividida en tres partes.
En el siglo XVII, en el marco de la disputa por el dominio de Europa Oriental entre el Imperio otomano y sus rivales, se libraron cinco guerras que enfrentaron a Polonia y Turquía, las llamadas guerras polaco-turcas.
Tal era el control del Imperio otomano sobre Transilvania, que inclusive las campañas militares de los príncipes transilvanos tenían que ser aprobadas por el sultán. Durante el gobierno del príncipe Jorge Rákóczi II (1648-1660) el noble húngaro condujo sus tropas hacia Polonia con el objetivo de luchar por el trono de dicha nación (durante el periodo histórico polaco que se conoce con el nombre de «El Diluvio»). Esta acción causó la ira del sultán, quien le ordenó al gran visir y pachá de Buda, Mehmed Köprülü, que mandase a los ejércitos tártaros al servicio de los otomanos para saquear e invadir Transilvania a manera de castigo. Las hordas tártaras arrasaron gran parte de las tierras del norte de Transilvania el 2 de noviembre de 1657, mientras el sultán destituía y reemplazaba al príncipe transilvano por uno más obediente.
Más tarde se sucedieron gobernantes húngaros débiles y muy cercanos al sultán que no se atrevieron a desobedecerlo. En 1683, el príncipe Miguel Apafi I al recibir la orden del sultán avanzó con sus fuerzas hacia Viena, se unió a los ejércitos otomanos del gran visir Kara Mustafá y participó en el asedio de la ciudad. Después de que la batalla resultó en derrota, tanto turcos como transilvanos se retiraron a territorio húngaro. En 1686, cuando el ejército del emperador germánico y rey húngaro Leopoldo I de Habsburgo penetró en este, Miguel Apafi I colaboró en la victoria austriaca que supuso que la capital húngara de Buda fuese recobrada por las fuerzas cristianas.
Los turcos fueron expulsados de Hungría en los siguientes años, hasta que abandonaron los territorios transilvanos y el reino volvió a ser reunificado bajo la autoridad de los Habsburgo. Se firmó la Paz de Karlowitz en 1699 entre los polacos, germánicos y otomanos, en la que se definía la nueva situación del reino húngaro en el mapa europeo: salió de la esfera de influencia otomana y entró en la alemana. Tras la muerte de su padre, el muy joven príncipe Miguel Apafi II fue llevado a Viena por el emperador germánico y rey húngaro; ahí lo invistió con el título de príncipe del Sacro Imperio y lo hizo renunciar al de Transilvania. De esta manera, el Principado dejó de existir y se reabsorbió dentro del Reino húngaro.
Posteriormente, entre 1715 y 1718, durante el reinado del emperador germánico y rey húngaro Carlos VI (1711-1740), se llevaron a cabo varios ataques otomanos en territorio húngaro, pero fueron rápidamente repelidos por los ejércitos cristianos. Después de una serie de enfrentamientos, el sultán otomano Ahmed III y Carlos VI concluyeron firmando el Tratado de Passarowitz en 1718, tras el cual cesaron los ataques otomanos.

### La desmembración del ejército y la administración
Durante la segunda mitad del siglo XVII, los jenízaros, los principales soldados profesionales (y permanentes) del Imperio, que hasta ese momento dedicaban toda su vida al ejército y estaban obligados a vivir en celibato, pidieron y ganaron los derechos al matrimonio, a vivir fuera de sus cuarteles y a complementar sus salarios cada vez más pequeños con la adquisición de un oficio o de un iltizam. Después de asegurarse de que sus hijos se pudieran enrolar en el cuerpo, los jenízaros se movilizaron para acabar con el devşhirme (el último fue en 1637), de manera tal que cesó el reclutamiento forzado de niños cristianos pero con ello se aseguró que las familias de la élite militar y política preservaran sus privilegios por generaciones. Al cesar la llegada de la "leva de niños" del devşhirme se eliminaba toda posible competencia para la nueva aristocracia en las filas del ejército y la administración.
A pesar de que el cuerpo de los jenízaros aumentó de 12 000 al principio del reinado de Solimán a 200 000 allá por el siglo XVII, se convirtió en una fuerza prácticamente inútil, en tanto sus combatientes habían convertido sus puestos en hereditarios, y habían relajado su disciplina militar para dedicar sus energías al comercio, o la intriga política.

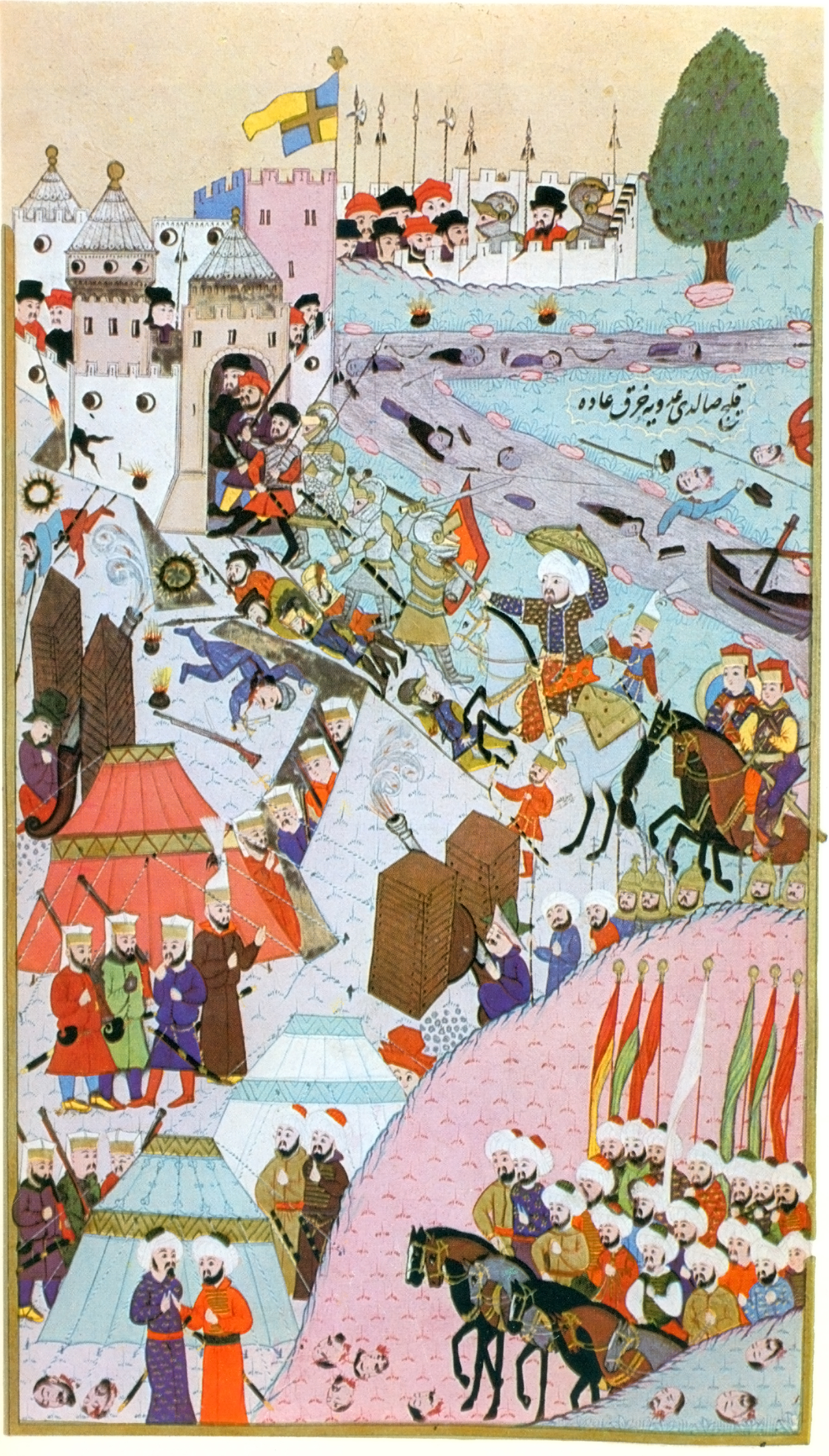
El sitio de Belgrado en 1456.

Más aún, la política de los sucesivos sultanes había causado que las rentas del Imperio dependiesen en exceso de las guerras de expansión, que traían conquistas y saqueos con los cuales se financiaba el tesoro público. Cuando a mediados del siglo XVII las guerras externas contra Austria, Polonia, y Persia pasaron de ser victoria y botín a convertirse en derrotas y pérdidas territoriales, los jenízaros se desmoralizaron y se negaban a luchar, en tanto al acabar las conquistas triunfales se acababa el botín de guerra, que constituía el pago por excelencia de los jenízaros. Los jenízaros también eran reacios a adoptar las armas y técnicas modernas que venían de Europa, convencidos durante décadas de su abrumadora superioridad bélica sobre los demás ejércitos extranjeros (aunque la realidad les mostrase lo contrario). Así pues, a pesar de la ineptitud militar, los jenízaros se hicieron cada día más fuertes y osados a la hora de intervenir en política para prevenir que ningún gobernante les quitara los privilegios.
Se suma a esta crisis militar la de la administración, caracterizada por el paso de un sistema basado en el mérito a otro sistema de sobornos y mecenazgo, alimentando una corrupción política muy dañina para el Imperio. La inflación, así como las continuas guerras, trajeron como consecuencia que el habitual superávit de las arcas públicas se convirtiera en déficit año tras año, por lo que los sultanes y sus ministros empezaron a pedir «regalos» a los que buscaban un puesto en la administración, como medio para incrementar el tesoro. Quizá los primeros candidatos debían poseer alguna habilidad, pero con la desaparición del devşhirme, los cargos se destinaban para el pretendiente que aportara el soborno más abundante, independientemente de sus méritos. Desde mediados del siglo XVIII los compradores del iltizam y otros cargos se dispusieron a conseguir beneficios, por ejemplo, subieron los impuestos todo lo que podían. Fue así como el nepotismo y la corrupción se extendieron por toda la administración otomana y trayeron administradores y burócratas profundamente ineptos, salvo excepciones (como los primeros visires de la familia Köprülü).
Esta decadencia se agravó por el notable aumento de la población del Imperio durante el final del siglo XVI y a través de casi todo el siglo XVII, como parte del desarrollo demográfico general que tuvo lugar en la mayor parte de Europa en el mismo periodo. Como la economía del Imperio se sustentaba principalmente en la conquista, el botín de guerra, y los tributos a pueblos conquistados, al cesar los triunfos bélicos se llegó a una seria crisis pues los medios de subsistencia tradicional (agricultura y ganadería) no solo no aumentaban, sino que disminuían en proporción a las condiciones políticas y económicas entonces vigentes: el resultado fue la miseria en las zonas rurales y la aparición de trastornos sociales cada vez mayores.
A esto se suma el mal gobierno de los detentores de timars y los multazims, demasiado interesados en recuperar sus propias inversiones y conseguir los máximos beneficios en el menor tiempo posible. Los agricultores que no podían hacer frente a los altos impuestos, eran sacados de sus tierras, momento en el que tenían tres posibilidades: la primera era tornarse trabajadores de alquiler en grandes fincas de los terratenientes, formando una nueva clase de campesinos sin tierras; otra opción era acudir a las ciudades, donde alimentaban las filas de mendigos sin empleo que protagonizarían una serie de severas revueltas urbanas durante el siglo XVII; y la tercera opción para los campesinos desposeídos de sus tierras era unirse a bandas de ladrones, normalmente encabezadas por un antiguo sipahi. Durante el siglo XVII, estas bandas se hicieron comunes en las regiones montañosas de los Balcanes y Anatolia, financiándose con incursiones a las granjas que todavía eran productivas. En algunos casos tales bandoleros llegaron a exigir el pago de impuestos a los habitantes de la zona y en áreas remotas formaron sus propios gobiernos regionales, que sustituyeron y desafiaban al del sultán.
En este contexto, con la administración y el ejército cada vez más corruptos y más débiles, el vasto territorio perteneciente al Imperio otomano no podía ser controlado con eficiencia por el gobierno central. Los imperios vecinos, como Austria, e Irán, se aprovecharon de la debilidad otomana para apoderarse por la fuerza de todo el territorio que pudieron, destacando Austria, que tras la Paz de Karlowitz de 1699 arrebata a los otomanos importantes territorios en los Balcanes tras la guerra de 1683-1697 y amenaza su primacía en la región. El surgimiento de Rusia como potencia europea en la época de Pedro el Grande trajo al Imperio otomano otra amenaza externa desde un punto nuevo: la orilla norte del mar Negro.

### Pérdidas territoriales

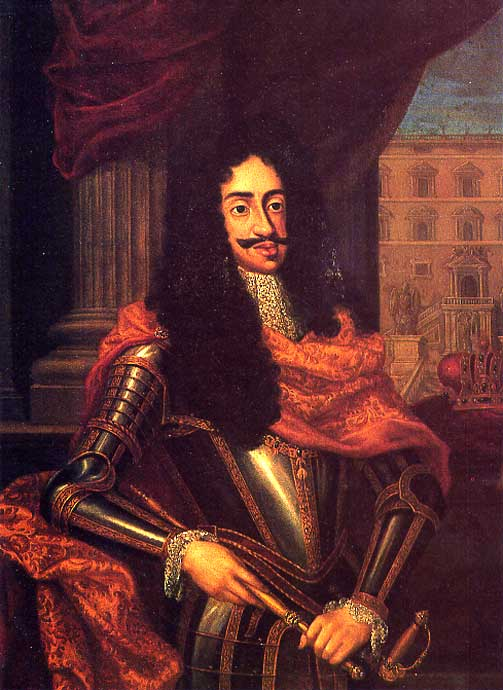
Leopoldo I de Habsburgo, emperador germánico, rey húngaro y bohemio.

A todo esto se añadió un nuevo factor de decadencia: la debilidad del gobierno central llevó a la pérdida de control de la mayoría de las provincias a manos de los gobernantes locales, los beys, que asumieron el control más o menos permanente de grandes distritos, incluso de provincias enteras durante largos períodos. Los beys pudieron mantener su autoridad no solo porque el Gobierno otomano no disponía de recursos militares para sujetarlos, sino también por el apoyo del pueblo, que prefería ser gobernado por tales déspotas locales que por los corrompidos e incompetentes funcionarios otomanos, llegados de la lejana Estambul y preocupados solo por sacar tributos para sostener el lujo de la corte imperial. A su vez, estos gobernantes locales fueron capaces de consolidar sus posiciones aprovechando las fuertes corrientes de nacionalismo local que estaban empezando a surgir entre los diversos grupos étnicos.
Estos jefes locales ejercían un poder casi completo en sus territorios, recaudando los impuestos imperiales para sí mismos y enviando solo pagos nominales al gobierno central, por lo que resultaba muy difícil para la corte del sultán alimentar a la población de las grandes ciudades que sí dependían del gobierno imperial. La reacción otomana fue enfrentar a los rebeldes locales entre sí y aprovechar la influencia de la ayuda de la corte, que lograba que se siguiera reconociendo la autoridad del sultán, en tanto que el Tesoro ganaba buenos pagos regulares en moneda o en especies por parte de los jefes locales. Debido a que gran parte de lo recaudado iba a parar a manos de los que controlaban el gobierno central para provecho personal, el Tesoro seguía sufriendo escasez de fondos y la población de las ciudades soportaba la escasez de alimentos y de otros productos. Por este motivo, esta era una masa inquieta, mal gobernada, anárquica y violenta, que muchas veces linchaba y asesinaba a los funcionarios de la administración. Los cortesanos del palacio del sultán no se oponían demasiado a tales ejecuciones, ya que les permitía conseguir ganancias al otorgar el puesto a otro aspirante con el mejor soborno.
En general, la mayoría de la élite otomana no veía la necesidad de que el Imperio cambiara para superar las condiciones críticas de la época, puesto que obtenían beneficios personales de la corrupción política existente. Además, la característica básica de la mentalidad otomana era el completo aislamiento en su esfera y la falta de conciencia de lo que sucedía allende las fronteras. Europa quedaba fuera de la referencia debido a que la propaganda de los primeros sultanes había forjado la sincera creencia en la superioridad absoluta de la sociedad otomana sobre el mundo «de los infieles» en todos los aspectos. Así pues, los avances que se producían en Europa en las ciencias, la tecnología, y la administración fueron desconocidos en la esfera otomana, y rechazados frontalmente por las élites si llegaban a difundirse. El único contacto realmente significativo que el Imperio otomano mantenía con Europa existía en el campo de batalla, y las derrotas bélicas del ejército otomano eran achacadas a un fallo en el empleo de las técnicas antiguas (que antaño habían propiciado tantas victorias) más que al hecho de que las tropas otomanas estaban quedando retrasadas en las técnicas militares con respecto a Europa.

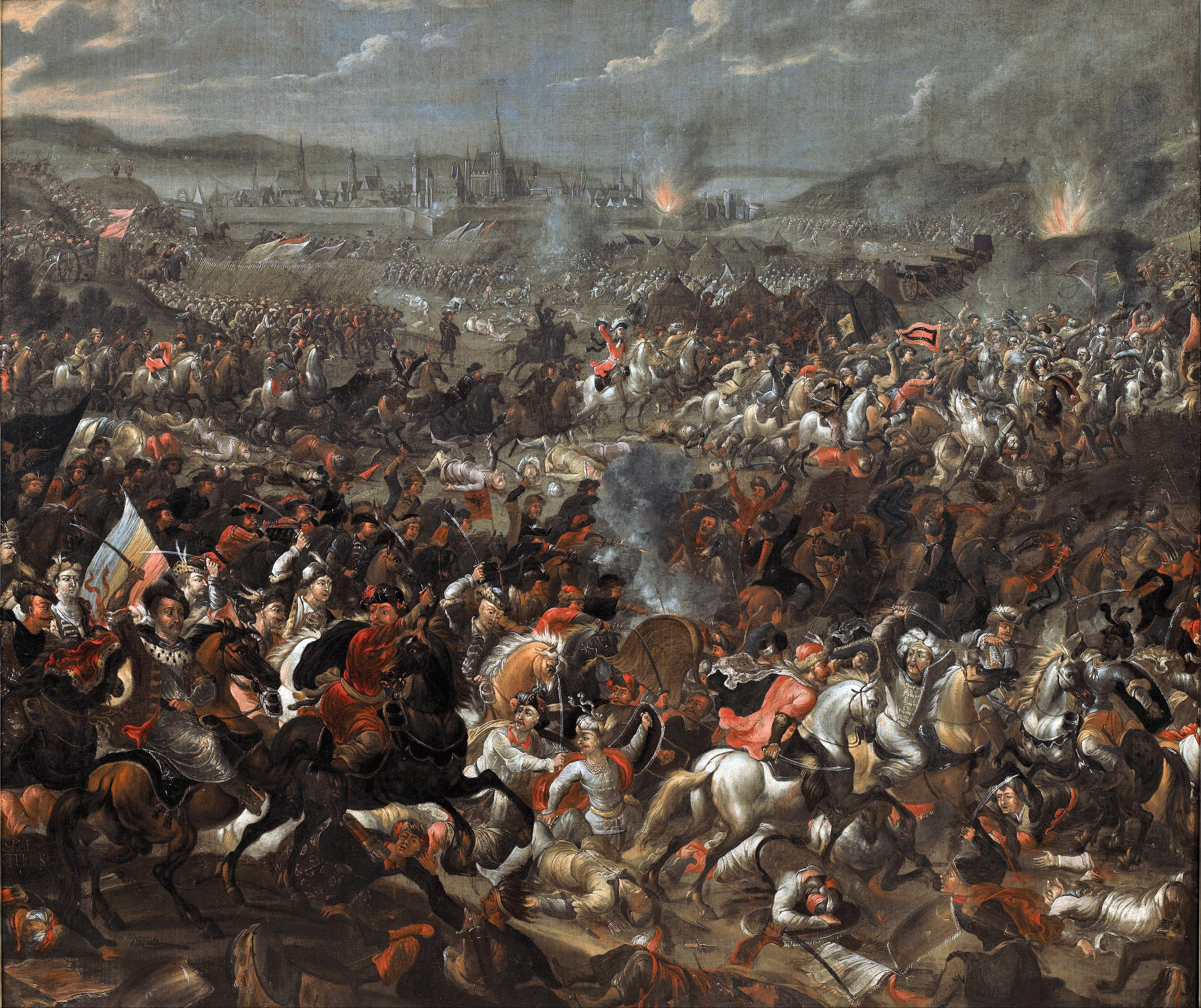
Sitio de Viena de 1683.

En 1683, el Imperio otomano ya tenía entre sus posesiones al reino de Hungría desde 1541 y decidió avanzar hacia Viena. De esta manera, se produjo el sitio de Viena, el cual resultó un completo fracaso, puesto que las fuerzas del Sacro Imperio Romano Germánico se aliaron con las de Lorena y la Mancomunidad Polaco-Lituana formando una Santa Liga. Luego de expulsar a los turcos otomanos de los territorios del Imperio germánico, varias batallas menores se fueron sucediendo y tras la iniciativa del emperador germánico y rey húngaro Leopoldo I de Habsburgo, los ejércitos de la Santa Liga avanzaron hacia Buda, la capital del Reino de Hungría ocupada por los turcos. Por esta razón, muchos nobles europeos se pusieron al servicio del emperador Leopoldo I, entre ellos el príncipe Eugenio de Saboya, y tras un largo asedio, se consiguió liberar a Hungría en 1686 y expulsar a los turcos otomanos del reino europeo, que pasó a control germánico.
Estas derrotas sucesivas, sumadas al aislamiento diplomático que siempre mantuvieron con otras naciones ocupadas y sus vecinos, fueron varias de las causas que motivaron el declive del Imperio. Bien es cierto que algunos otomanos rompieron, al menos parcialmente, este aislamiento durante el siglo XVIII a través de cierto número de canales que se establecieron con Occidente. Un reducido número de embajadores otomanos fueron enviados para firmar tratados y participar en negociaciones y, aunque no se quedaban mucho tiempo, fueron los primeros en comprender algo de lo que pasaba en Europa.

### Economía

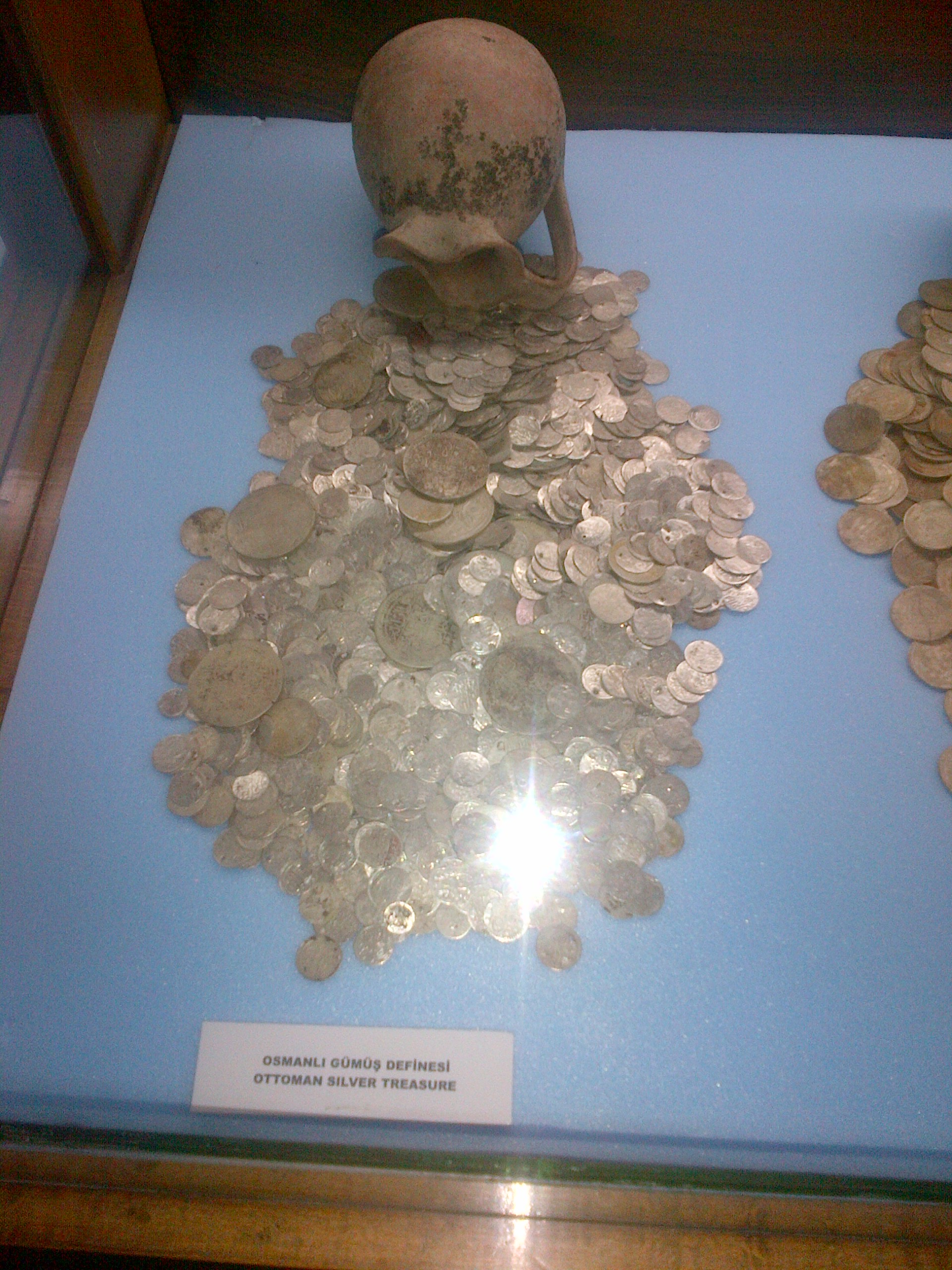
Monedas otomanas de plata, en el Museo Arqueológico de Samsun.

En la segunda mitad del siglo XVI, el Imperio otomano empezó a entrar en crisis. Una de las causas fue el desarrollo económico exterior. Toda su riqueza creó nuevas necesidades en la clase dirigente: la preocupación constante de los sultanes fue hacer de su capital una ciudad sin igual por su esplendor, lo que conllevó un considerable aumento de población e implicó un incremento en la demanda de productos. Estos nuevos productos, o bien Oriente no los producía o la calidad de los occidentales era mejor. Por lo tanto, los otomanos fueron obligados en cierta medida a abrir su mercado a los productos extranjeros, lo que fue aprovechado por algunas naciones occidentales para incluirse en estos procesos de intercambios y vender sus productos. Este comercio exterior afectó a largo plazo, porque así muchos occidentales comenzaron a intervenir en los asuntos internos del Imperio otomano.
El declive económico del Imperio otomano después de 1566 era, al principio, solo relativo comparado con lo que estaba ocurriendo en la Europa Occidental, donde se produjo una revolución industrial y comercial entre los siglos XV y XVIII que transformó la economía feudal europea, lo cual hizo que los anticuados gremios desaparecieran de Europa. Como casi todas las zonas en desarrollo de la Edad Media, el Imperio otomano no experimentó esta revolución. Por el contrario, sus instituciones industriales y comerciales no se movieron más allá de sus técnicas manuales y la organización gremial, por lo que no podían competir con las exportaciones europeas. Los trabajos tradicionales y los bazares se mostraron cada vez más arcaicos e ineficientes, en comparación con las fábricas modernas y las compañías comerciales.
Con el paso del tiempo, el capitalismo dinámico de Occidente no solo hacía parecer más atrasada a la economía otomana, sino que realmente la transformó y la debilitó. La firma del tratado de las Capitulaciones, hecha por Solimán en 1535, dio a los franceses el derecho de comerciar sin trabas dentro de los dominios otomanos. Este tratado no se hizo desde una posición de debilidad, pues en un principio fue simple generosidad del sultán, ya que Francia no representaba nada en el comercio otomano. Sin embargo, en el siglo siguiente el Imperio otomano se encontró en una posición inferior con relación a la Europa Occidental. Además, una inflación en rápido aumento, que se inició en Europa con el flujo de metales preciosos provenientes de América, trastornó la economía del Imperio. Posteriormente, las factorías occidentales introducían sus productos fabricados en masa a los territorios otomanos, dejando sin vender su propia producción artesanal e iniciando el proceso que arruinaría la economía otomana desde 1750 hasta 1850 y que casi destruyó por completo las manufacturas, sobre todo las textiles. El Imperio otomano era incapaz de seguir el ritmo de crecimiento económico ni de enfrentarse con la alta inflación europea.

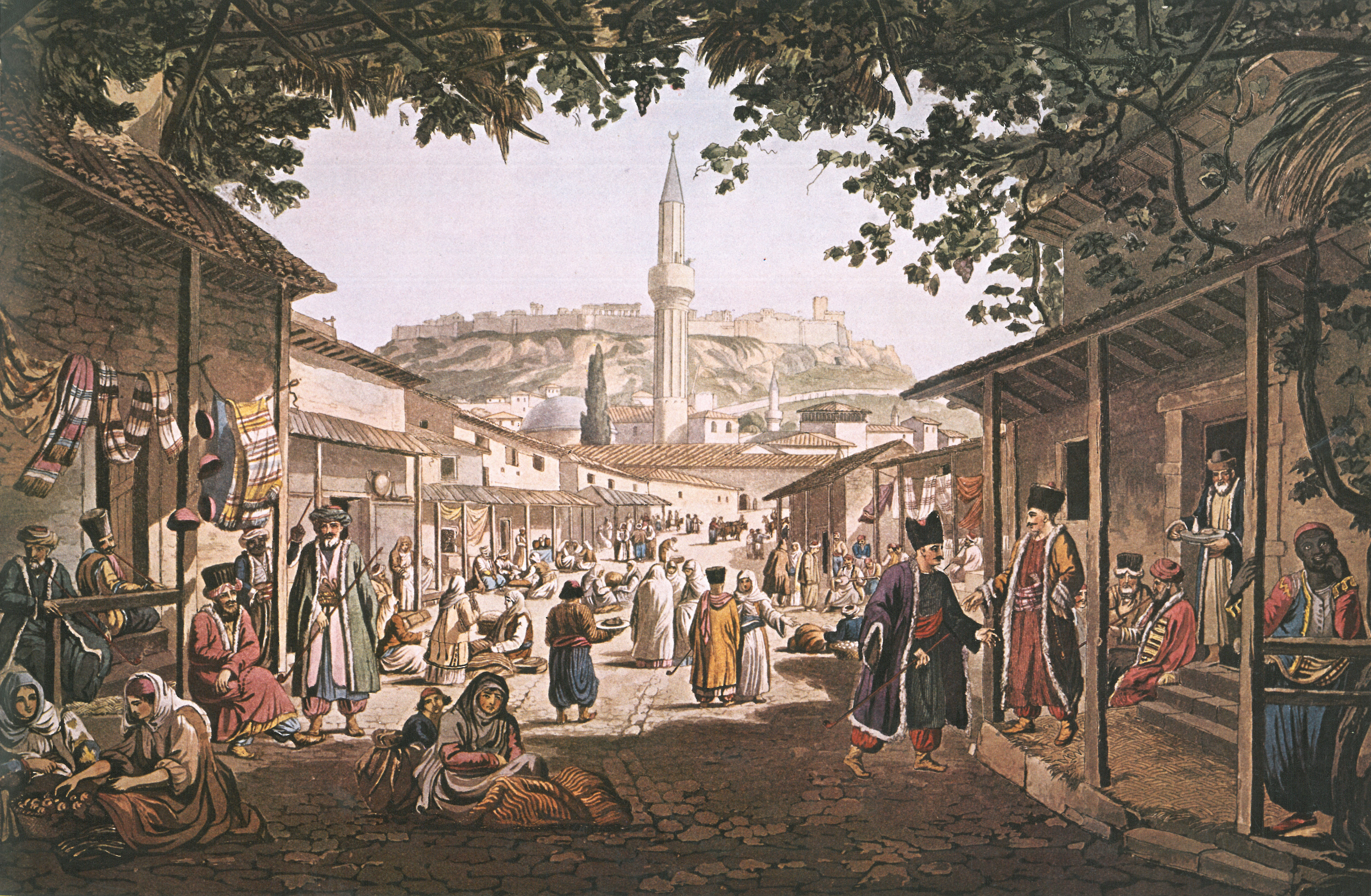
El bazar de Atenas (1821)

Durante este mismo periodo, holandeses e ingleses consiguieron clausurar completamente la antigua ruta del comercio internacional que atravesaba el Oriente Próximo y, consecuentemente, decayeron los ingresos del Imperio otomano y la prosperidad de sus provincias árabes. Ya hacia la mitad del siglo XVII, el Imperio otomano, una vez próspero, estaba bajo una enorme presión económica, como prueba el déficit anual en las arcas del Estado.
El Imperio otomano no pudo mantener el ritmo de Europa en otros muchos aspectos. Por ejemplo, el capitalismo evolucionó acompañado del desarrollo de nuevas instituciones políticas, métodos científicos y tecnología militar. Quizá la innovación más importante en Europa en el tránsito de la Edad Media a la Edad Moderna fue la aparición de la idea del Estado nación, una unidad política que gradualmente se convirtió en el centro de la identificación nacional de un pueblo y su lealtad a la nación. El Imperio otomano, por el contrario, nunca fue una unidad política y cultural con cohesión durante el periodo de 1600 a 1850, sino que siguió siendo un conglomerado de distintas religiones y etnias. La identidad propia y la lealtad estaban concebidas en un margen más estrecho: la familia o la millet (detalladas más arriba).
Las instituciones educativas y científicas europeas, revitalizadas en el Renacimiento, fueron superando a las de los otomanos, atascadas en una rutina de imitación y falta de crítica. La «revolución científica» en Europa no solo llevó al desarrollo de nuevas infraestructuras completamente nuevas, sino que también trajo un cambio en el armamento y en las técnicas de hacer la guerra. Solo un grupo muy reducido de pensadores en el Imperio otomano se dio cuenta de que su civilización se estaba quedando a la zaga del desarrollo económico con respecto a Occidente, tanto en las innovaciones militares como en las instituciones políticas y económicas.
El surgimiento de Estados fuertes económica y políticamente en Europa se sumó a un factor de mucha relevancia a la hora de la caída otomana. El Imperio era una máquina militar que funcionaba a base de guerras cortas y victoriosas que permitían la expansión territorial, su fuente de prosperidad. Cuando los otomanos empezaron a encontrarse con ejércitos mejor preparados y con armas desconocidas, el Imperio llegó a sus límites de expansión y comenzaron a retroceder. Fue en el siglo XVII cuando el Imperio otomano empezó a perder territorios a un ritmo constante en Austria, Rusia y en otros países europeos expansionistas, territorios que eran perdidos en largas e infructuosas guerras. Así fue como el Estado otomano no pudo seguir manteniendo su tesoro público a través de una máquina militar que consumía más de lo que aportaba, absorbiendo la mayor parte de los ingresos de los impuestos.

## Estancamiento y reforma (1703-1789)

### Pérdidas territoriales

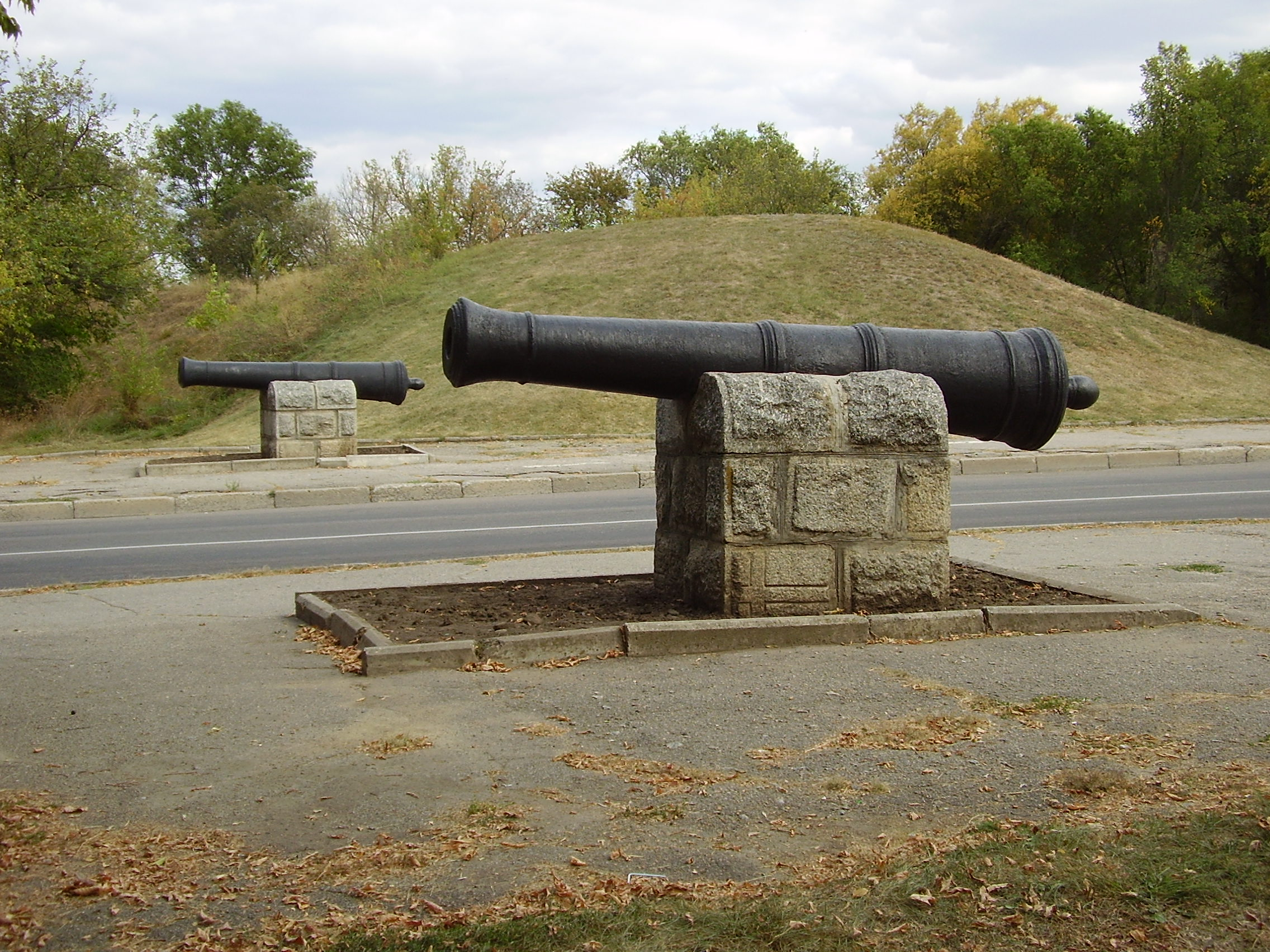
Cañones y fortificaciones de la fortaleza de Santa Isabel en la moderna ciudad de Kropivnitski

Durante la guerra ruso-turca de 1768-1774, en enero de 1769, turcos y tártaros de Crimea realizaron una de las mayores razias en la historia de las tierras del sur del Imperio ruso, que fue rechazada por la guarnición de la Fortaleza de Santa Isabel. Como resultado de la guerra de 1774, el Imperio Otomano perdió la costa norte del Mar Negro y Crimea, lo que provocó una grave caída de su economía y el debilitamiento de las capacidades de defensa.
Además, al Imperio otomano llegaban mercaderes, viajeros y cónsules, por lo que a los otomanos les fue imposible seguir evitando este contacto, aunque el comercio con el extranjero estaba fuertemente controlado, dominado casi por entero por franceses y venecianos. Fue poco a poco como las costumbres y saberes europeos empezaron a entrar entre las clases dirigentes. Hasta cierto punto, esto marca el comienzo del conocimiento de Europa, pero se trata de un hecho de alcance limitado, dado que entre las masas permaneció como totalmente extraño e indeseado, e inclusive las élites desdeñaban el progreso ocurrido fuera de las fronteras del Imperio.
A partir de entonces, los otomanos descubrieron que su poderío militar (basado en la disciplina de la infantería de jenízaros y la caballería sipahi) estaba naufragando ante la extensión masiva de las armas de fuego y la artillería y resolvieron abrirse a la diplomacia occidental. Los comerciantes cristianos de Constantinopla (los fanariotas) se abrieron paso en la administración otomana, lentamente desde el siglo XVI, pero con más empuje desde mediados del siglo XVIII gracias a mantener sus contactos familiares y comerciales con Europa y su conocimiento de lenguas extranjeras. Este proceso duró todo el siglo XVIII, pero motivó el surgimiento de la Gran Idea Griega de reemplazar el Imperio otomano por un Imperio griego, aprovechado la creciente importancia de esta minoría étnica dentro de la sociedad otomana.

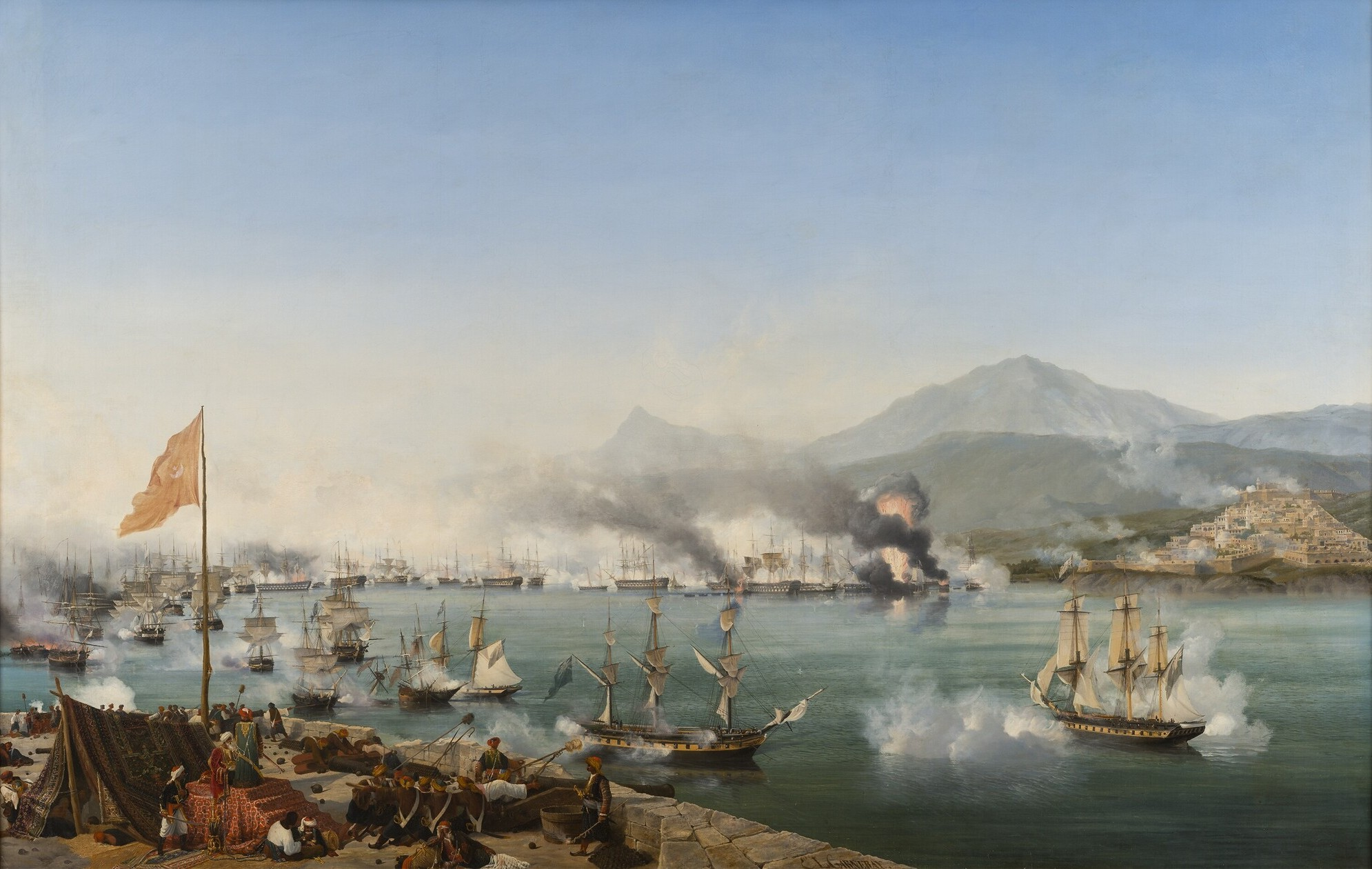
La batalla de Navarino, en octubre de 1827, marcó el fin efectivo de la ocupación otomana en Grecia.

Los griegos se alzaron en armas en 1821 y obtuvieron su independencia en 1823, pero jamás llegaron a concretar la Gran Idea. Ante la humillación nacional de la independencia griega con apoyo de Gran Bretaña, Rusia y Francia, los dirigentes otomanos se volvieron más fanáticamente musulmanes que nunca, y se enredaron irremisiblemente en el juego político de las potencias coloniales de Occidente, al tiempo que el Imperio sobrevivía a las sublevaciones que sus propios jóvenes oficiales, educados en el arte de la guerra occidental, promovían en nombre de esos mismos valores occidentales que habían recibido. El "hombre enfermo de Europa", como se calificó al Imperio, sobrevivió aún casi cien años más tras la derrota ante Grecia gracias al apoyo de Gran Bretaña (que necesitaba a los otomanos para contrarrestar las ambiciones de Rusia de alcanzar el mar Mediterráneo), y de Francia (ansiosa de competir con la influencia británica pero sin permitir un predominio ruso).
Esto no impidió que los otomanos perdieran virtualmente la administración de Egipto en 1882 cuando el gobierno británico asumió el poder en dicho país para así cobrarse la elevadísima deuda externa del bey de Egipto. Al mismo tiempo, los pueblos cristianos de los Balcanes (Serbia, Rumania, Bulgaria y Albania) se iban independizando uno detrás de otro a lo largo del siglo XIX, con patrocinio directo o indirecto del Imperio ruso.

## Declive y modernización (1789-1908)

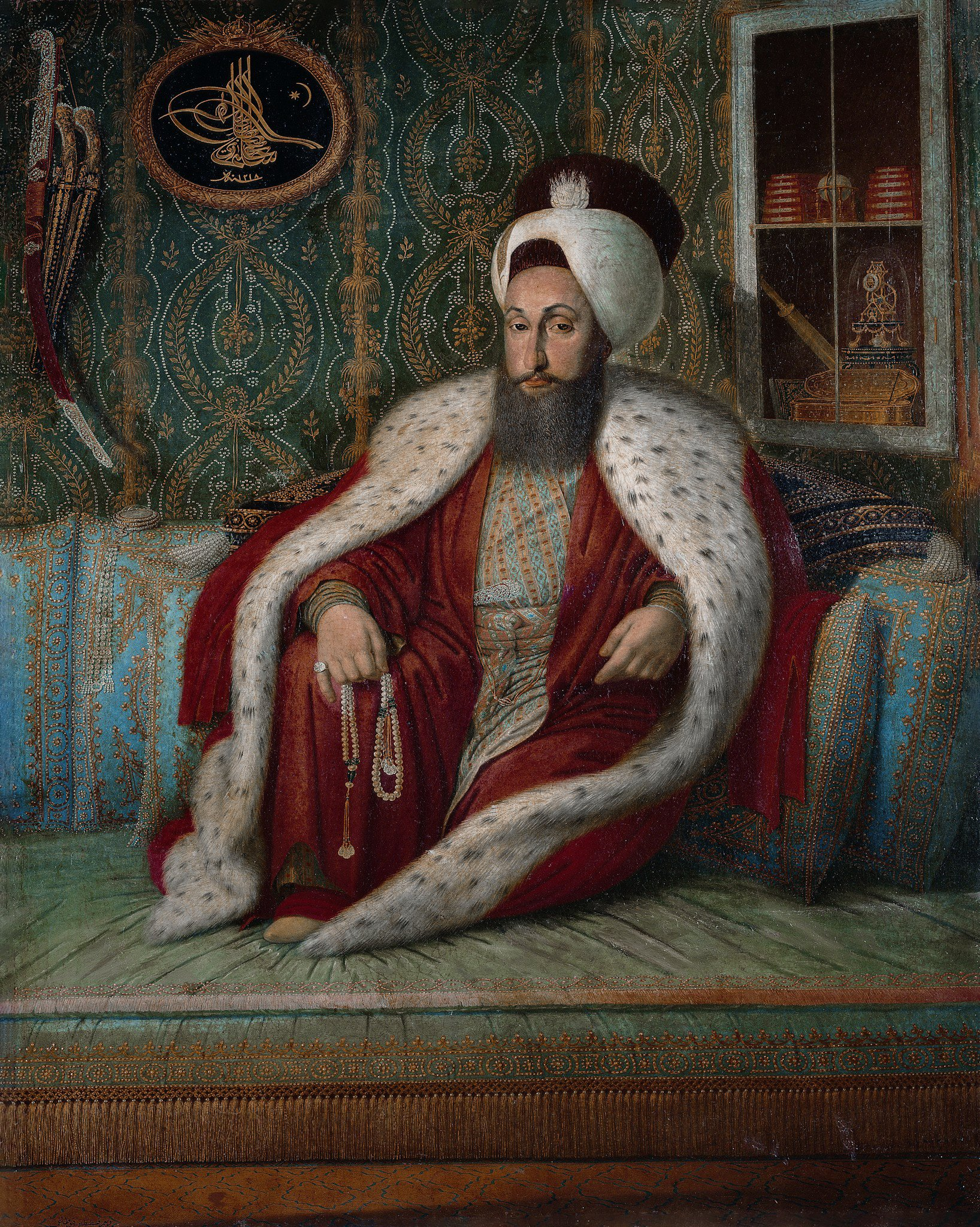
El sultán otomano Selim III.

A pesar de los largos siglos de decadencia y descomposición, así como de las serias derrotas sufridas frente a los enemigos europeos, cuando Selim III (1789-1807) subió al trono, el imperio todavía comprendía toda la península de los Balcanes al sur del río Danubio, toda la península de Anatolia y el mundo árabe desde Irak hasta el norte de África. La era de reformas del siglo XIX se puede dividir en tres fases diferentes:
1. El periodo de transición y preparación (1789-1826),
2. El periodo de acción intensiva (1826-1876),
3. El periodo de culminación, desde 1876 hasta la Primera Guerra Mundial.

El primer periodo fue inspirado y dirigido por dos sultanes reformadores, Selim III y Mahmud II (1808-1839), que no fueron más que reformadores tradicionales. Lo principal de su esfuerzo iba dedicado a purificar, eliminando la corrupción y el nepotismo en la Administración. Además, crearon unas fuerzas militares totalmente nuevas, llamadas Nizam-i Cedid, cuando los continuos reveses militares demostraron la supremacía europea. Dejaron intactos los antiguos cuerpos, muy hostiles a esta creación, por lo que ambos sultanes se vieron obligados a limitar su número, por eficientes que llegaran a ser. Cuando los Nizam-i Cedid provocaron una revuelta de los jenízaros en contra de Selim en 1807, no pudieron evitar ni su derrocamiento, ni impedir su asesinato, ni su propia descomposición. Mahmud II fue colocado en el trono y tuvieron que pasar muchos años antes de que se atreviera a restablecer ese cuerpo con un nuevo nombre y emprender la acción contra los asesinos.
Además del conservadurismo interno y la oposición abierta, Selim y Mahmud se vieron desviados de su tarea por los continuos peligros militares que tenían frente a sí en el marco de las Guerras revolucionarias francesas y guerras napoleónicas.
Francia se transformó en enemigo cuando Napoleón Bonaparte invadió Egipto y Siria en 1798. Solo cuando los franceses fueron arrojados de Egipto en 1802, con apoyo de Gran Bretaña, pudieron restablecerse las relaciones normales entre ambos Estados.
Rusia y Austria constituían una amenaza más constante en los Balcanes, y como resultado de su intervención e influencia surgieron revueltas nacionales contra el Imperio otomano; inicialmente en Serbia, en 1815, y luego una revuelta masiva en Grecia, en 1821, que progresivamente supusieron la autonomía e independencia de ambas regiones, que fundaron nuevos Estados. Las amenazas exteriores y la continua intervención extranjera en los asuntos internos hicieron extremadamente difícil para estos sultanes emprender reformas significativas. Además, los jenízaros eran lo suficientemente fuertes para oponerse a los sultanes, pero no lo suficiente como para neutralizar los peligros extranjeros.

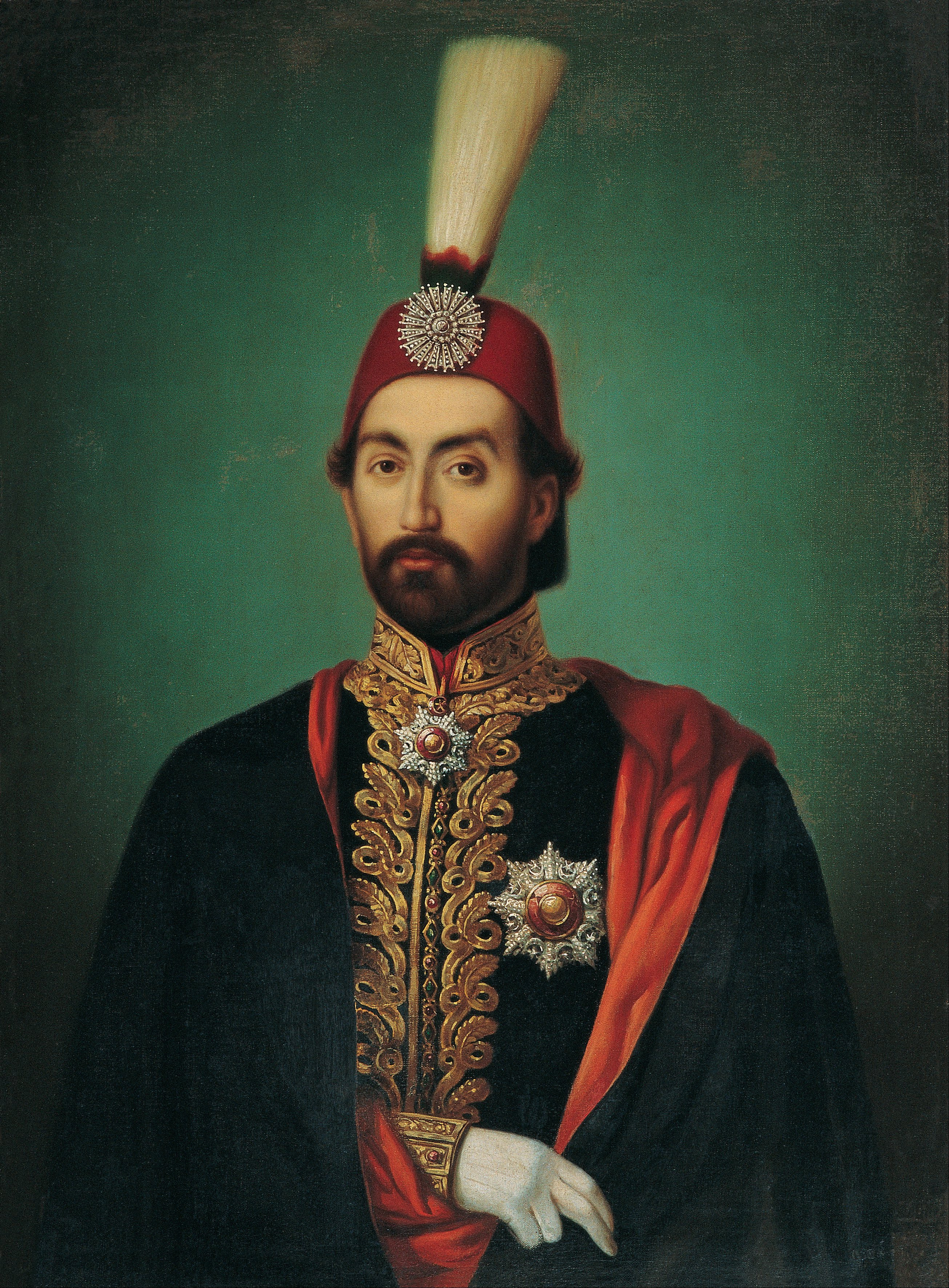
El sultán otomano Abdülmecit I.

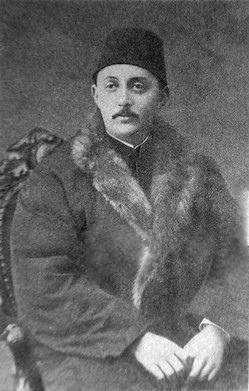
El sultán otomano Murad V.

Como resultado, Mahmud II y sus partidarios llegaron por fin a la deducción de que nunca conseguirían crear nuevas instituciones militares si no acababan con las antiguas. Entonces restableció el ejército de Selim con el nombre de Sekban-i Cedid (1815), los trajo secretamente a Estambul y esperó a que los jenízaros se rebelaran contra esta decisión. Lo hicieron, en efecto en 1826, y los hombres de Mahmud bombardearon sus cuarteles y organizaron una matanza de jenízaros no solo en Estambul, sino en todo el Imperio. Este hecho, llamado Vaka-i Hayriyye, fue de la mayor importancia, ya que privaba a la clase dirigente de su brazo militar para oponerse a las reformas.
El efecto militar del Vaka-i Hayriyye fue, sin embargo, desastroso. El antiguo Ejército había sido destruido y no había otro que ocupara su lugar. Las grandes potencias se aprovecharon de la debilidad militar del Imperio otomano y obligaron al sultán a aceptar la independencia griega y la autonomía de Serbia, Valaquia y Moldavia en la conferencia de Londres y en el Tratado de Edirne (1829). El gobernador de Egipto, Mehmet Alí, declaró su independencia virtual, conquistó el sur de Arabia, Siria y la Anatolia sudoriental, además de derrotar al moderno ejército otomano naciente en la batalla de Konya (21 de diciembre de 1832).
Cuando Gran Bretaña y Francia le retiraron su ayuda, el sultán se vio obligado a firmar el Tratado de Hünkâr Iskelesi (8 de julio de 1833) con el zar, que colocaba al Imperio otomano bajo una cuasi «protección rusa». Por fin, en 1833, dado que las potencias europeas no se ponían de acuerdo en cómo dividir el Imperio y ante el temor a un posible restablecimiento y fortalecimiento del poder si Mehmed Ali llegaba a Estambul, le obligaron a retirarse, de modo que salvaron a Mahmud. Pero Mahmud cometió un error: decidió corresponder a las provocaciones rusas decretando la yihad, pero el Şeyhülislam lo impidió.[cita requerida] Entonces mandó asaltar[cita requerida] el patriarcado, y el patriarca Gregorio V fue colgado de la misma puerta de la sede ortodoxa, lo que provocó la ira de los cristianos ortodoxos y dio lugar al nacimiento del movimiento helenista. Después de estos acontecimientos, Mahmud pudo hacer las reformas que formaron la base de las introducidas por el Tanzimat. Sin embargo, el esfuerzo prematuro de Mahmud por utilizar el nuevo ejército antes de tiempo resultó en una derrota desastrosa a manos de los egipcios en la batalla de Nezib (1839). El Imperio fue salvado una vez más por las potencias extranjeras de Europa, y Mahmud murió en la amargura.

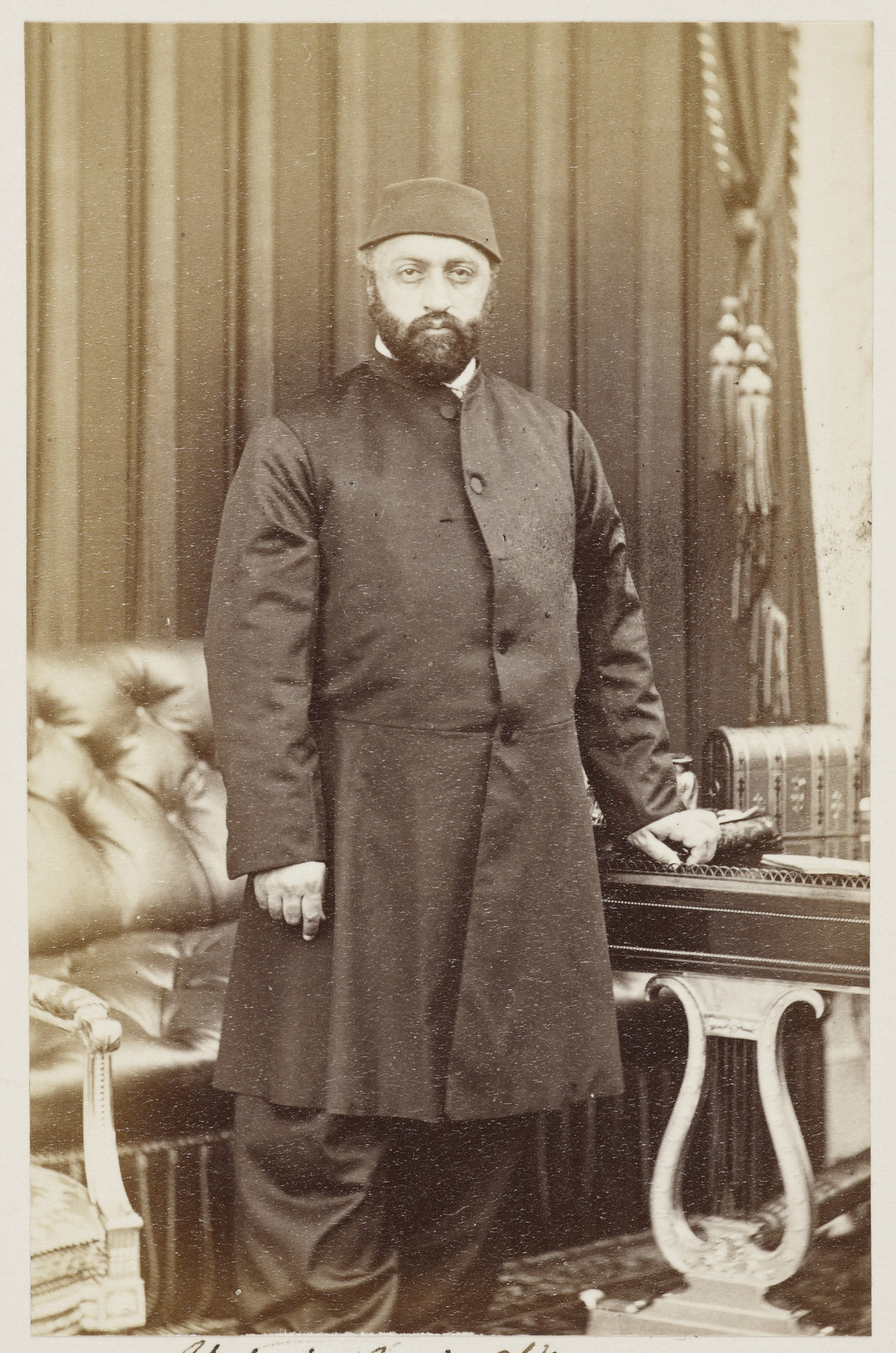
El sultán otomano Abdülaziz I.

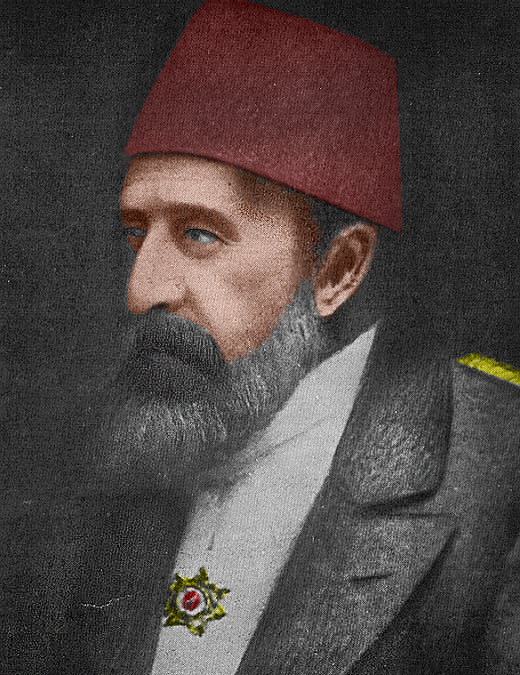
El sultán otomano Abdul Hamid II.

De 1839 a 1876 se produjo un período, conocido como la «Época de Tanzimat» que se abrió con el Edicto imperial Tanzimat Fermanı (Edicto de Reformas) también llamado en la historia turca Tanzimat-ı Hayriye («Regulación o Legislación beneficiosa»), durante el que se realizaron una serie de importantes reformas. Gracias a estas, se reconoció la igualdad a todos los habitantes del Imperio otomano —pasando de una era de «súbditos» a otra de «ciudadanos»— con derechos y libertades fundamentales protegidos por la ley, además de conseguirse el establecimiento de un sistema judicial más independiente que lo garantizara. El periodo del Tanzimat se extendió a través del gobierno de dos sultanes, Abdülmecit I (1839-1861) y Abdülaziz I (1861-1876), ambos hijos de Mahmud II, y culminó con la promulgación de una constitución y el establecimiento del parlamento durante el reinado de Abdul-Hamid (1876-1908). El tanzimat fue básicamente el esfuerzo de la clase dirigente otomana de ese tiempo por preservar su posición privilegiada tradicional,[cita requerida] modernizando los instrumentos de gobierno, la administración y el ejército. Los nombres más importantes de la época de tanzimat fueron Mustafa Reşid Paşa, que sirvió seis veces de sadrazam (gran visir) entre 1839 y su muerte, en 1856, y sus dos protegidos, Ali Paşa y Fuad Paşa.
Abdülmecit I (1839-1861) llevó un estilo de vida europeo y fundió las arcas del Estado haciendo reformas. El sultán Abdülaziz I (1861-1876), pese a los movimientos nacionalistas, mantuvo la apertura europeísta. Fue el primer mandatario del Imperio otomano que realizó una visita oficial a un país extranjero, acompañado por dos sobrinos y futuros sucesores: Abdul Hamid II y Murad V. En 1867 volvió eufórico de Londres y empezó a gastar toda la hacienda pública para emular lo que había visto allí. Era un déspota y un tirano que provocó un caos administrativo inimaginable. El Imperio otomano ya estaba en la ruina y el sadrazam Nedim Paşa tuvo que decretar la suspensión de pagos y de la deuda externa. En 1876 el padişah es depuesto (y asesinado) por un movimiento de carácter nacionalista llamado los Jóvenes Otomanos, encabezados por el gran visir Mithat Paşa.
En 1876 se preparó e introdujo una constitución en respuesta a las demandas de reforma social de la sociedad otomana, por Midhat Paşa. La promulgación de la Constitución otomana que establecía una monarquía parlamentaria compuesta por dos Cámaras fue obra de Midhat Paşa, quien convenció al nuevo sultán Abdul Hamid II (1876-1909) al respeto, poco después de su ascensión al trono. Entre las preocupaciones que llevaron a Abdul Hamid a ceder de esta manera su poder casi absoluto estaba también la de evitar las presiones e interferencias de las potencias europeas,[cita requerida] reunidas a la sazón en la Conferencia de Constantinopla. Con este paso histórico, tanto el sultán como la clase dirigente otomana se veían ahora sujetos a la suprema autoridad de la constitución, pero aun así mucho dependía de la buena voluntad del sultán, quien logró introducir dos cláusulas que le permitían suspender el parlamento, declarar el estado de sitio en caso de guerra y desterrar a las personas que actuaban contra la integridad del Estado. Esta última estipulación se usó contra el mismo Midhat Paşa. En 1877 el sultán inauguró personalmente el parlamento, pero a la caída de su sadrazam y con la excusa de la guerra contra Rusia, lo disolvió y llevó a cabo una política reaccionaria hasta 1908.

### Crecimiento de la influencia extranjera en elsigloXIX

Mapa del Imperio otomano hacia 1900

El Imperio otomano y sus dependencias, incluyendo sus divisiones administrativas (valiatos, sanjacados, kazas), en el año 1899 (1317 del calendario musulmán).

La derrota en la guerra de 1877-1878 contra Rusia, y la pérdida de Bulgaria como resultado, causó nuevas dificultades al imperio, mientras que los esfuerzos por modernizar la administración otomana trajeron nuevas interferencias de las potencias europeas durante el Nuevo Imperialismo, que la élite otomana no pudo impedir.
Bajo el pretexto de protección a las minorías religiosas del Imperio (cristianos de toda denominación, y judíos), los diplomáticos europeos empezaron a exigir cada vez más mayores concesiones del gobierno otomano, llegando a establecer en ocasiones derechos de las potencias europeas para utilizar sus propios servicios postales en puertos otomanos, o derechos de extraterritorialidad para sus súbditos, reduciendo la autonomía de las autoridades otomanas en su propio territorio.
La economía del imperio, por otra parte, se hallaba bastante saneada, aunque ello se debiese a las copiosas inversiones financieras de los extranjeros en el comercio, ferrocarriles, banca, e industrias, por lo cual la corte de Estambul se veía obligada a aceptar las presiones de las potencias europeas de las cuales dependía la economía nacional, mermando su soberanía a efectos prácticos. La balanza comercial era abiertamente deficitaria frente a los extranjeros, en tanto que el valor de las importaciones superaba con creces el valor de la materia prima que era casi el único tipo de producto exportado por el Imperio otomano a fines del siglo XIX. La industria era escasa y concentrada casi únicamente en Estambul, y aun así se hallaba dominada ampliamente por el capital financiero extranjero.
Para afrontar el grave problema de financiar al Imperio tras décadas de acelerado descenso en los tributos recaudados, el Gobierno otomano incurrió en una serie de deudas con la banca del resto de Europa a partir de 1838. En tanto las fuentes de riqueza no aumentaban para cubrir las urgencias del erario, las deudas se hicieron muy difíciles de pagar y la situación se agravó tras la guerra de 1877-1878 y el Congreso de Berlín de 1878, que con el Tratado de San Stefano privaba al Imperio de ricas provincias de los Balcanes.
Para evitar la quiebra de las finanzas del sultán —y por ende la bancarrota del Estado mismo— el Imperio otomano se vio obligado a renegociar su deuda externa con la banca europea y así se fundó la Administración de la Deuda Pública Otomana en diciembre de 1881, como entidad que aceptaba una rebaja de la deuda externa otomana de 191 millones de libras esterlinas a 106 millones de libras esterlinas. A cambio, la Administración de la Deuda Pública Otomana ejercería control sobre gran parte de la recaudación tributaria otomana y sobre las rentas gubernamentales, privando de esta función a los funcionarios del sultán, y reduciendo en la práctica la soberanía financiera del Imperio logrando así cobrarse de modo forzoso la pesada deuda externa.

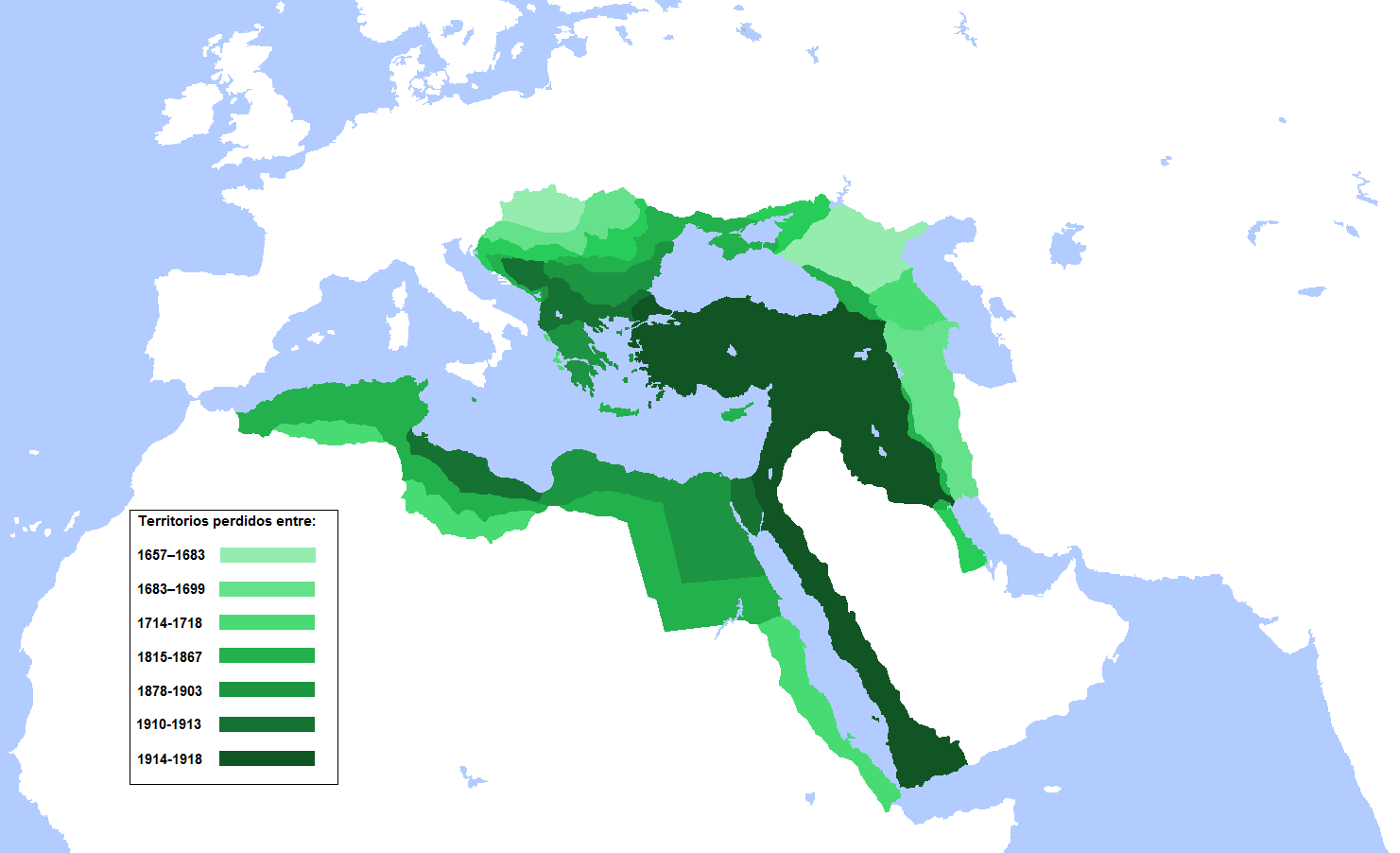
Perdidas territoriales otomanas desde su mayor auge hasta poco antes de su entrada en la Primera Guerra Mundial.

Así, Rusia se erigió en protectora de los cristianos ortodoxos griegos y armenios, reclamando al Imperio otomano concesiones, derechos extraterritoriales, permisos de tránsito, y exenciones de tributos para la minoría colocada bajo su protección. Similar política siguió Francia con los católicos maronitas, lo cual justificó inclusive una intervención armada francesa en Líbano el año 1860. Mientras tanto, Gran Bretaña hacía sentir su influencia alegando la protección de la minoría judía con similares reclamos a los de las potencias anteriores.
Otras potencias europeas mostraban interés en el Imperio otomano como un mercado para su producción industrial, fuente de materias primas, y escenario de rivalidades políticas y comerciales. El Imperio alemán inició un acercamiento político hacia el imperio otomano pero la evidente superioridad económica de Alemania provocó que el gobierno germano también exigiera (y obtuviera) privilegios y prerrogativas similares a las ya obtenidas por británicos, rusos y franceses, y compitiera con estos por el control de mercados e infraestructura dentro del territorio otomano. Mientras tanto el Imperio austrohúngaro mantenía su hostilidad contra los otomanos y se esforzaba en eliminar de modo lento pero indetenible la poca influencia que aún mantenía la corte del sultán sobre los Balcanes.
De igual manera Grecia (con respaldo ruso y británico) fomentaría movimientos independentistas en Creta y Chipre a fines del siglo XIX, logrando que los habitantes griegos de esas islas ganasen autonomía comercial ante el impotente Imperio otomano, al extremo que el reino de Grecia lanzó una guerra contra el Imperio en 1897. Pese a que las tropas otomanas lograron detener exitosamente las ofensivas griegas, el triunfo no significó el fin de la presión extranjera sobre el gobierno otomano, pues a las efímeras ambiciones griegas se sucedieron las ambiciones mucho más amenazantes de Rusia y Gran Bretaña.
Inclusive el Reino de Italia, económicamente débil frente a sus vecinos europeos, conservaba suficiente fuerza para invadir y conquistar las regiones de Tripolitania y Cirenaica al gobierno otomano en 1911, mientras la corte de Estambul carecía de medios financieros y bélicos para impedir que su última posesión en el Norte de África se convirtiera en una colonia italiana.

### Los Jóvenes Turcos

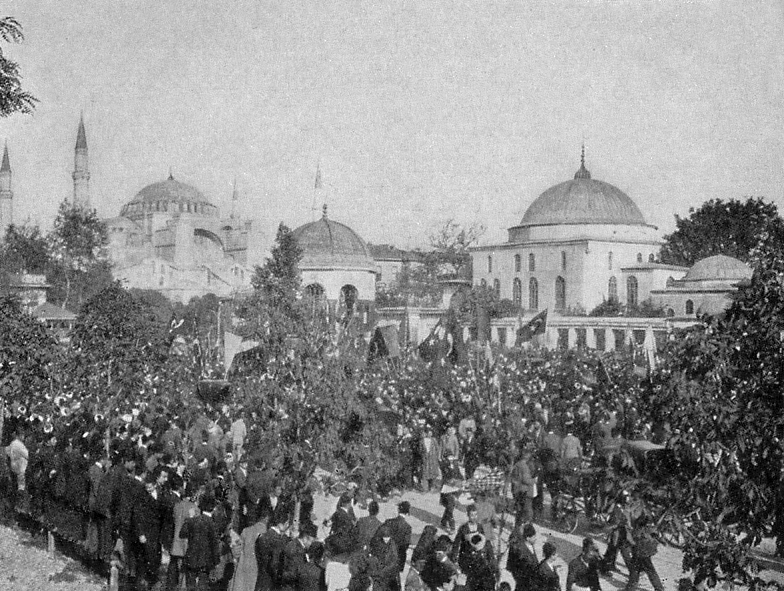
Manifestación pública contra el sultán en el distrito Sultanahmet de Estambul, 1908.

En 1906 se crea en Salónica un partido, los Jóvenes Turcos, formado por oficiales jóvenes del ejército, intelectuales y burócratas, que rechazaban al gobierno del sultán Abdul Hamid II y presionaban por grandes reformas políticas en el Imperio. El gobierno prohibió esta asociación, pero la inquina contra el gobierno era tal que el movimiento se extendió rápidamente, y el sultán tuvo que ceder promulgando una nueva constitución y concediendo una amnistía general para los presos y exiliados políticos.
Abdul Hamid II fundó un cuerpo especial de caballería formado por kurdos, llamado Hamidiye, y más proyectos que eran un peso enorme para las arcas del Estado, que cada vez más dependían de los préstamos financieros de las potencias europeas, que a cambio exigían más concesiones al Imperio. Así, el Imperio otomano, en el transcurso de sus últimos veinte años de existencia, fue hipotecándose gradualmente ante los intereses económicos de las grandes potencias. Ante las agitaciones nacionalistas y terroristas, el sultán reaccionó mandando asesinar a los rebeldes, aprovechando la ocasión para perpetrar las llamadas «matanzas hamidianas» con el asesinato de entre doscientos y trescientos mil armenios, hecho que le valió el apodo de «sultán rojo» (en alusión a la sangre derramada). No obstante, el ejército otomano se rebeló pidiendo la vuelta de la constitución, y aprovechando la situación el Imperio austrohúngaro se anexionó Bosnia-Herzegovina sin que el gobierno de Estambul pudiera oponerse, poniendo fin a la débil presencia otomana en los Balcanes.
Todos estos hechos llevaron al sultán a una crisis institucional y de popularidad, causando un descontento enorme entre los oficiales jóvenes del ejército, burócratas e intelectuales, que culpaban al absolutismo del sultán como causante de la humillación política del Imperio, casi del todo sometido a las presiones financieras de otras potencias y muy debilitado para imponer su autoridad en su propio suelo. Ante ello, el sultán Abdul Hamid II trató de reaccionar deteniendo a los dirigentes de los Jóvenes Turcos pero antes que ello fuera posible el sultán fue vencido por un golpe de Estado de los Jóvenes Turcos en julio de 1908, que forzó al sultán a aceptar la Constitución de 1876.

La política de los Jóvenes Turcos se basaba principalmente en el Tanzimat, pero a pesar de sus intentos no consiguieron transformar radicalmente los fundamentos sociales y legales del país. Entre 1909 y 1910 llevaron a cabo varias tentativas de reformas y modernización del Imperio (servicio militar obligatorio para todos, sufragio universal y educación popular masiva), pero fatalmente les faltó tiempo de paz para conseguir la revolución que precisaban.

## Disolución (1908-1922)

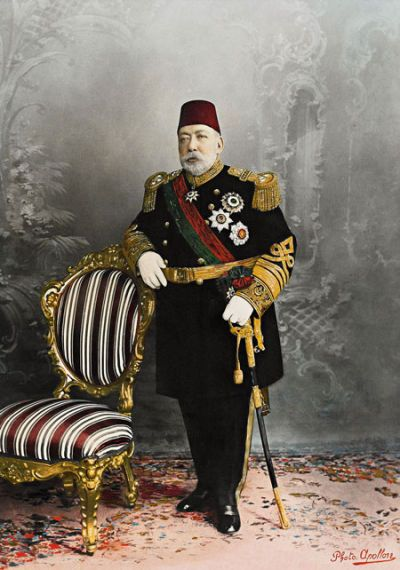
Mehmed V, sultán otomano durante la Primera Guerra Mundial.

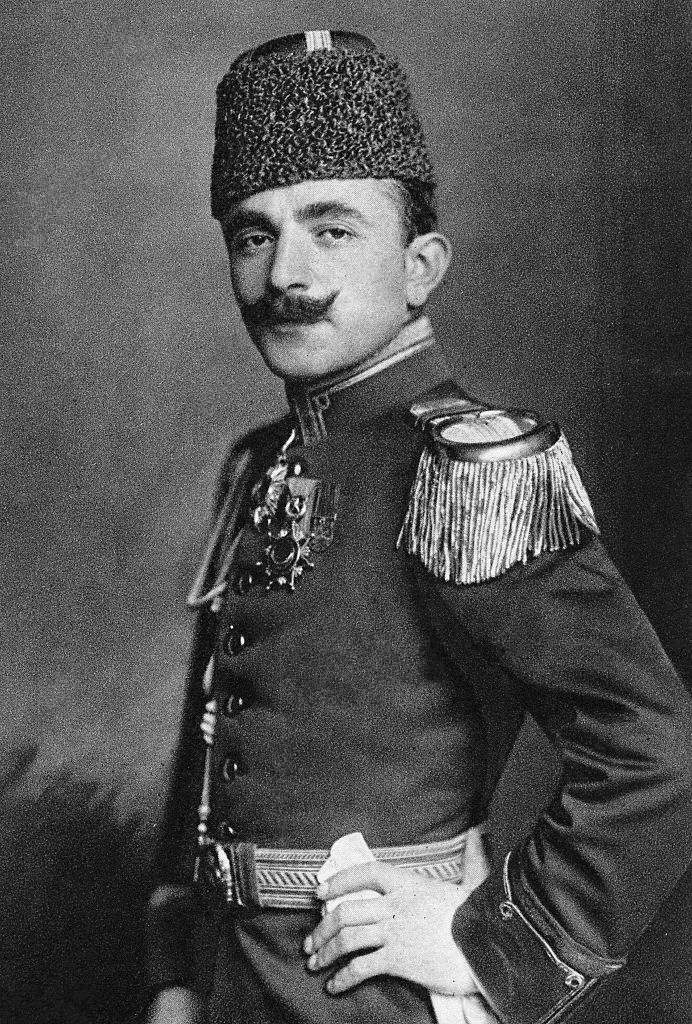
Enver Pachá, primer ministro otomano, involucró a su país en la Gran Guerra, que finalmente destruyó el imperio.

El sucesor del sultán derrocado fue Mehmet V (1909-1918), a quien su hermano Abdul Hamid II había mantenido cautivo durante treinta y tres años. Lo proclamaron sultán y en los primeros días de su reinado hizo saber a Talat Bajá que no iba a ser una marioneta de los Jóvenes Turcos, que tuvieron que ceder ante el sultán.
Estalla entonces la Primera Guerra Mundial, con el Imperio otomano aliado de Alemania y la Triple Alianza desde diciembre de 1914. Pese a que el Imperio otomano aun contaba con jefes militares capaces y talentosos, la mayoría de sus cuadros de jefatura fueron copados por los Jóvenes Turcos, ansiosos de incrementar su propio poder y recelosos de los mandos veteranos del ejército. El desarrollo de la lucha se vio marcado primeramente por los combates entre tropas otomanas y del Imperio ruso en las montañas del Cáucaso, donde el mando militar ruso logró detener ofensivas otomanas mal planificadas (como en la batalla de Sarıkamış, enero de 1915, que concluyó con el desastre otomano) en la denominada «Campaña del Cáucaso».

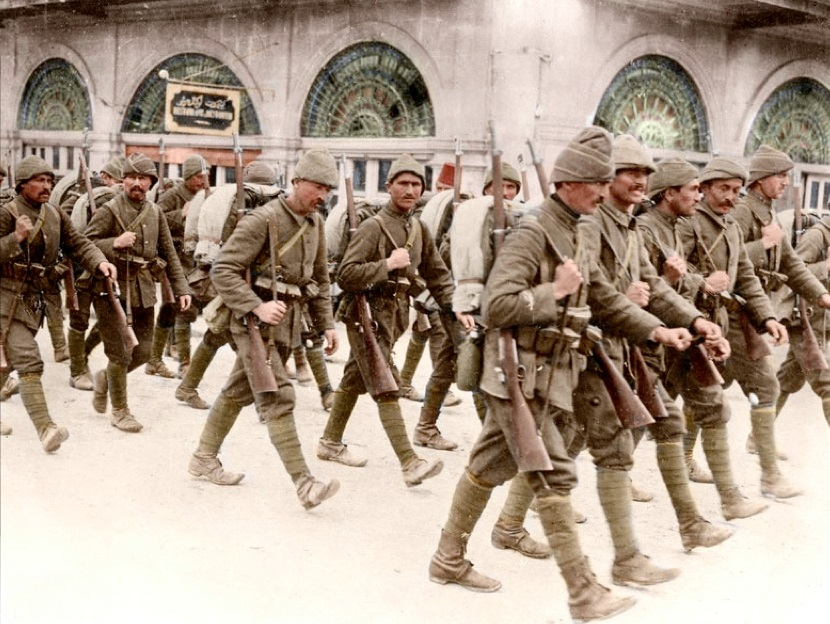
Tropas otomanas durante la Gran Guerra.

A ello respondió el gobierno imperial desde 1915 con una persecución masiva y violenta de súbditos armenios, acusados de apoyar a Rusia, dando muerte a miles de ellos, deportando a los sobrevivientes en condiciones inhumanas y luego concentrar a los sobrevivientes de las deportaciones en campos de prisioneros sin alimentos ni abrigo en sitios inhóspitos, episodio considerado actualmente como "genocidio armenio" que es materia de discusión hasta nuestros días: aunque oficialmente el gobierno de Turquía no niega la muerte de miles de armenios, rehúsa calificarlas de "genocidio", denominación reclamada por Armenia y aceptada en muchas organizaciones internacionales.
Asimismo, deseosos de cimentar la alianza con las Potencias Centrales, los dirigentes Enver Pachá, Ahmed Djemal y Mehmed Talat, colocaron tropas otomanas bajo el mando de generales alemanes como Otto Liman von Sanders, aceptando también "misiones militares" del Imperio alemán para la artillería y la aviación.
La contienda mantuvo al Imperio a la defensiva en todo momento. El sultán Abdul Hamid, en calidad de califa, lanzó una llamada a la Yihad islámica contra la Triple Entente pero sus llamados fueron desoídos por las tribus y clanes guerreros de la península arábiga, de Siria y del Irak, donde las intrigas de Gran Bretaña y Francia habían logrado sembrar la hostilidad de los clanes locales hacia la autoridad de Estambul. Von Sanders logró frenar una invasión británica de los Dardanelos en la batalla de Galípoli, mientras que otros generales alemanes como Erich von Falkenhayn y Colmar von der Goltz asumían el mando supremo de las tropas otomanas.
Pese al apoyo germano en dinero, armamento, y jefes militares, las fuerzas armadas del Imperio se veían en constantes apuros ante el enemigo, por diversos motivos: control del mando militar por una inepta élite burocrática (que los Jóvenes Turcos sostenían en lugar de eliminar), disputas político-étnicas entre suboficiales y tropas, y comunicaciones e infraestructuras muy pobres para sostener un esfuerzo bélico serio en un imperio tan vasto. Estas dificultades se vieron agravadas por la influencia de los "Tres Pashás" (Enver, Djemal y Talat) en decisiones militares, causando gran fastidio entre los asesores alemanes.

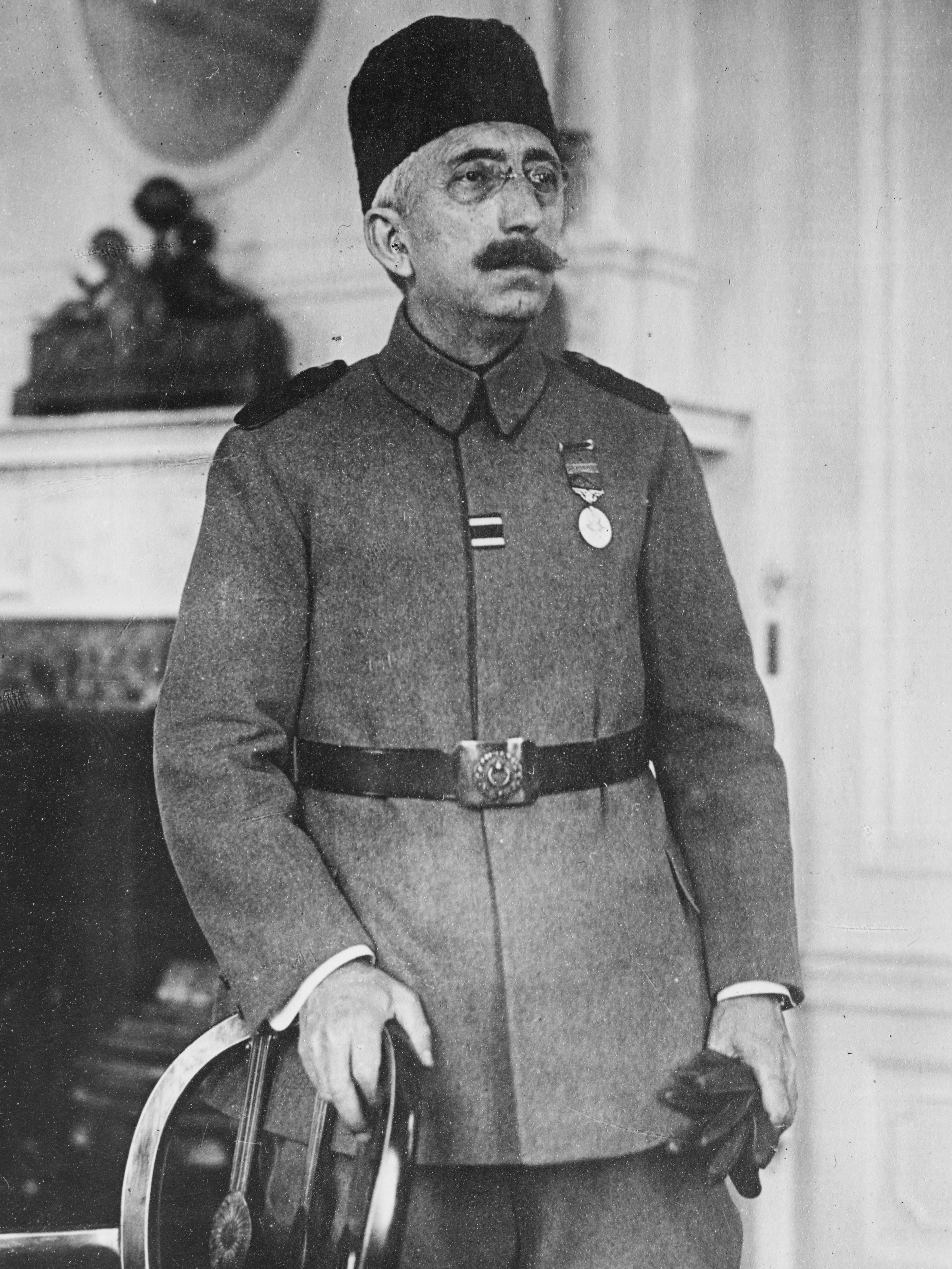
Mehmed VI, último sultán otomano.

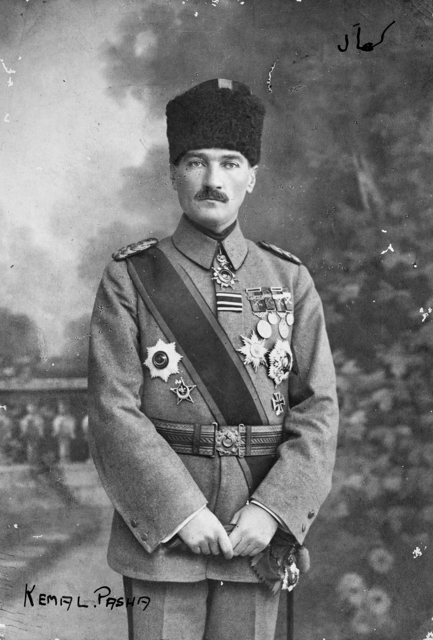
Mustafa Kemal. Recordado como el fundador de la República de Turquía.

La evolución de la lucha fue empeorando para el Imperio otomano en todos los frentes, especialmente desde inicios de 1917, aunque en el frente norte la amenaza rusa desapareció con la Revolución de Octubre en noviembre de 1917. En el este, la Campaña de Mesopotamia terminó con un triunfo británico al tomar Bagdad el 11 de marzo de 1917. Más al sur, la Campaña del Sinaí y Palestina contra las tropas de la Commonwealth y la Revuelta Árabe (patrocinada por los británicos) resultaron en derrotas otomanas (caída de Yeda y La Meca en junio de 1916, pérdida de Jerusalén en diciembre de 1917), hasta que en 1918 las fuerzas otomanas se hallaban en retirada en todos los frentes.
La asistencia alemana se mantuvo pero el mando del Reichsheer debió dar prioridad a la Kaiserschlacht en mayo de 1918, y luego a la ofensiva de los Cien Días en agosto. Con mermada asistencia germana la situación militar del Imperio otomano empeoró: el Ferrocarril del Hiyaz fue destrozado por los rebeldes árabes en mayo de 1918, mientras británicos y australianos penetraban en Siria tomando Damasco el 1 de octubre de 1918 y Alepo el 25 de octubre. En los Balcanes, la expedición greco-franco-serbia derrotaba a Bulgaria y forzaba al gobierno búlgaro a pedir el armisticio el 29 de septiembre, complicando la situación otomana y convenció a los Tres Pashás que la guerra estaba perdida. Tras un ataque naval británico a Estambul, el gobierno otomano aceptó el Armisticio de Mudros el 30 de octubre, retirando sus tropas hacia Anatolia.

### Partición del Imperio (1918-1922)
Aceptó las mejores condiciones teniendo en cuenta la situación, y los cabecillas de los Jóvenes Turcos, Cemal, Enver y Talat, huyeron en un submarino alemán evitando su detención por las irregularidades cometidas durante su gobierno.
Después de la derrota de los Imperios centrales, el Imperio otomano (gravemente socavado por la Rebelión Árabe apoyada por Gran Bretaña) se desplomó en el desorden. El primer presidente de la República de Turquía, Kemal Atatürk, abolió el sultanato en 1922, dentro de su proceso de reformas y modernización y declaró la renuncia a la idea imperial, lo que constituyó de hecho el fin del Imperio otomano.